# Biserica de lemn din Almaș-Săliște

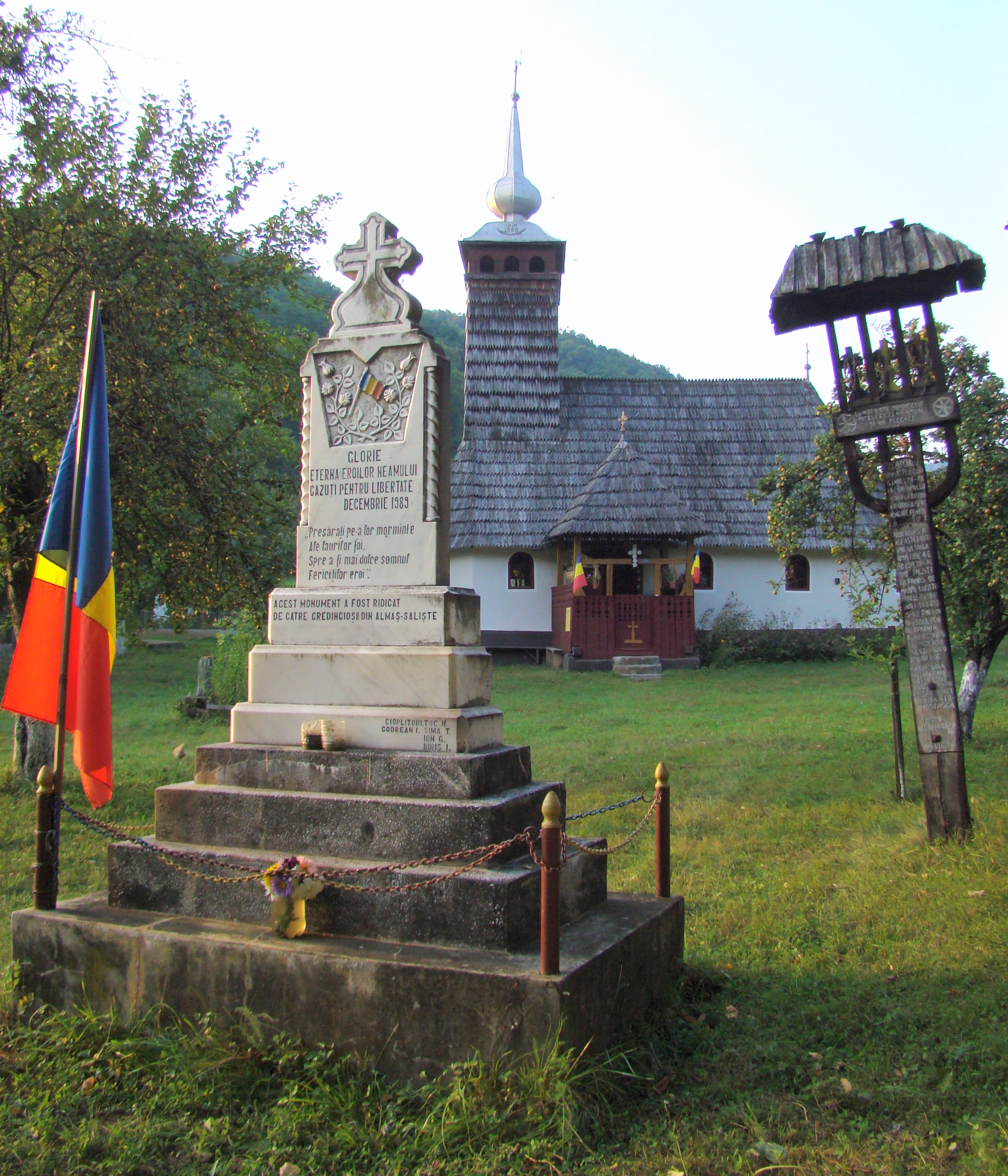
Biserica de lemn „Sfinții Arhangheli” din Almaş-Sălişte, comuna Zam, județul Hunedoara, foto: august 2009.

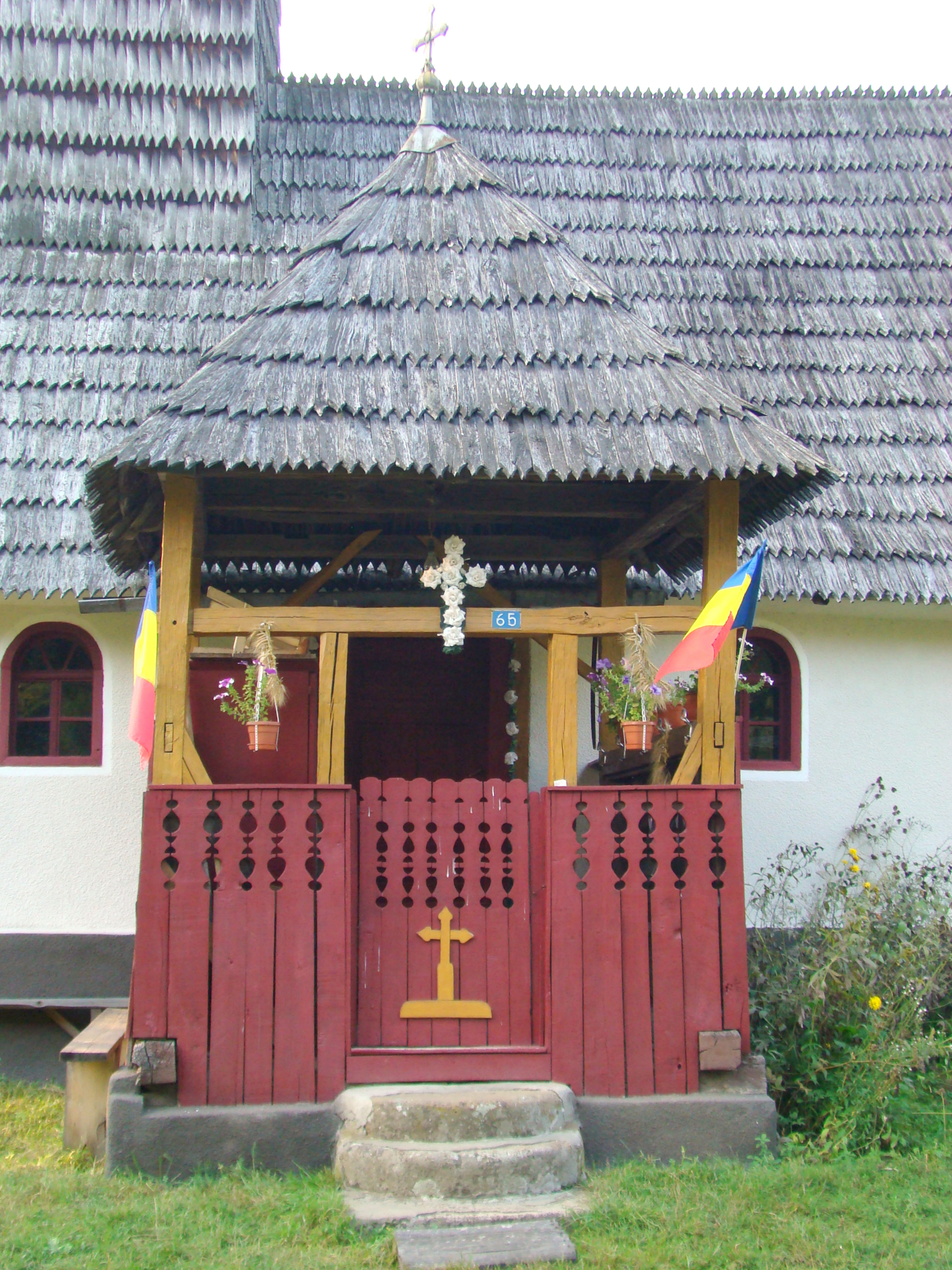

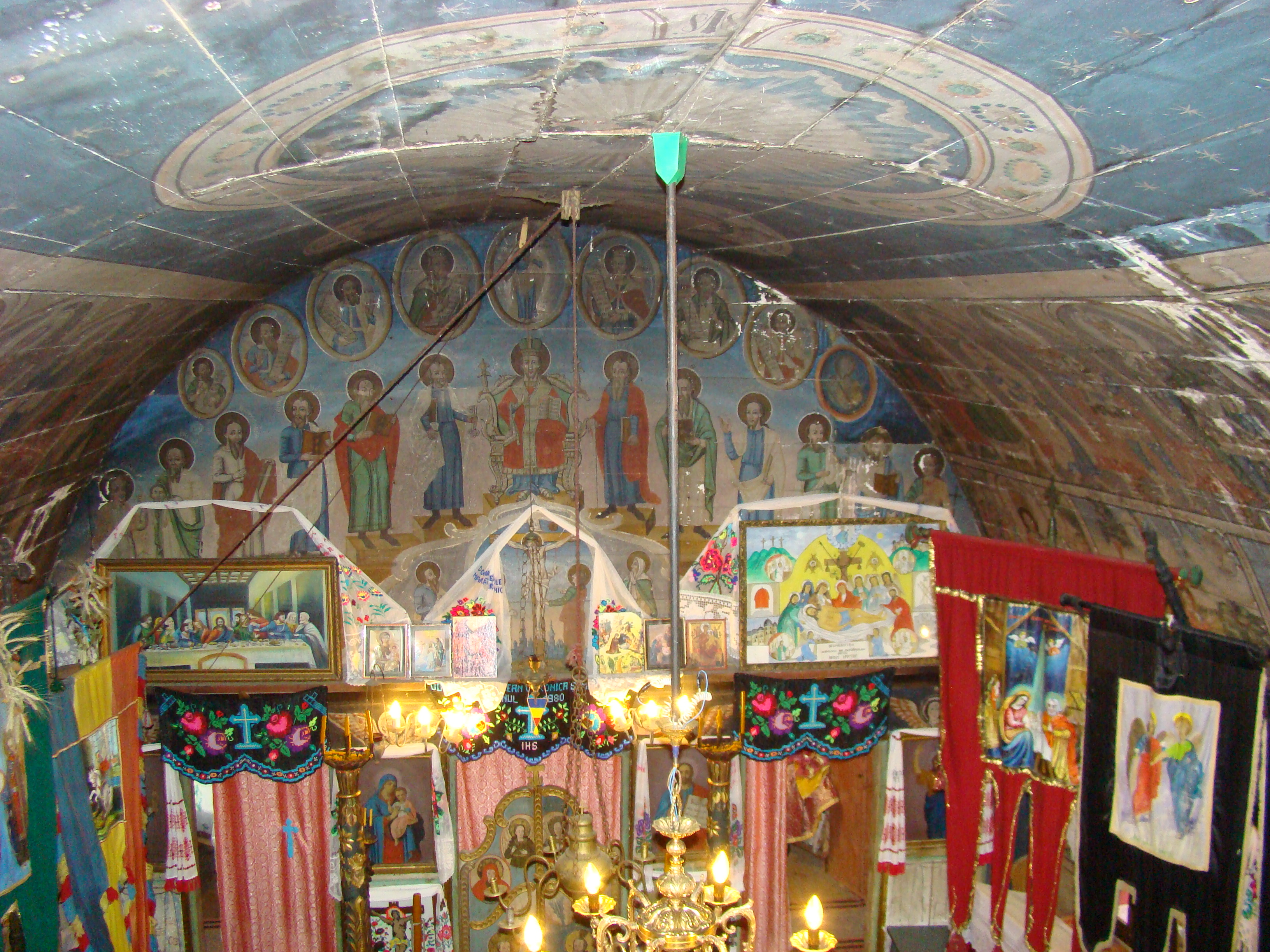

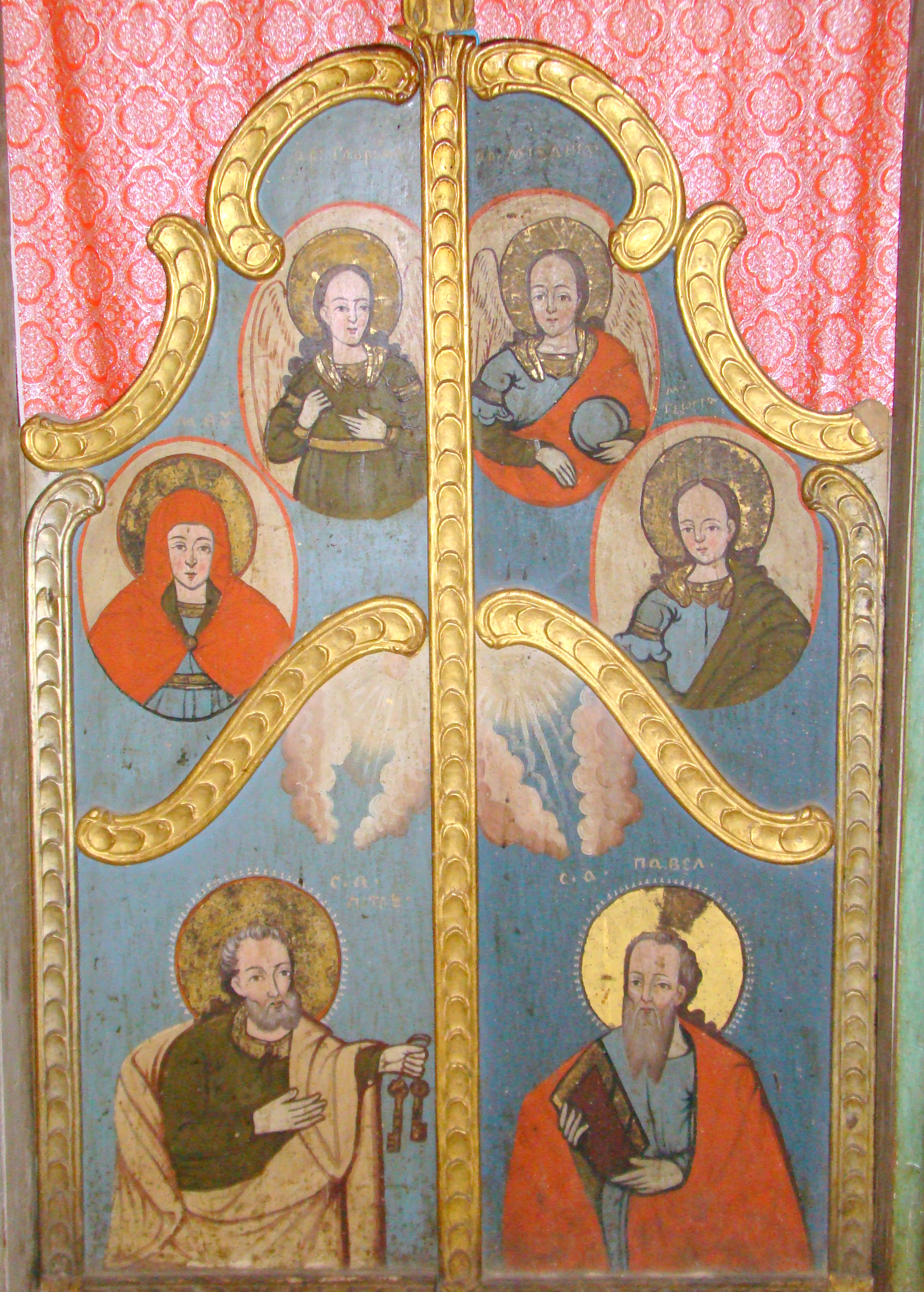

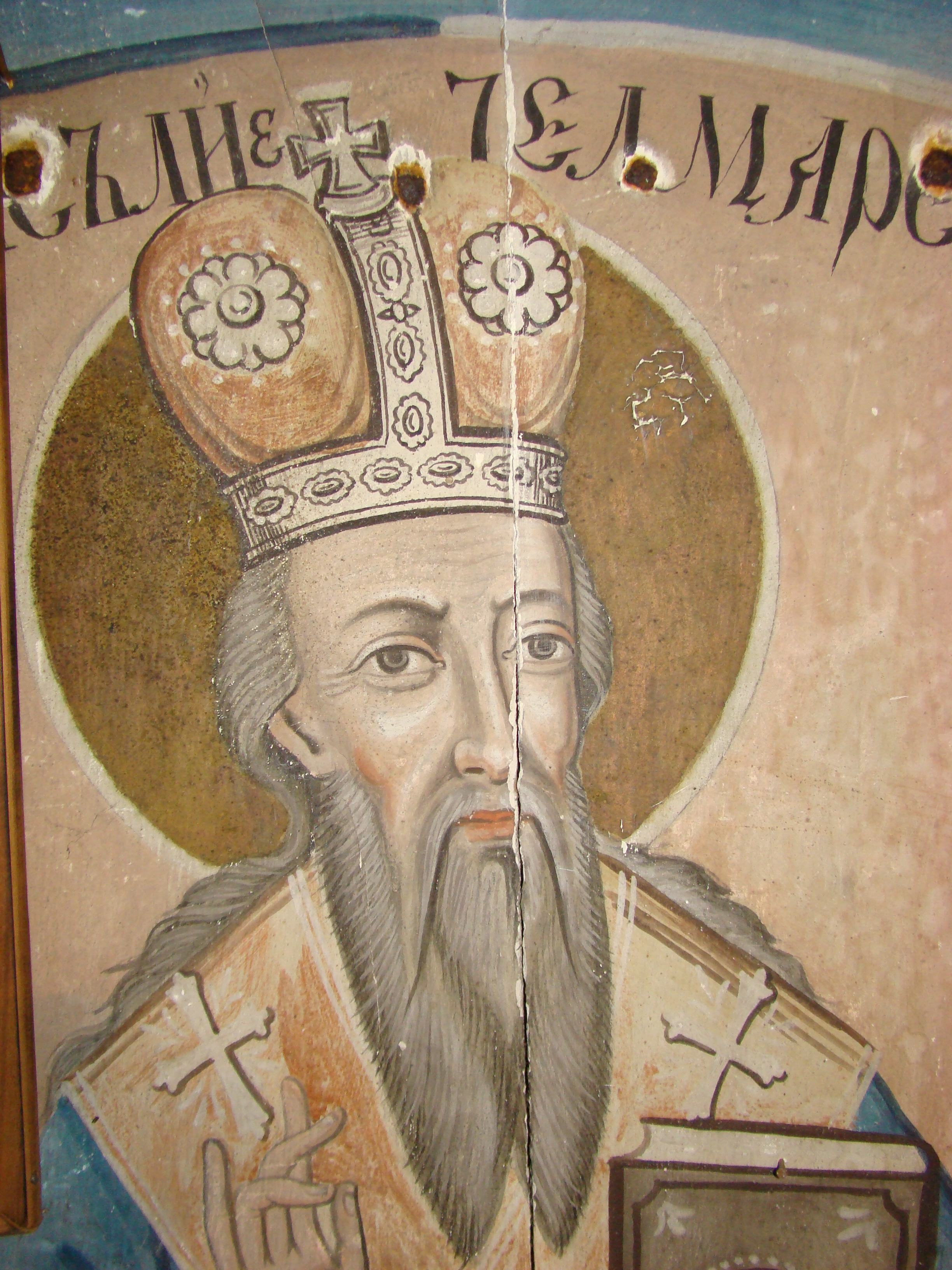
Sfântul Vasile cel Mare

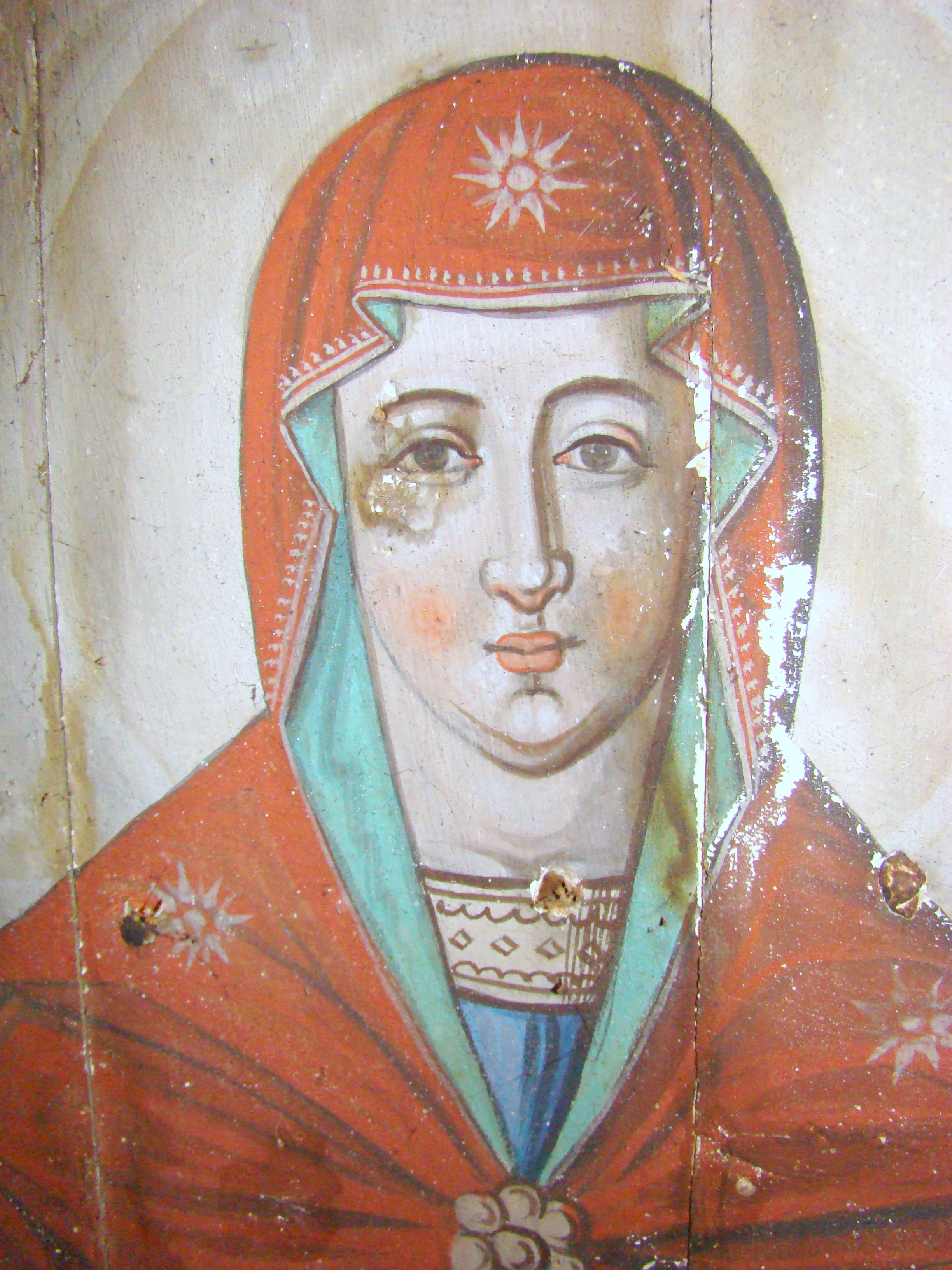

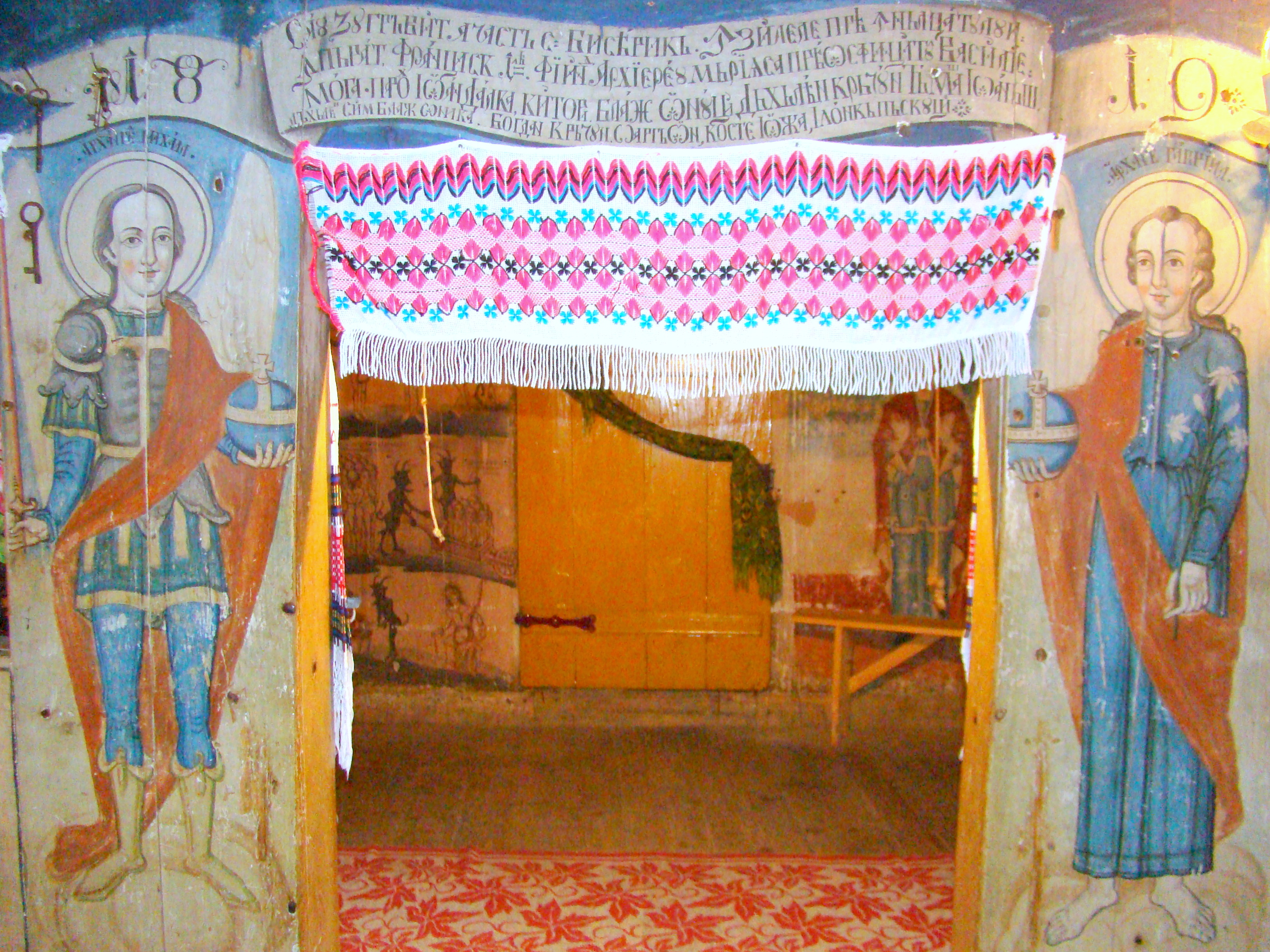

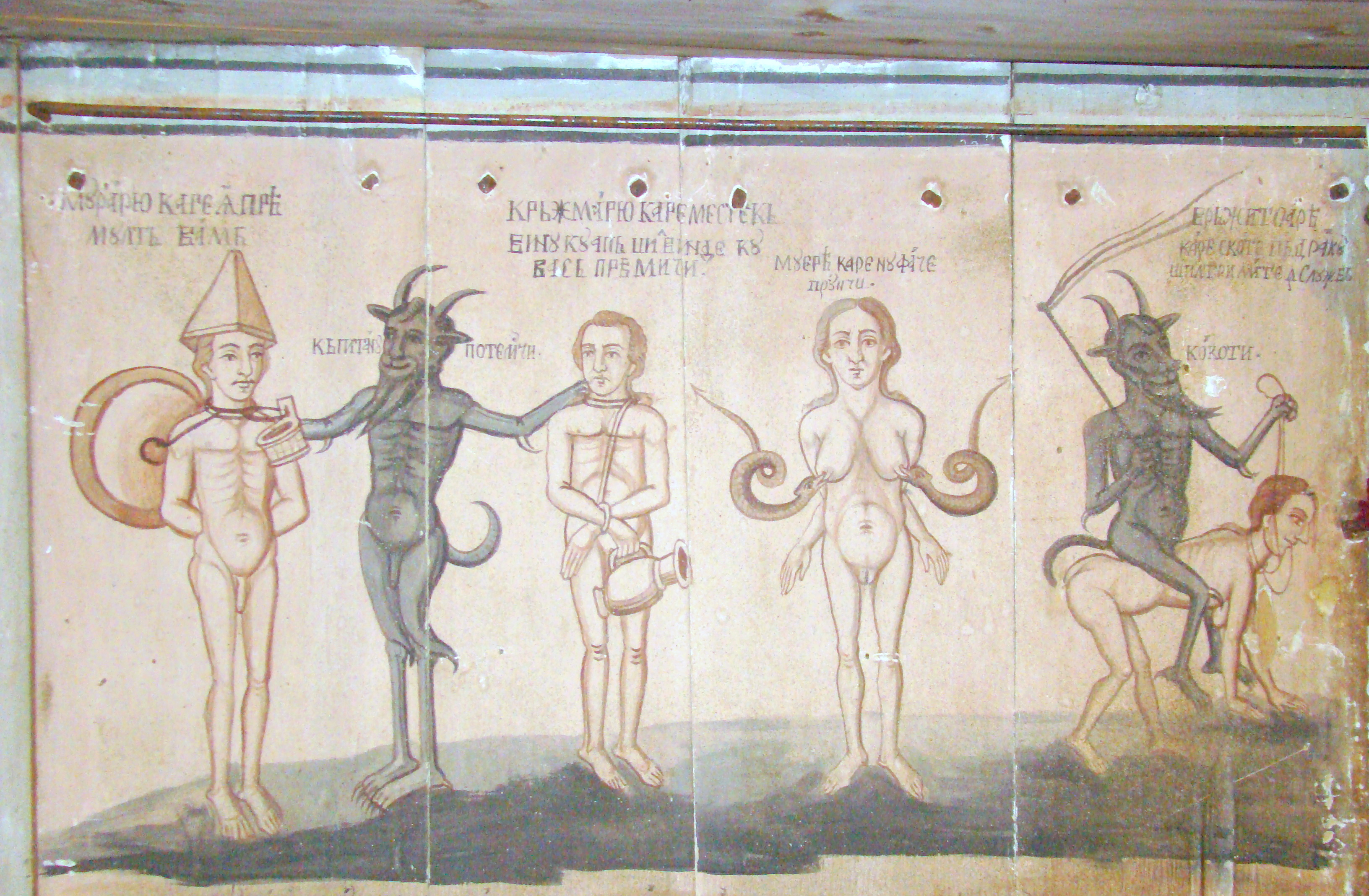

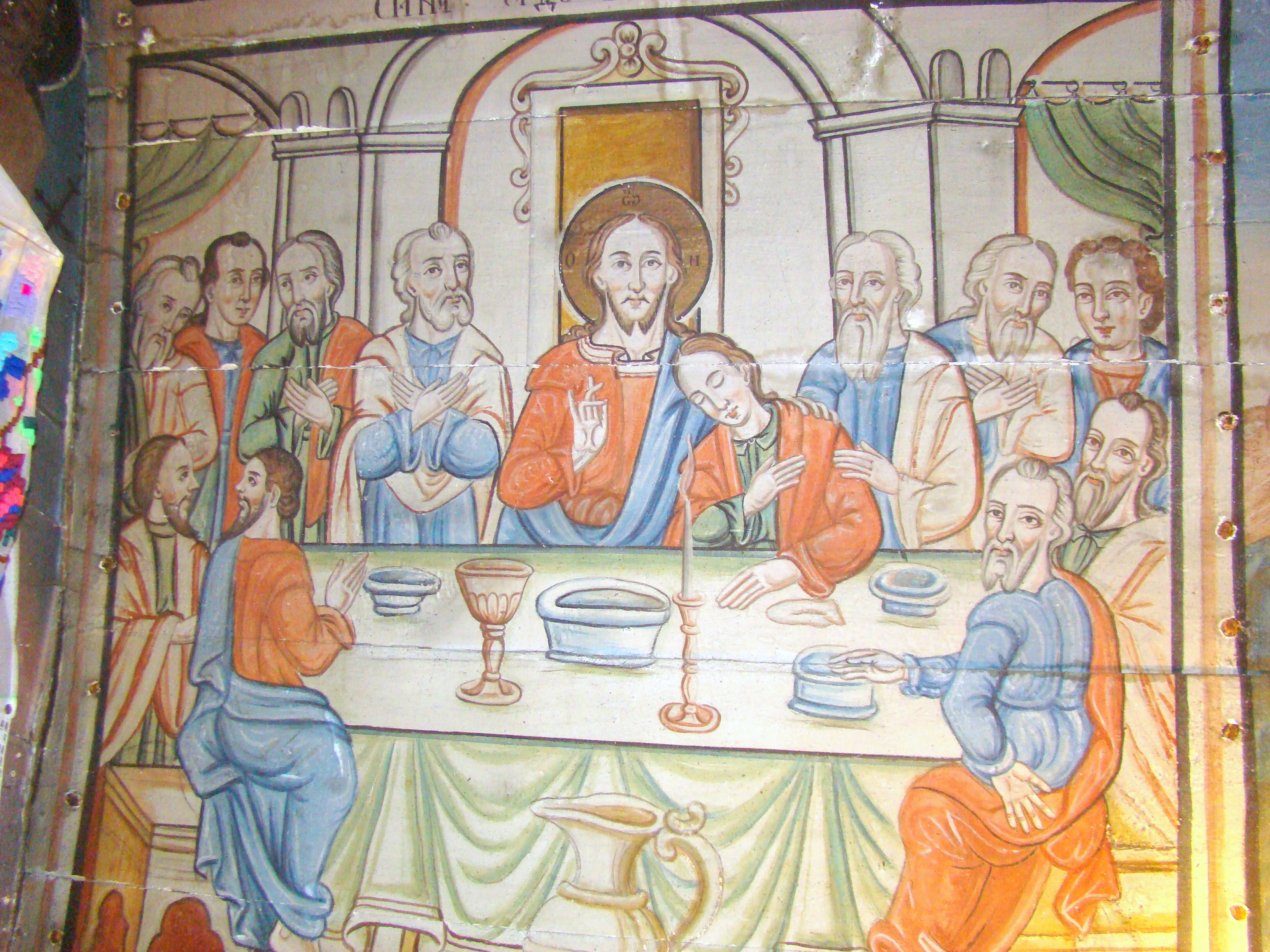

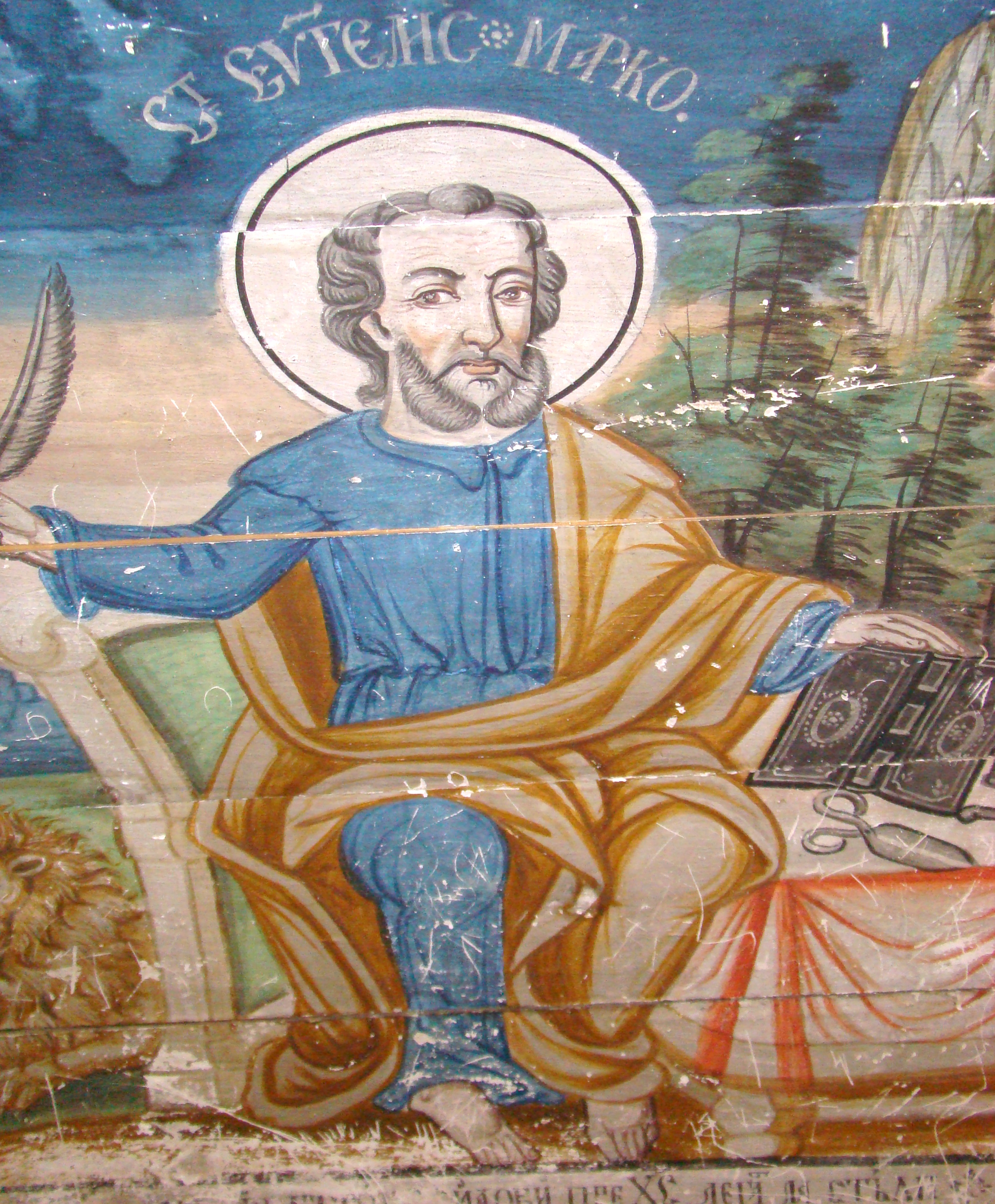

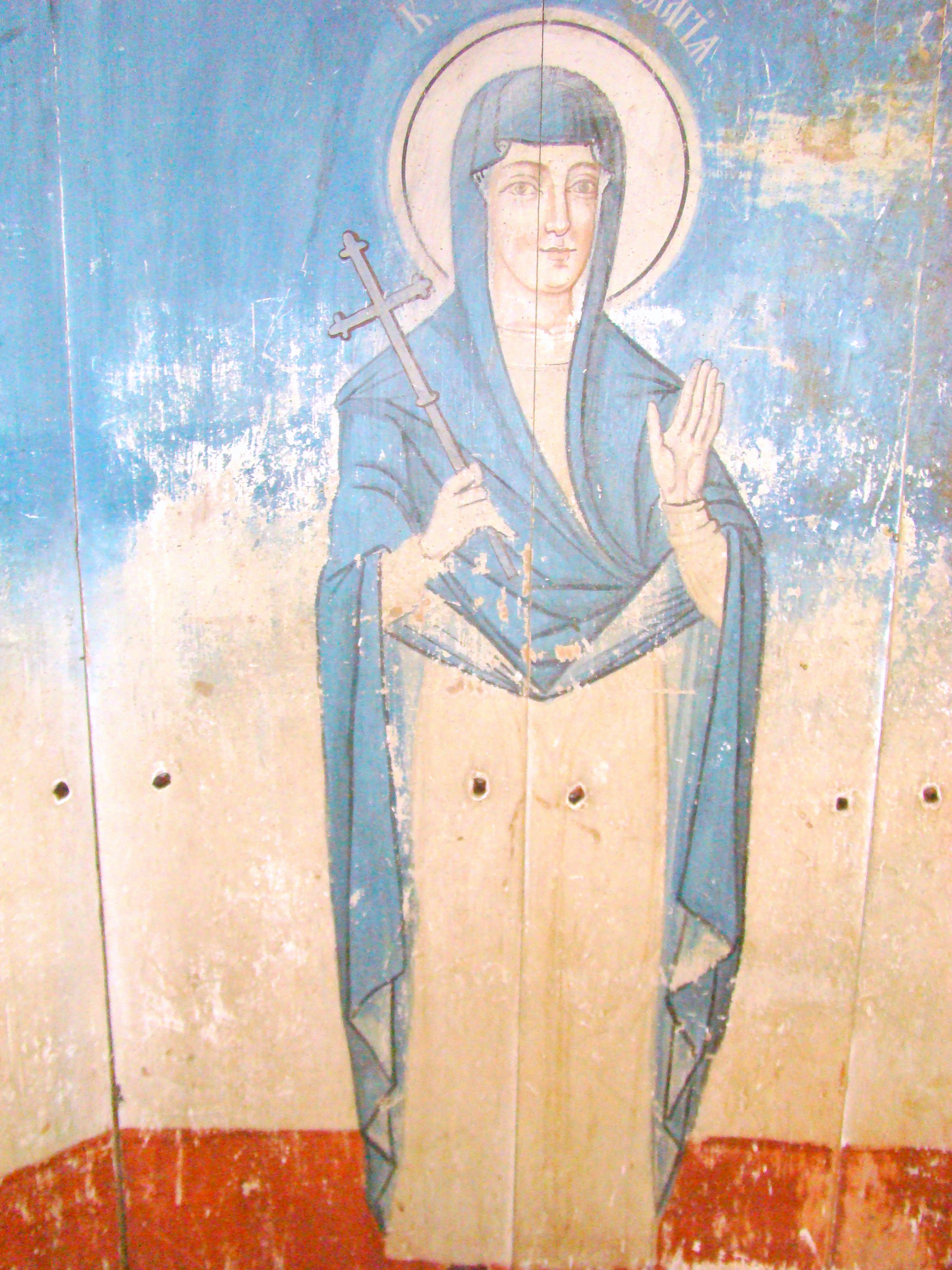

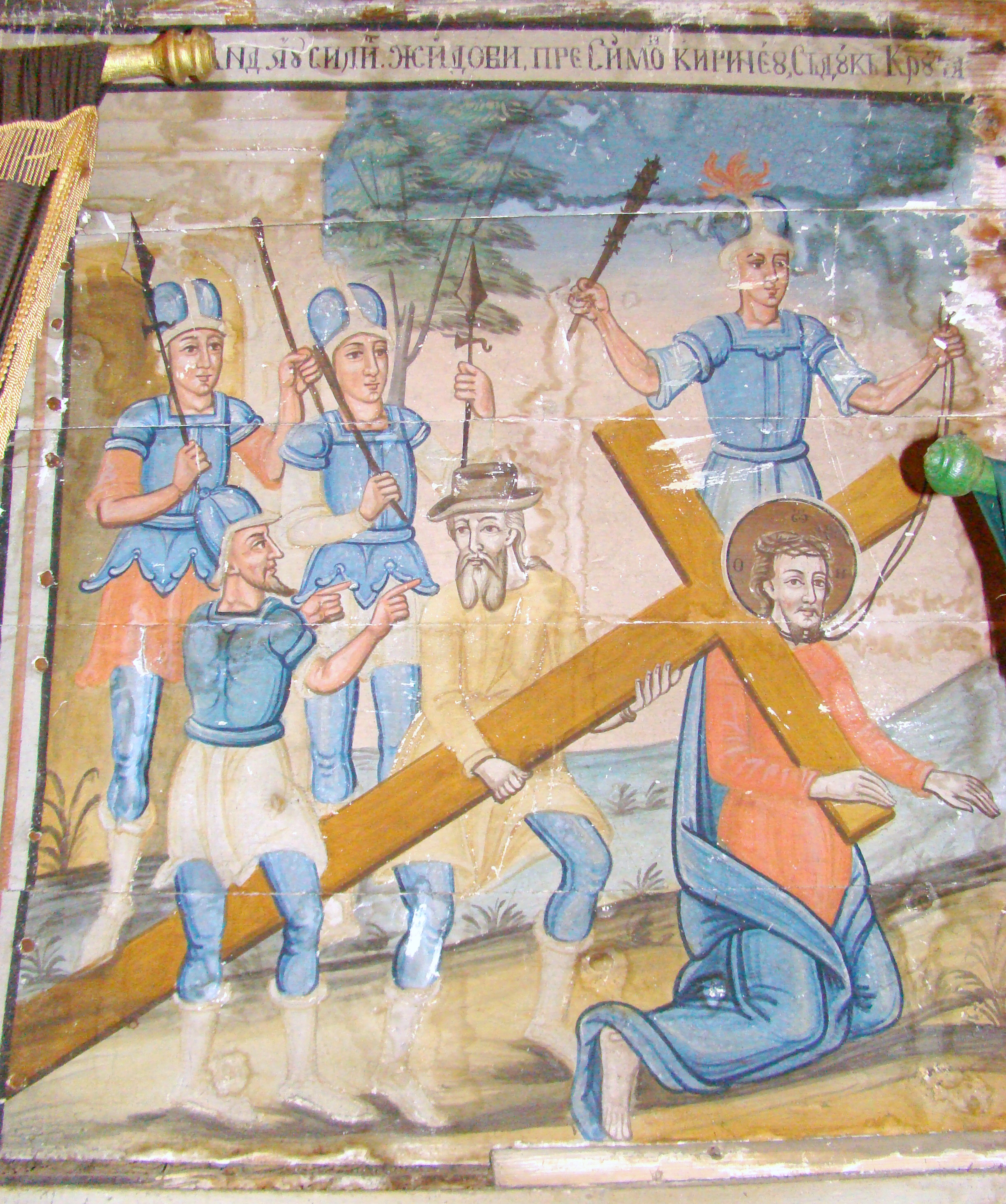

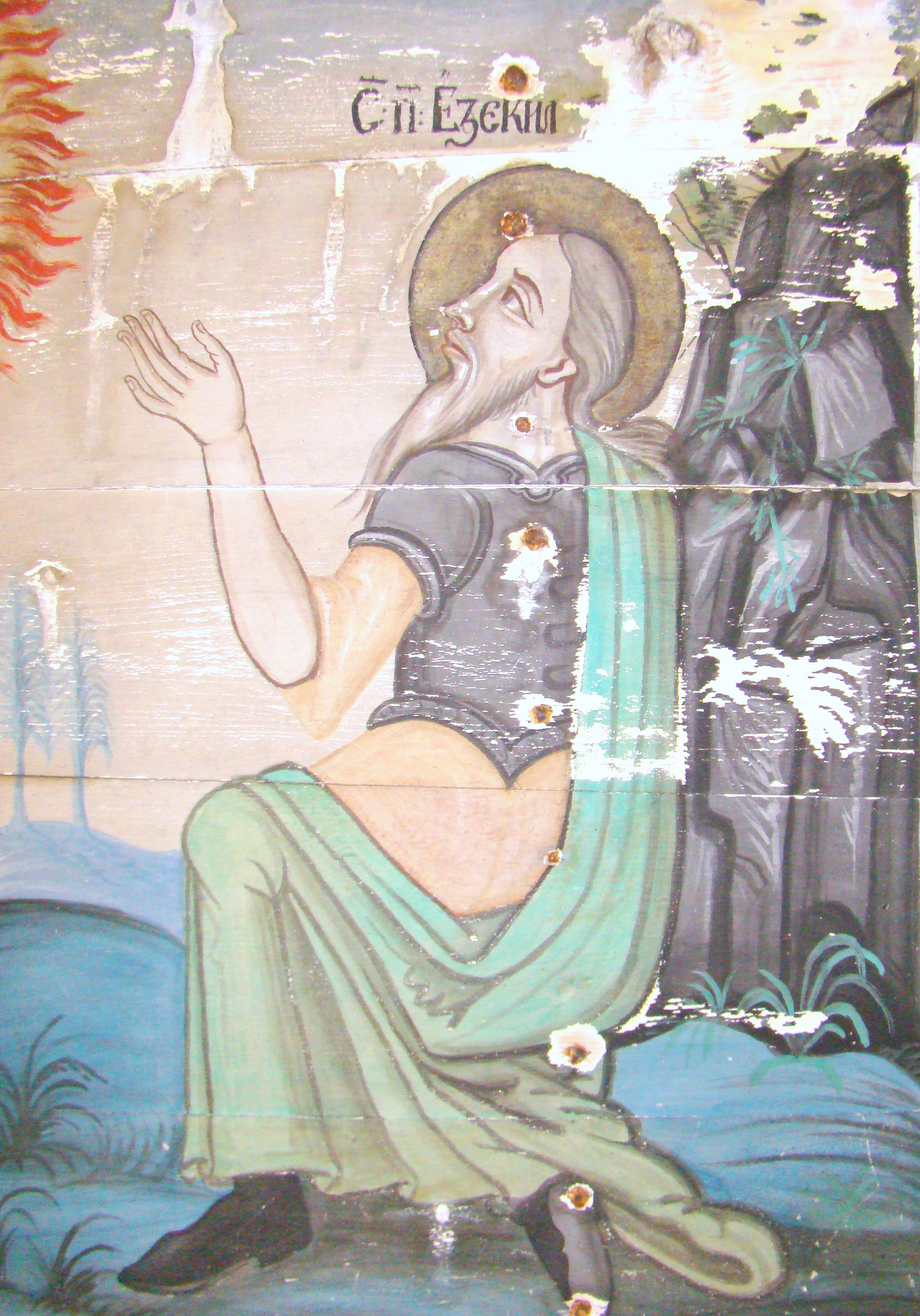

Biserica de lemn din Almaș-Săliște, comuna Zam, județul Hunedoara a fost ridicată în secolul XVIII. Are hramul „Sfinții Arhangheli Mihail și Gavril” și figurează pe noua listă a monumentelor istorice, cod LMI HD-II-m-B-03236.

## Istoric
Biserica „Sfinții Arhangheli Mihail și Gavriil” datează din secolul XVIII. Construită din lemn, forma pereților imaginează o corabie, cu capul răsăritean semicircular, iar cel de vest terminat într-un poligon cu trei laturi. Clopotnița înaltă se termină cu un bulb baroc învelit în tablă. Ulterior intrarea de pe partea de vest a fost protejată de o polată pe pilaștri, iar în dreptul ușii de pe latura sudică s-a adăugat un pridvor deschis. Pictura interioară, executată în 1819 de un autor anonim, se remarcă prin prospețime, vigoare și har narativ. În scena „Judecății de apoi” pictorul s-a inspirat din realitatea sătească, numind personajele zugrăvite cu porecle și nume locale. Pictura constituie, în studiul artei moderne din Transilvania, o lucrare de referință dintre cele mai importante.

## Imagini din interior

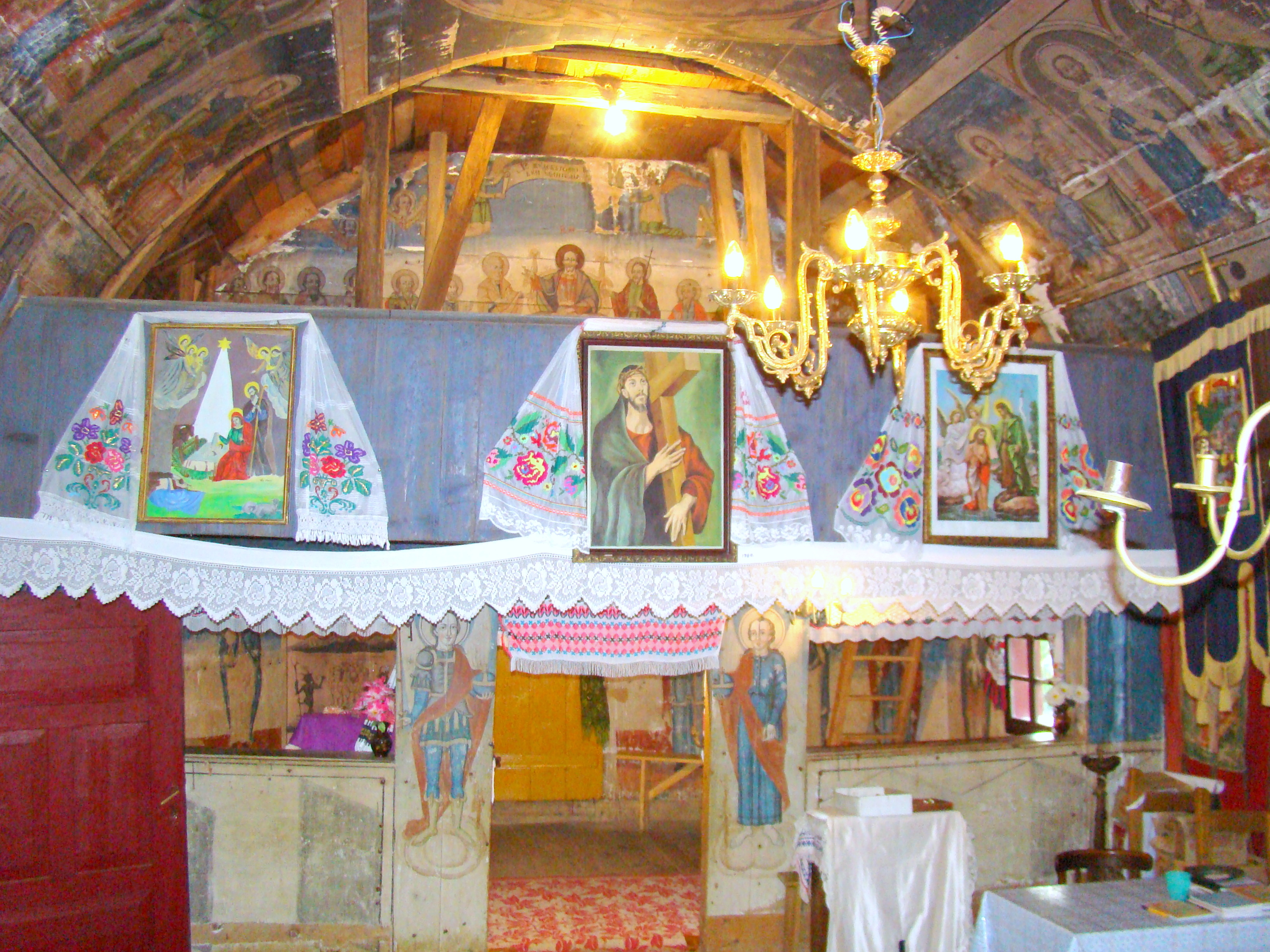
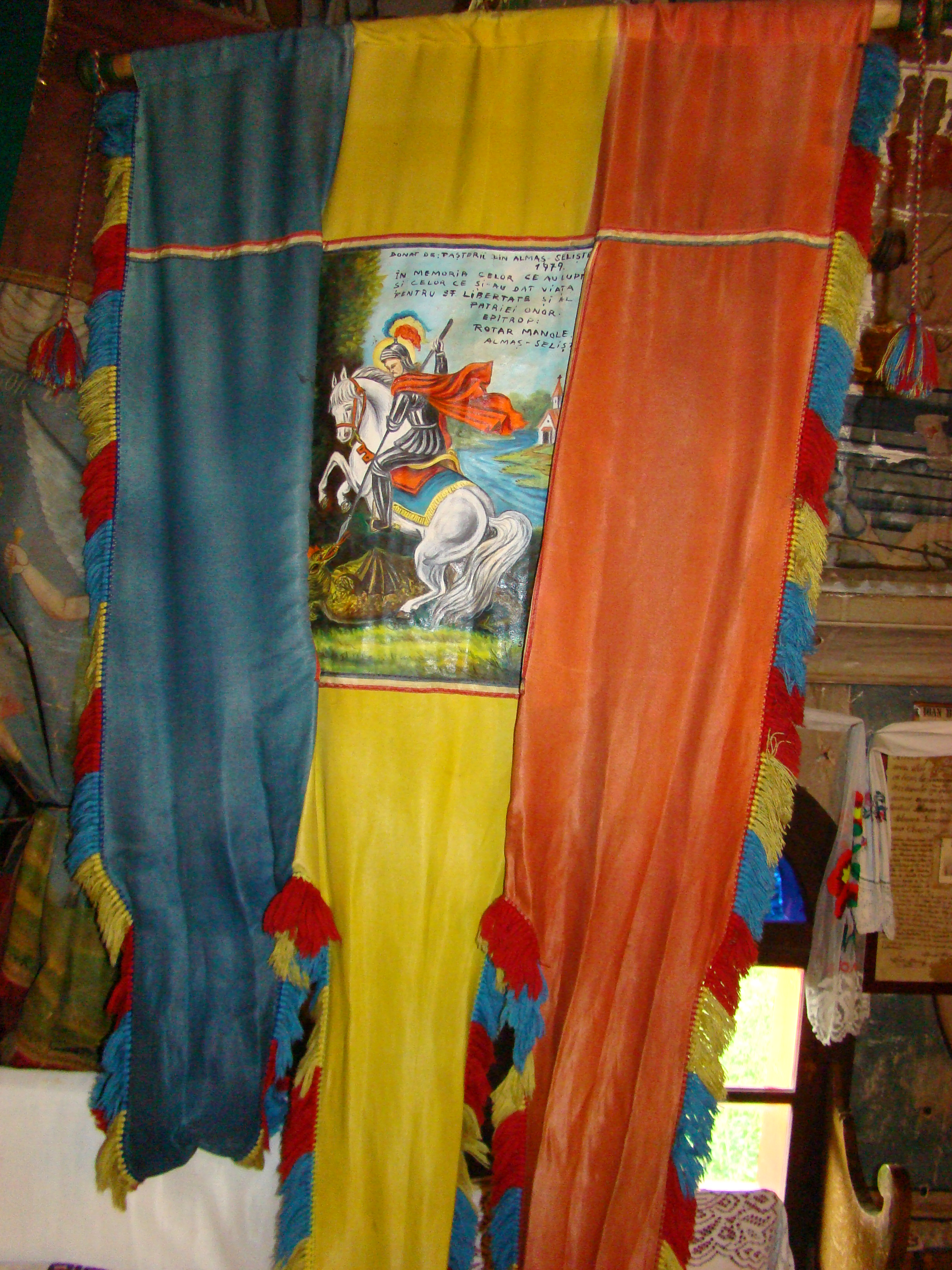
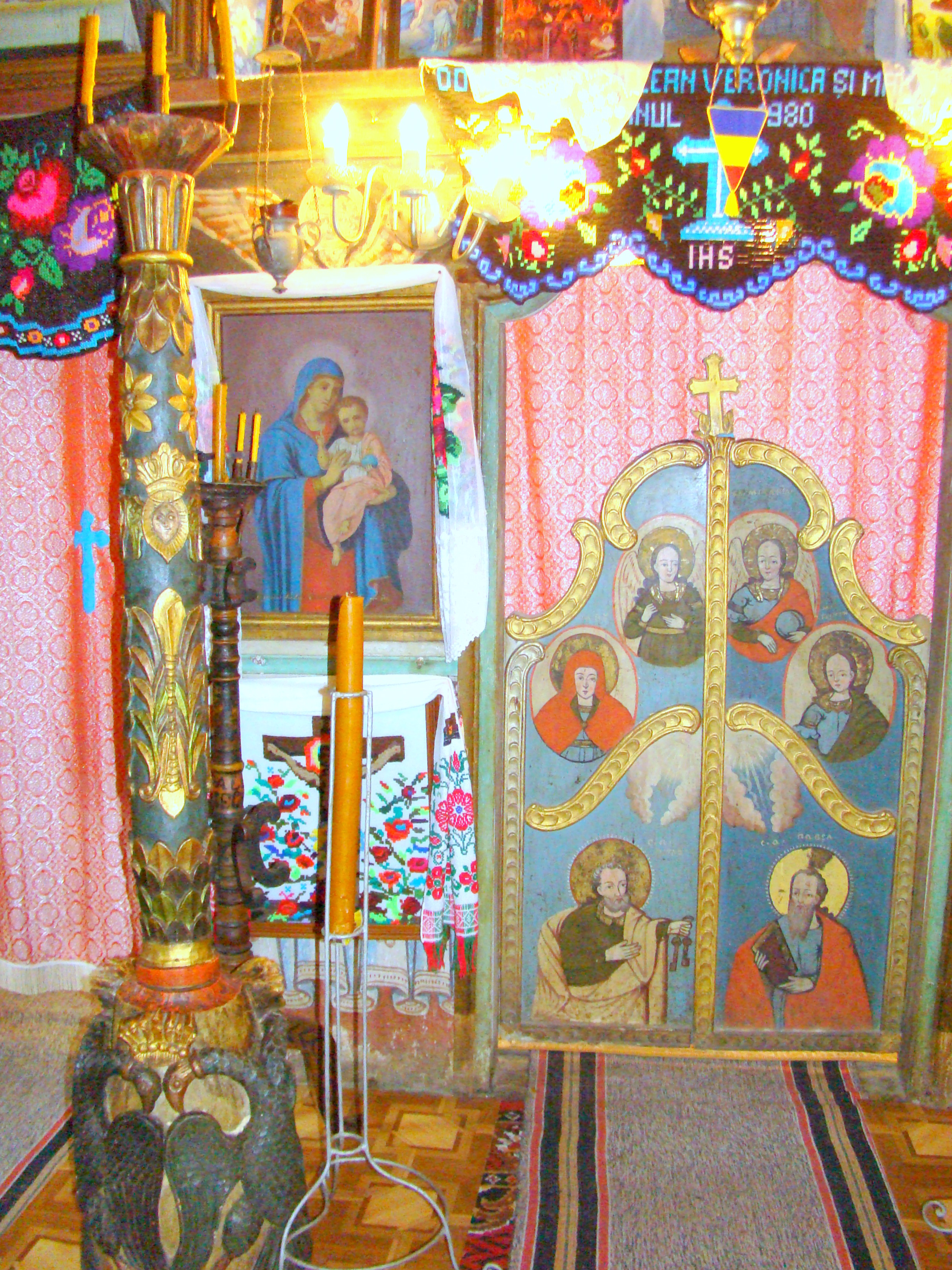
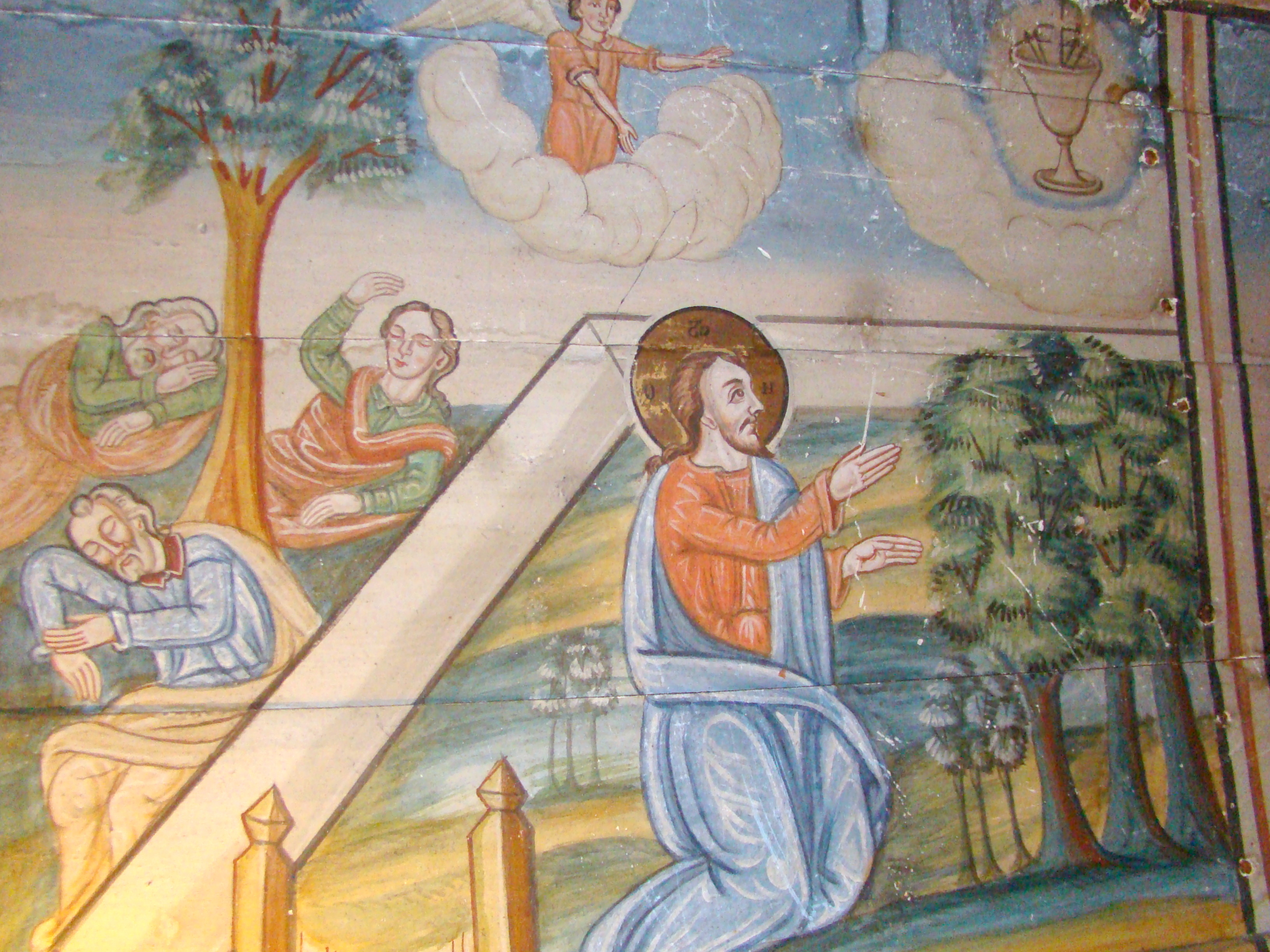
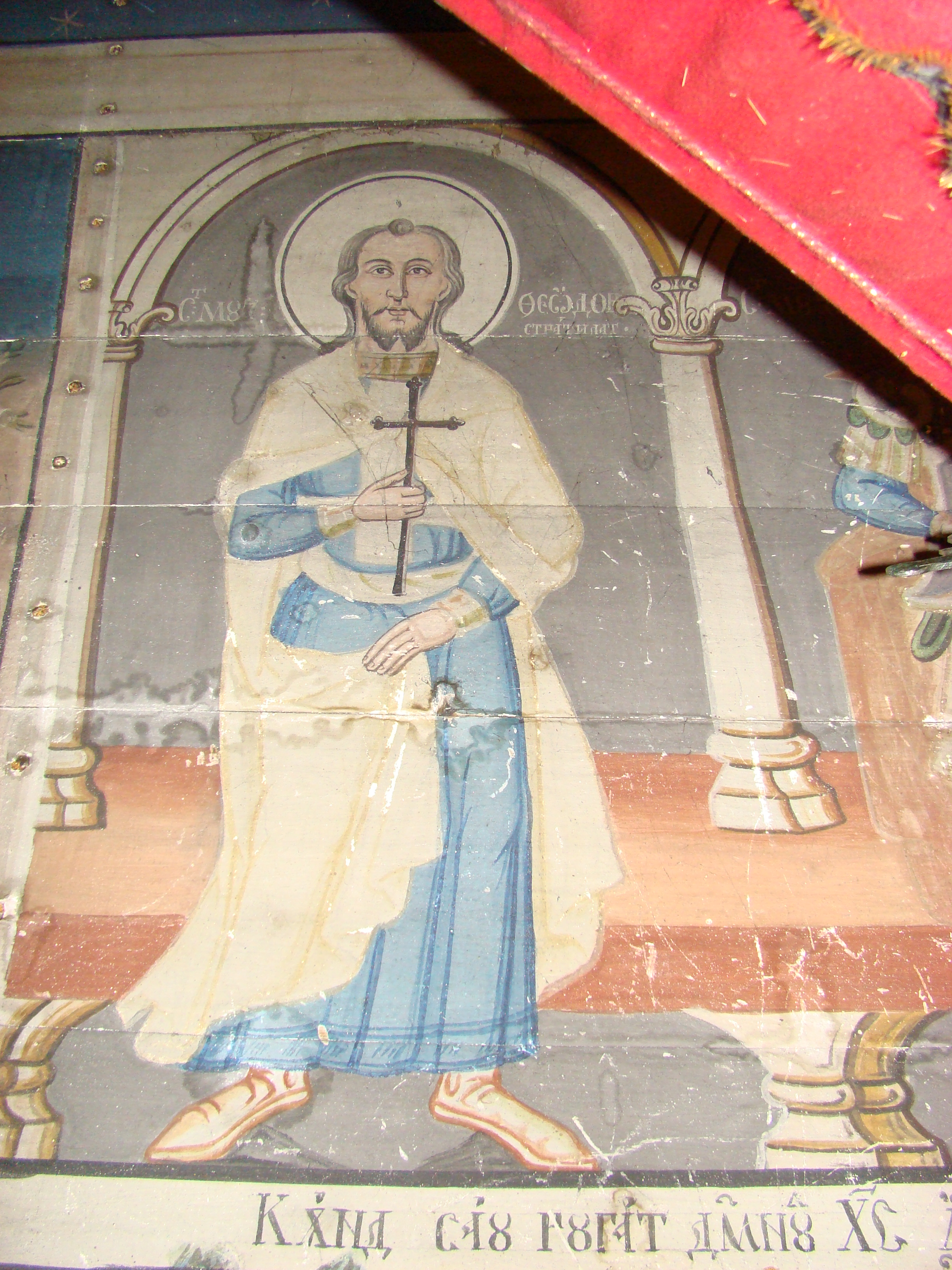
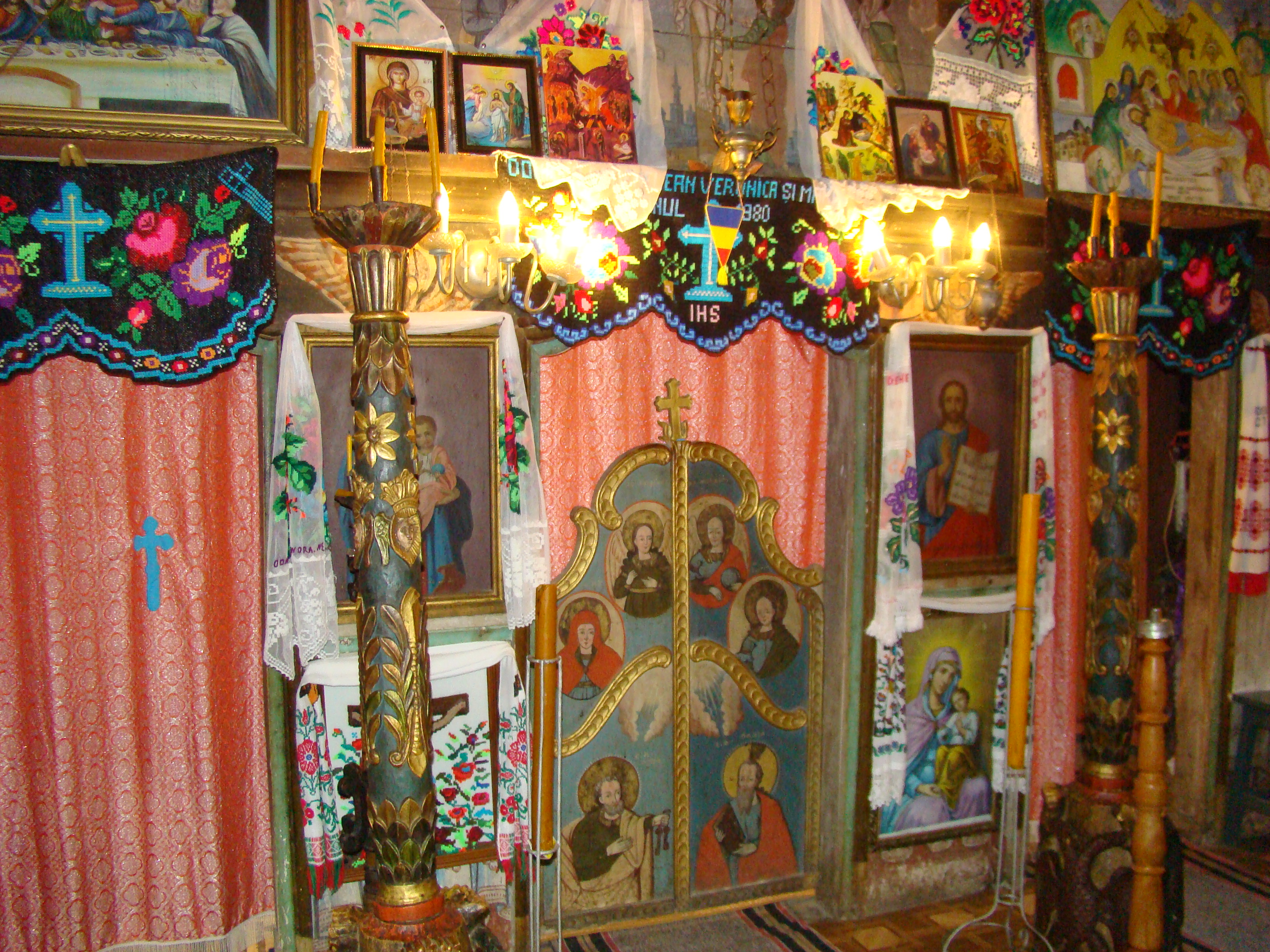
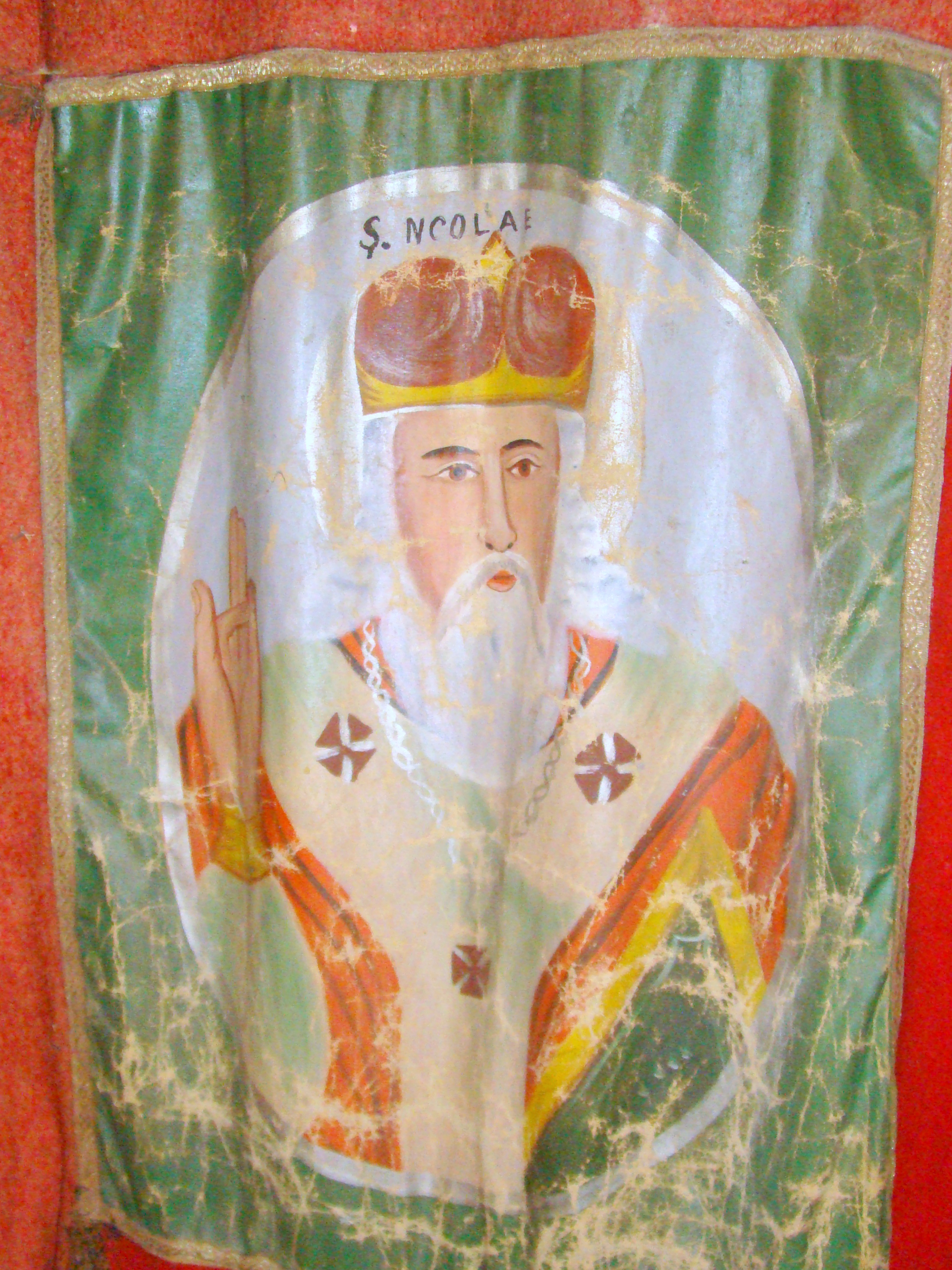
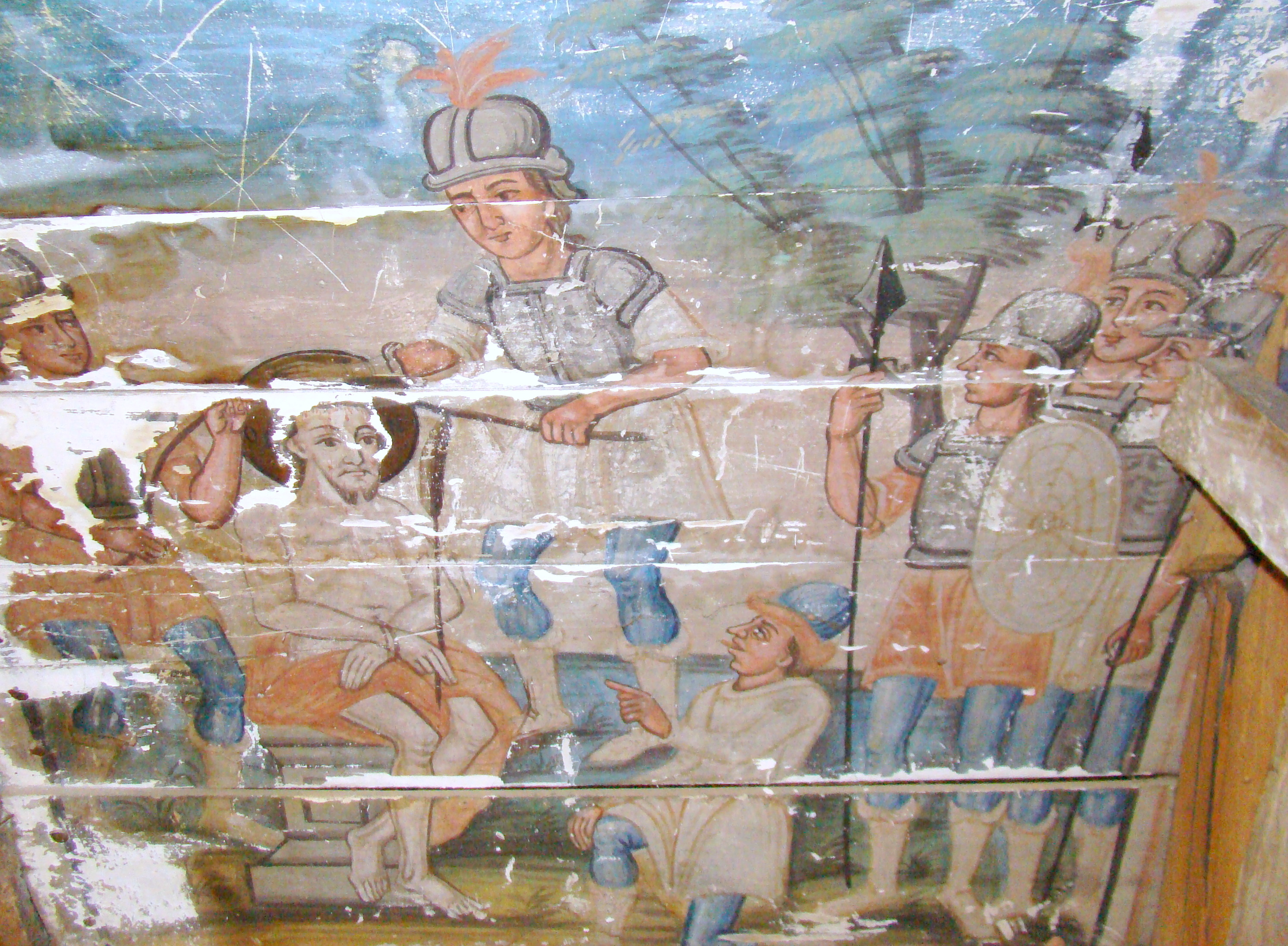
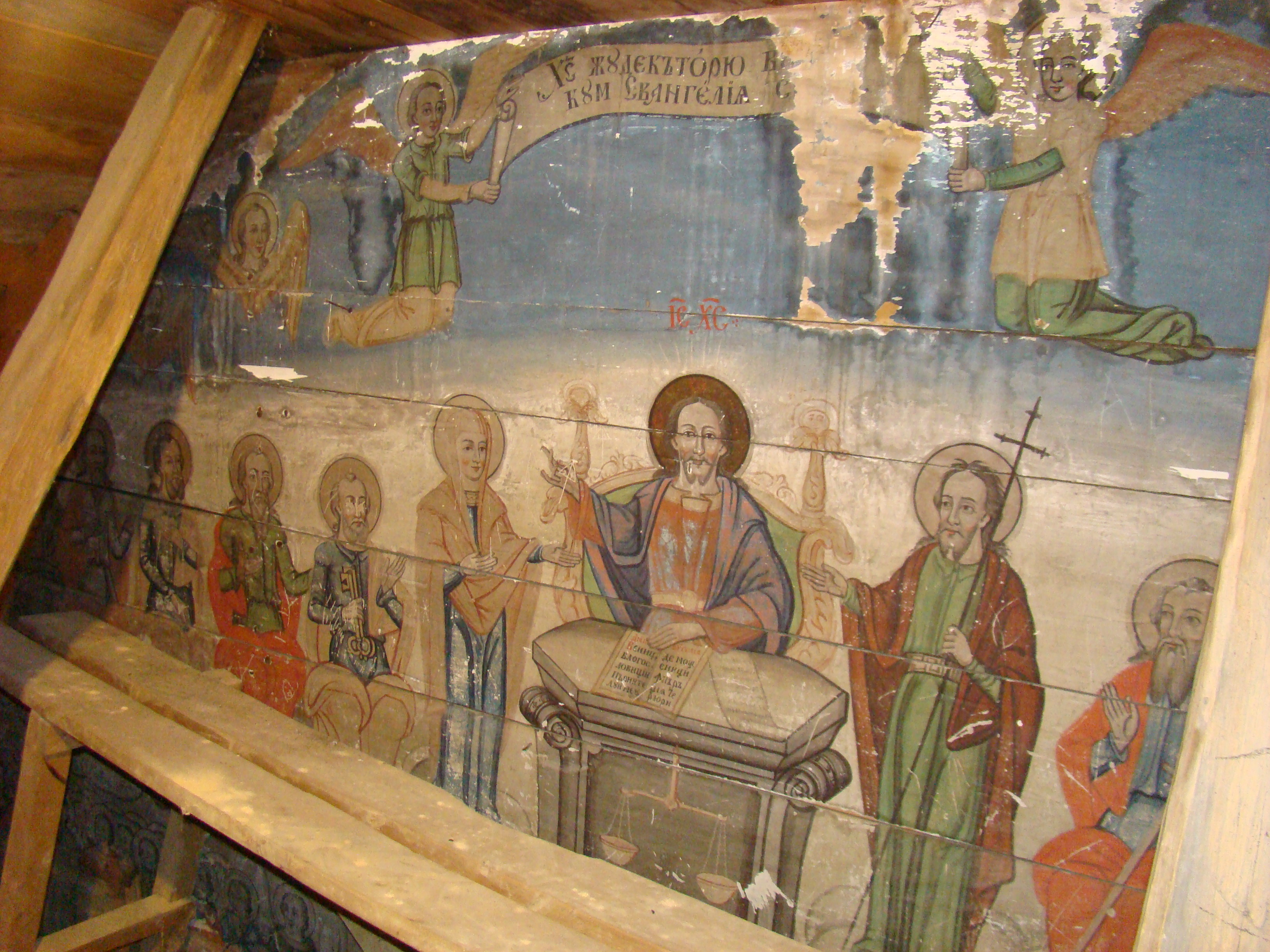
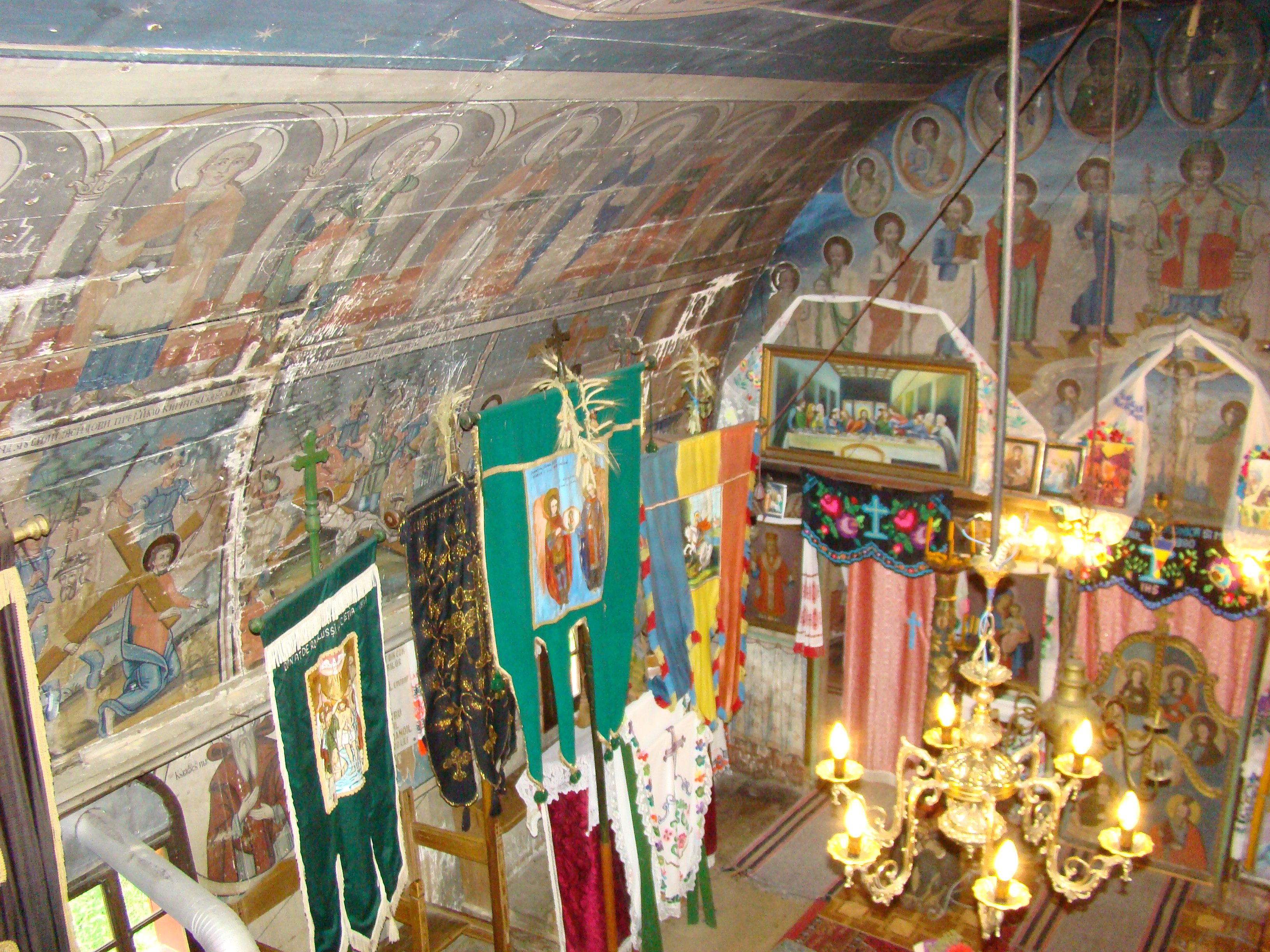
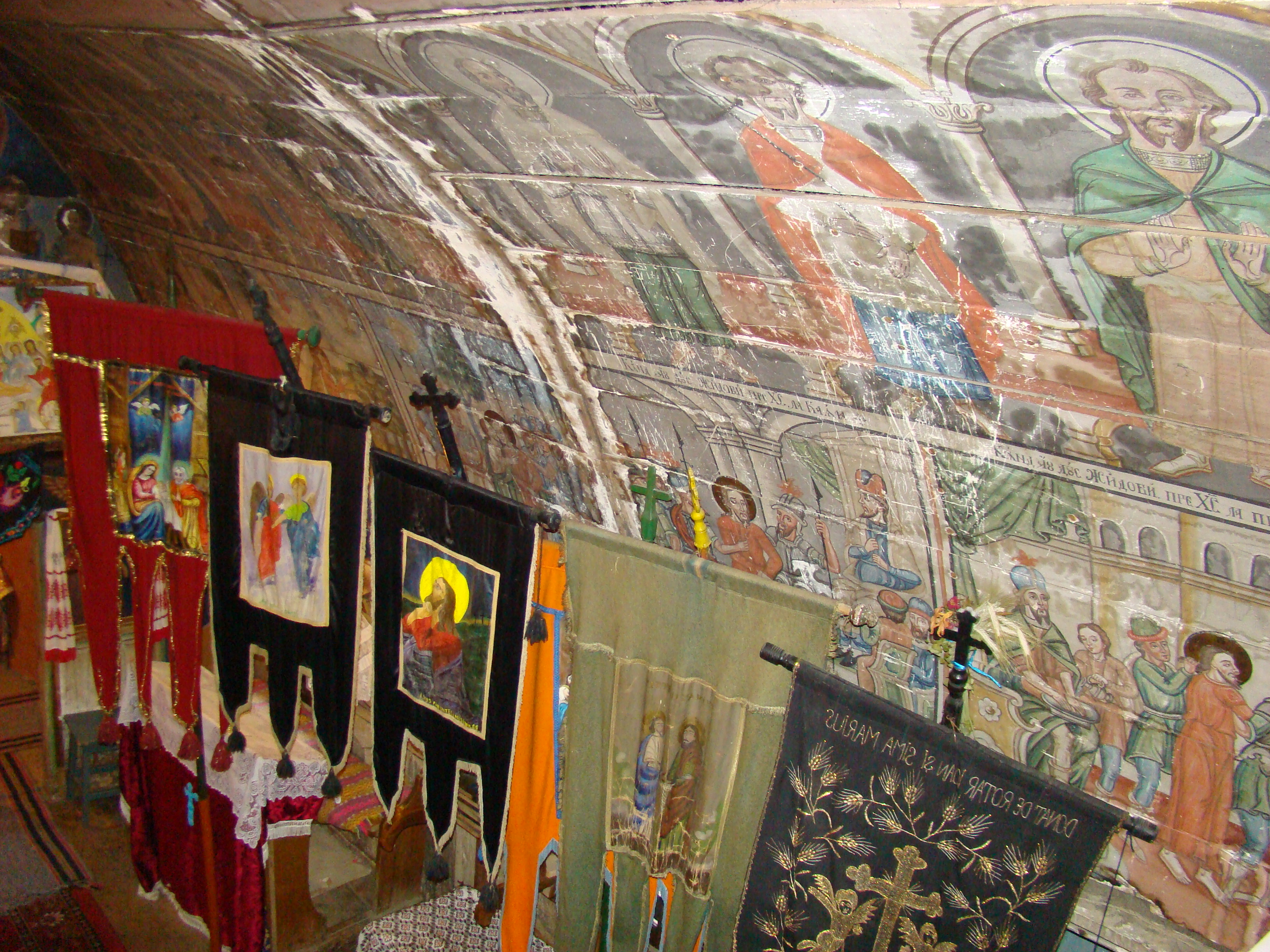
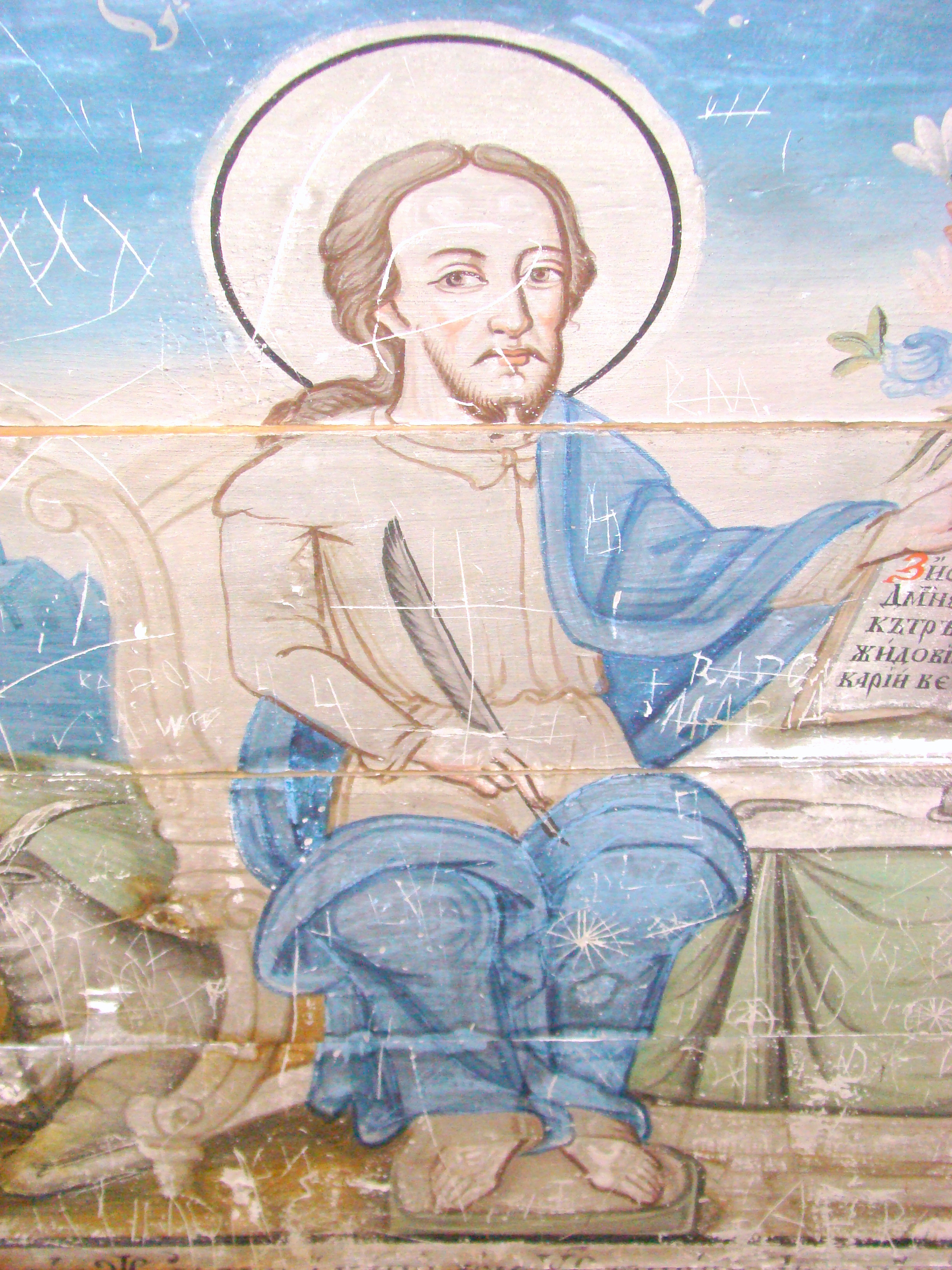
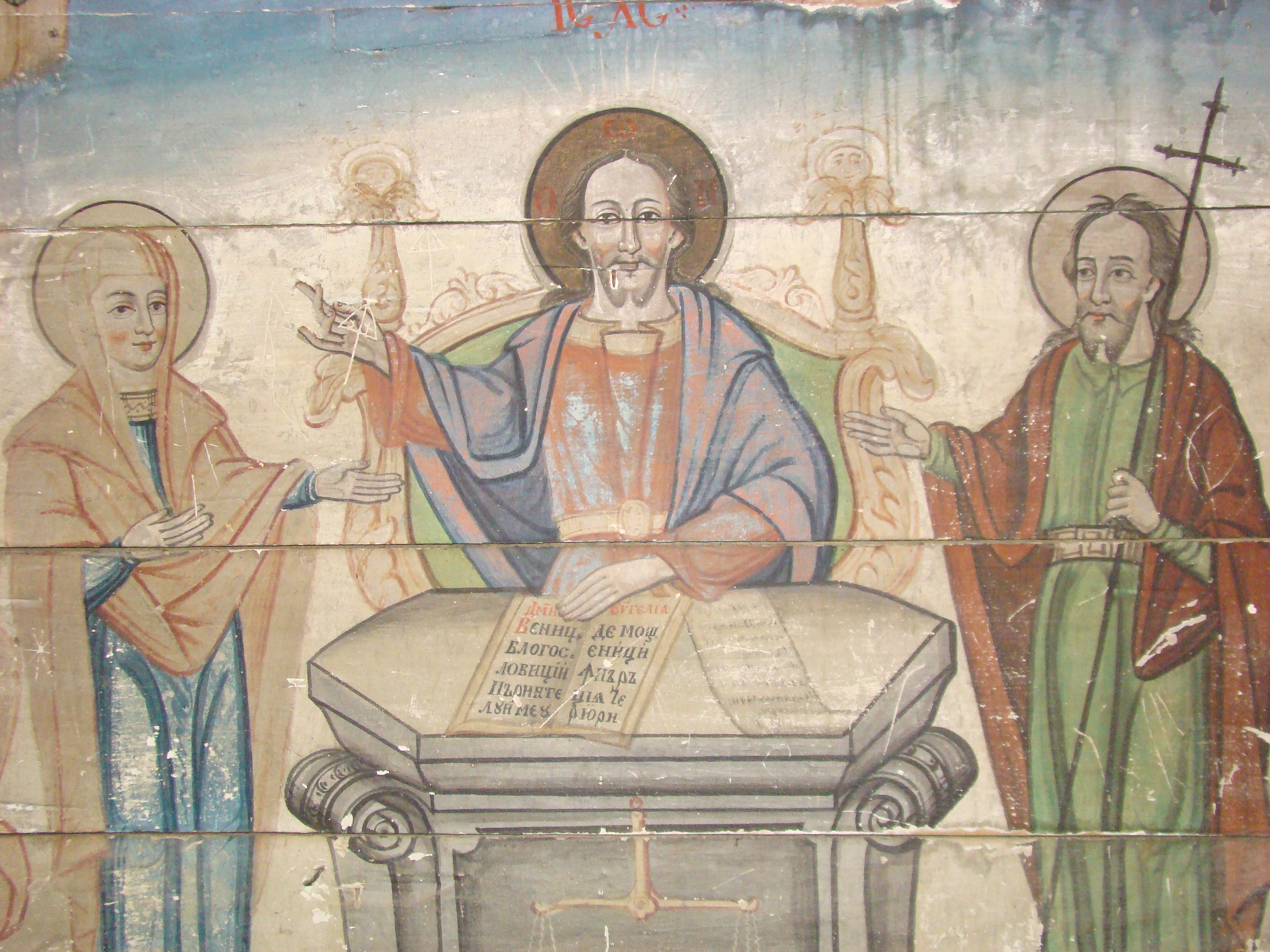
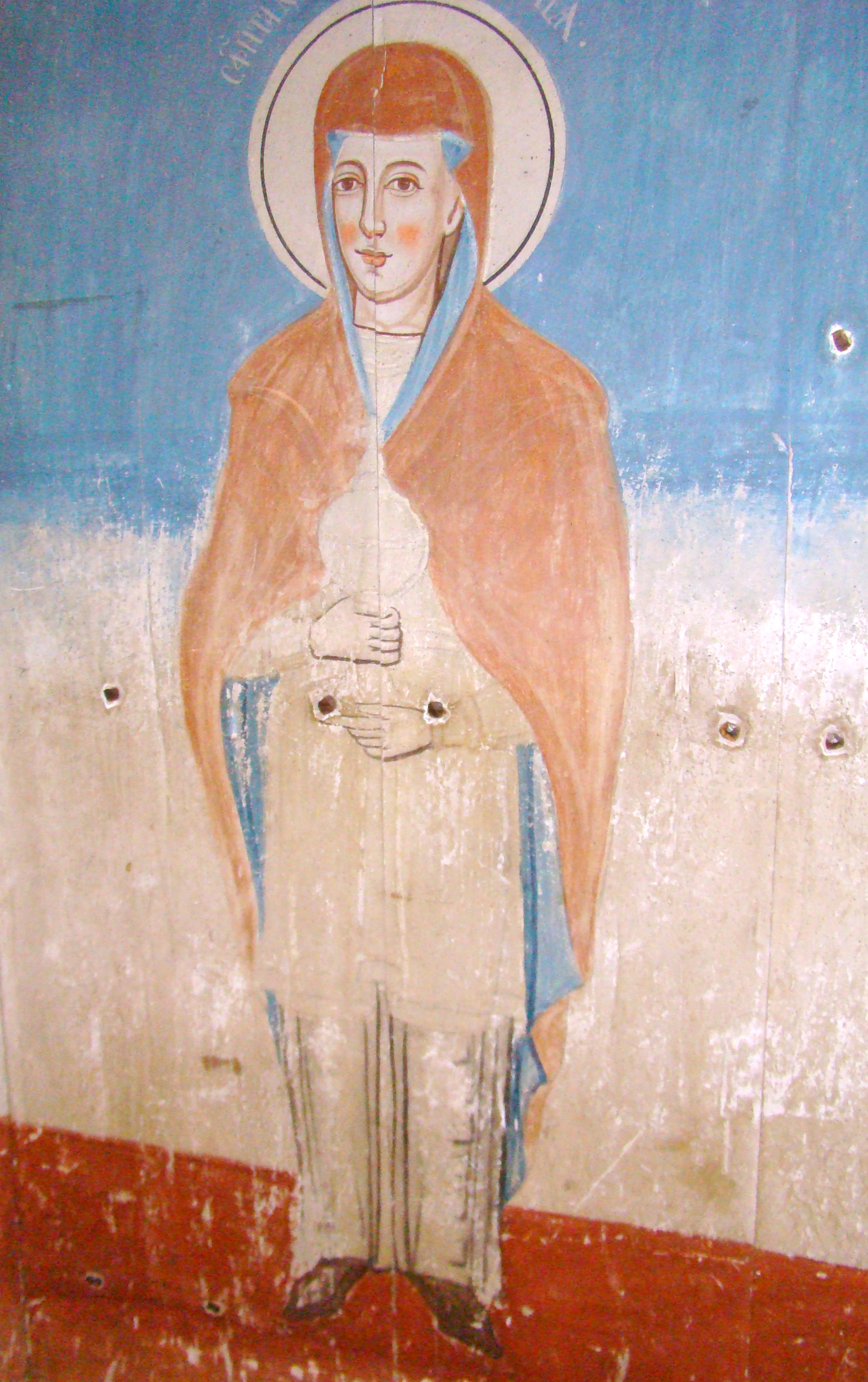
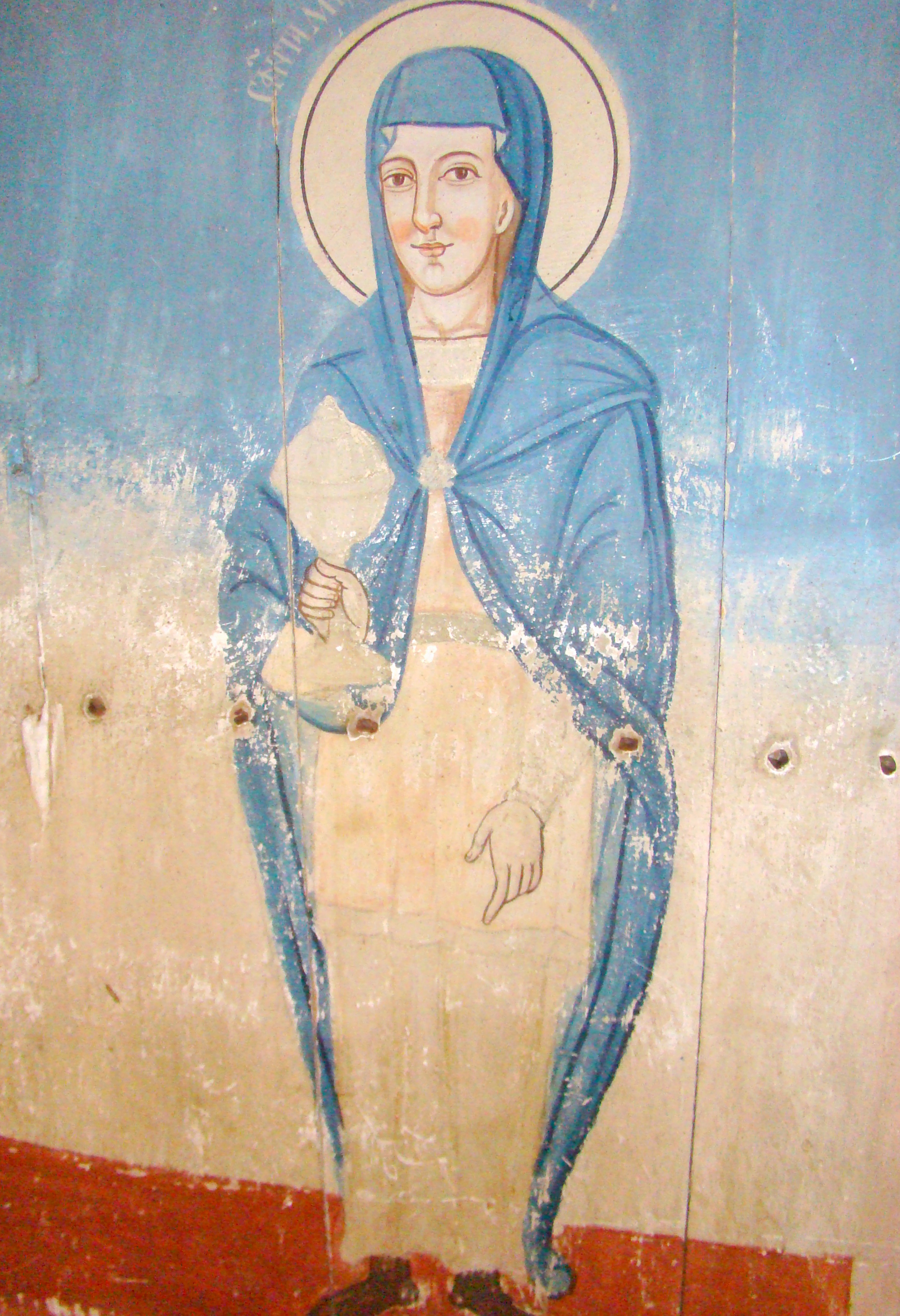
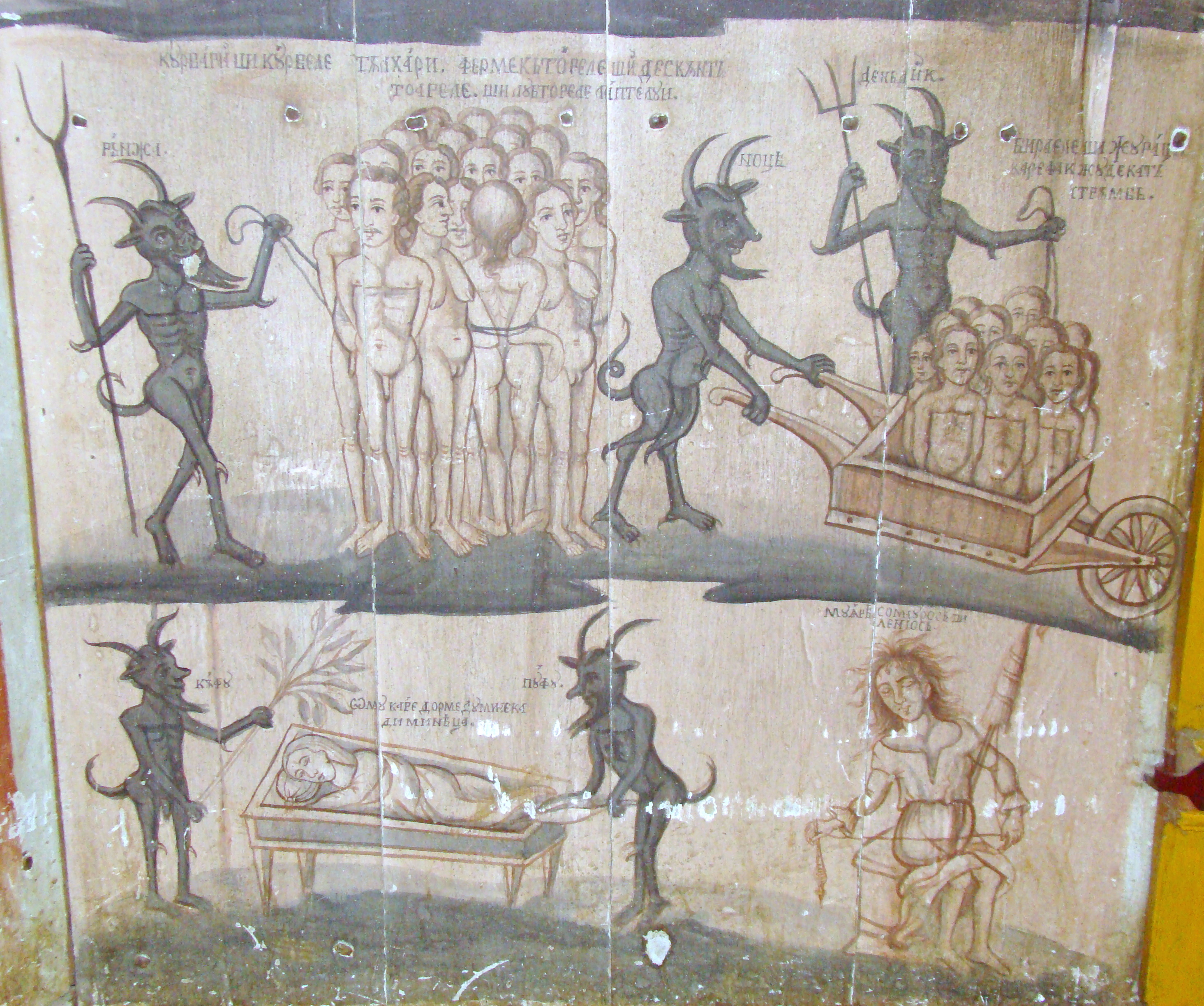
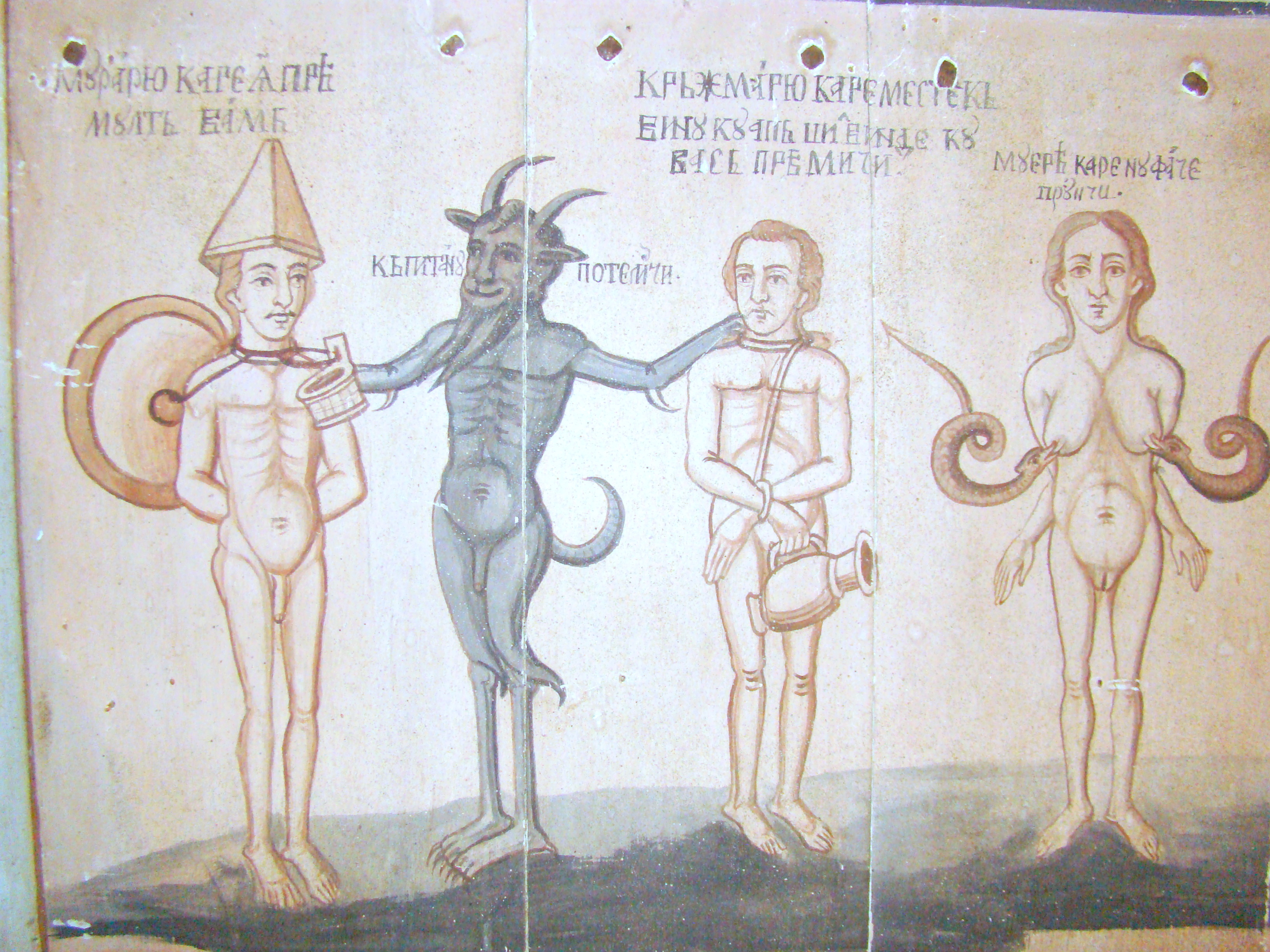
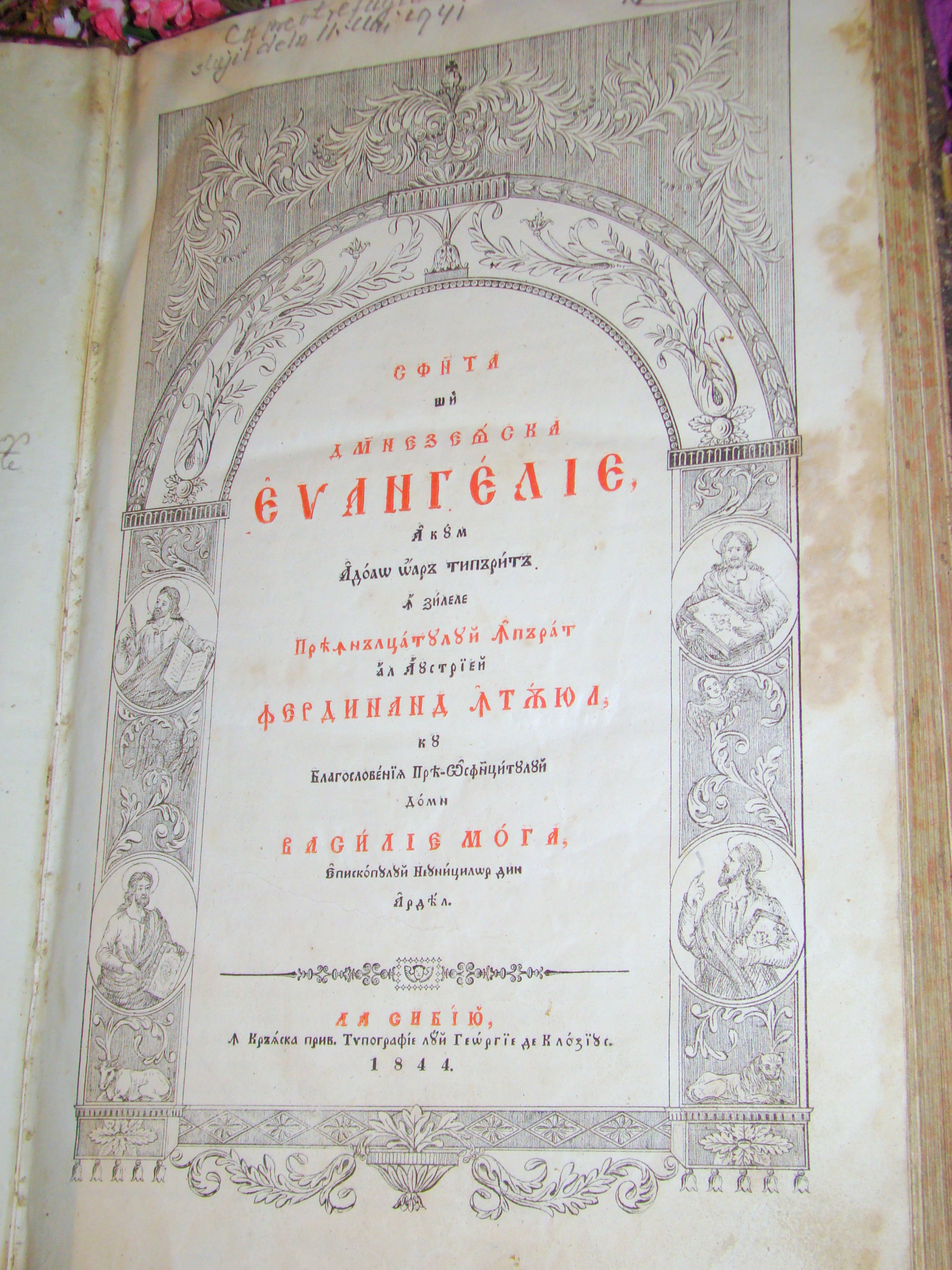
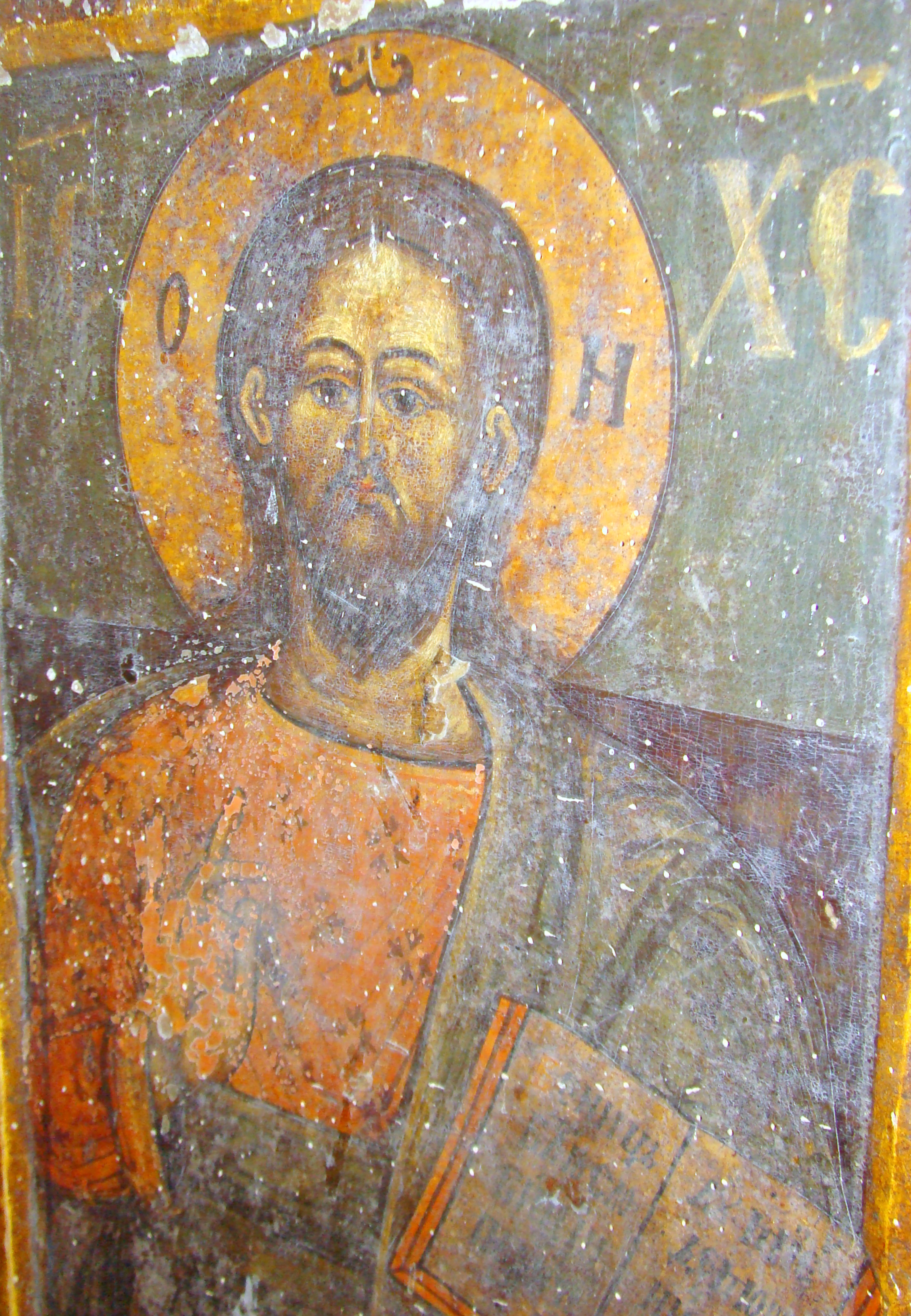
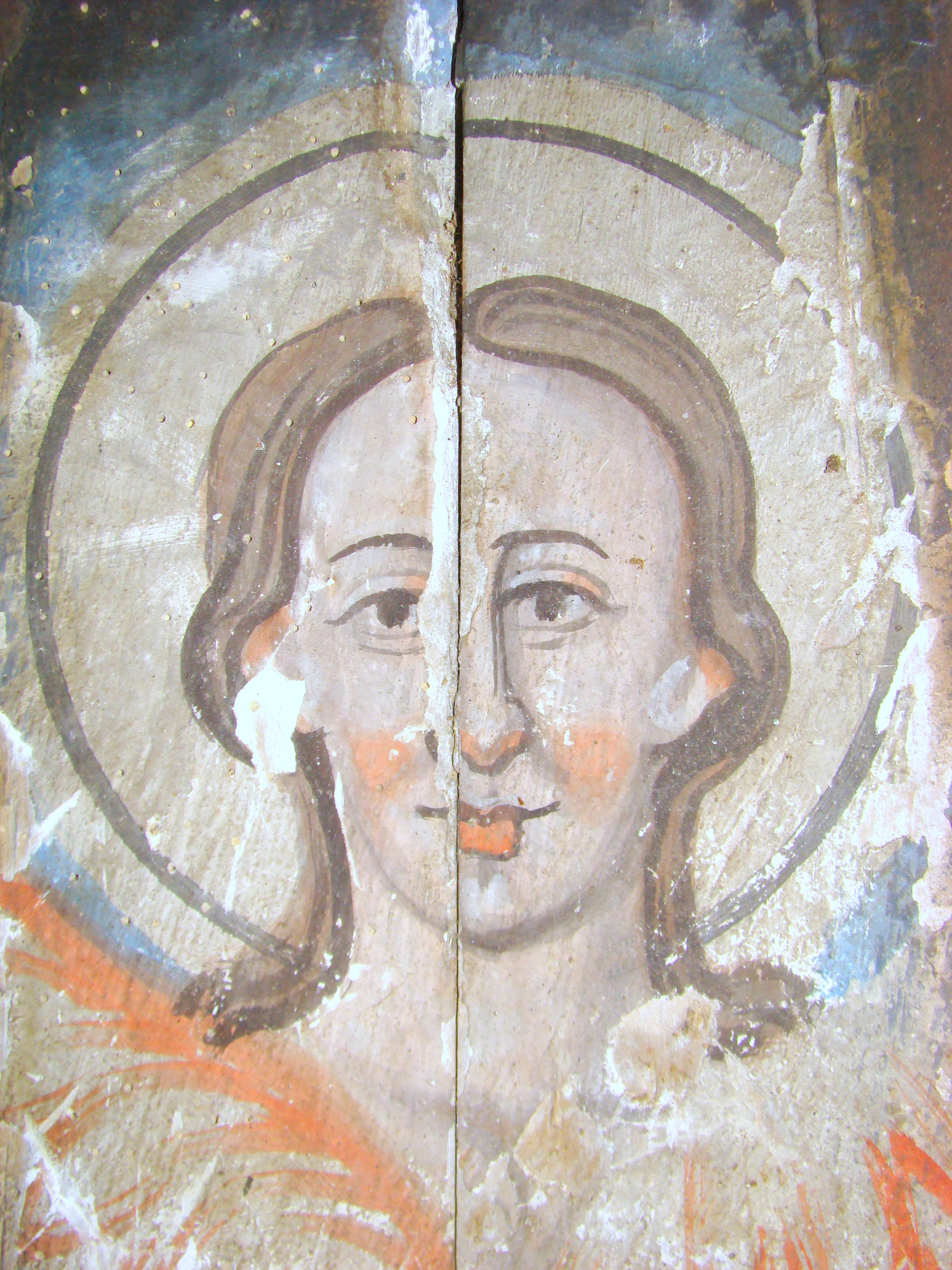
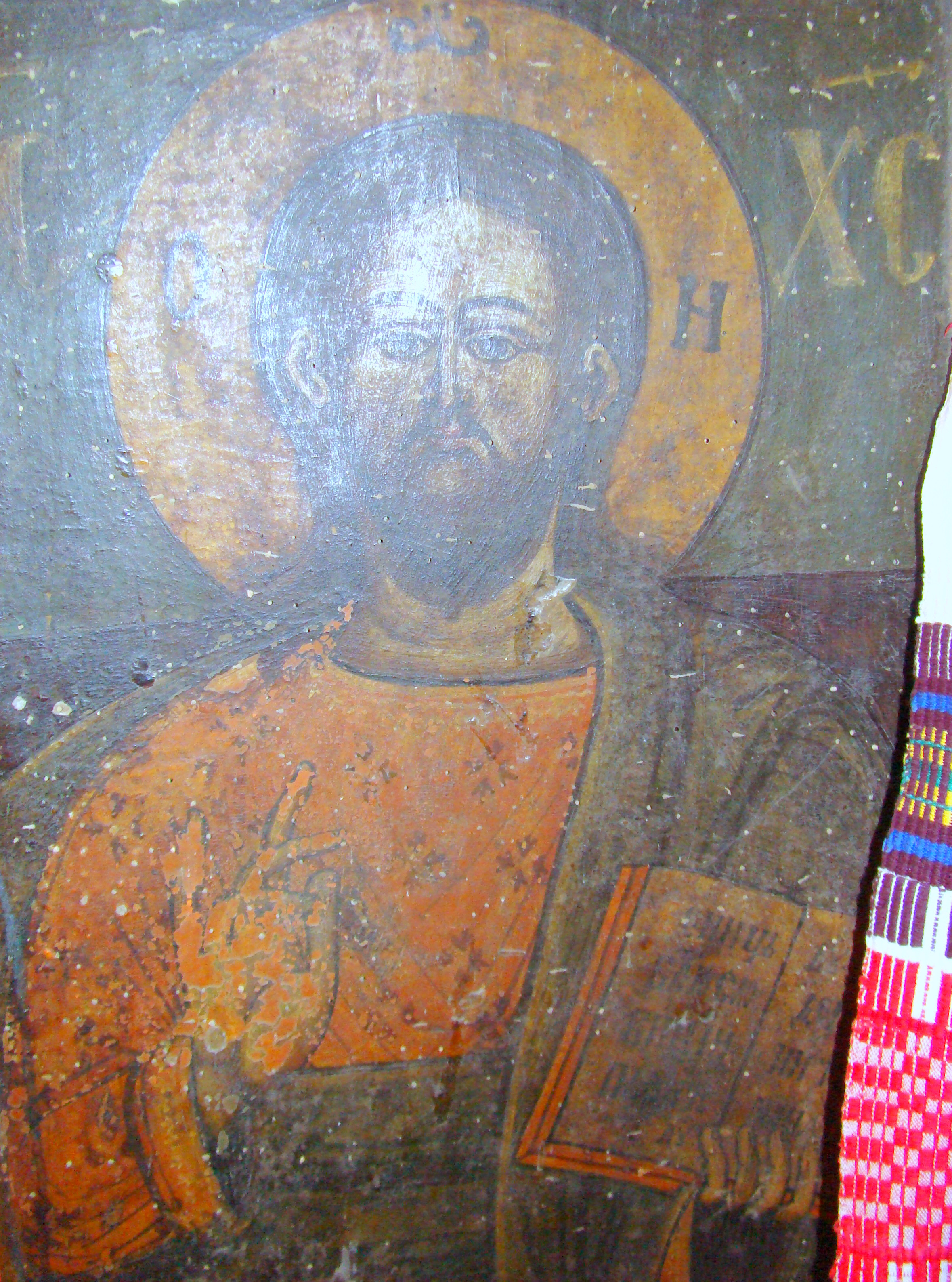
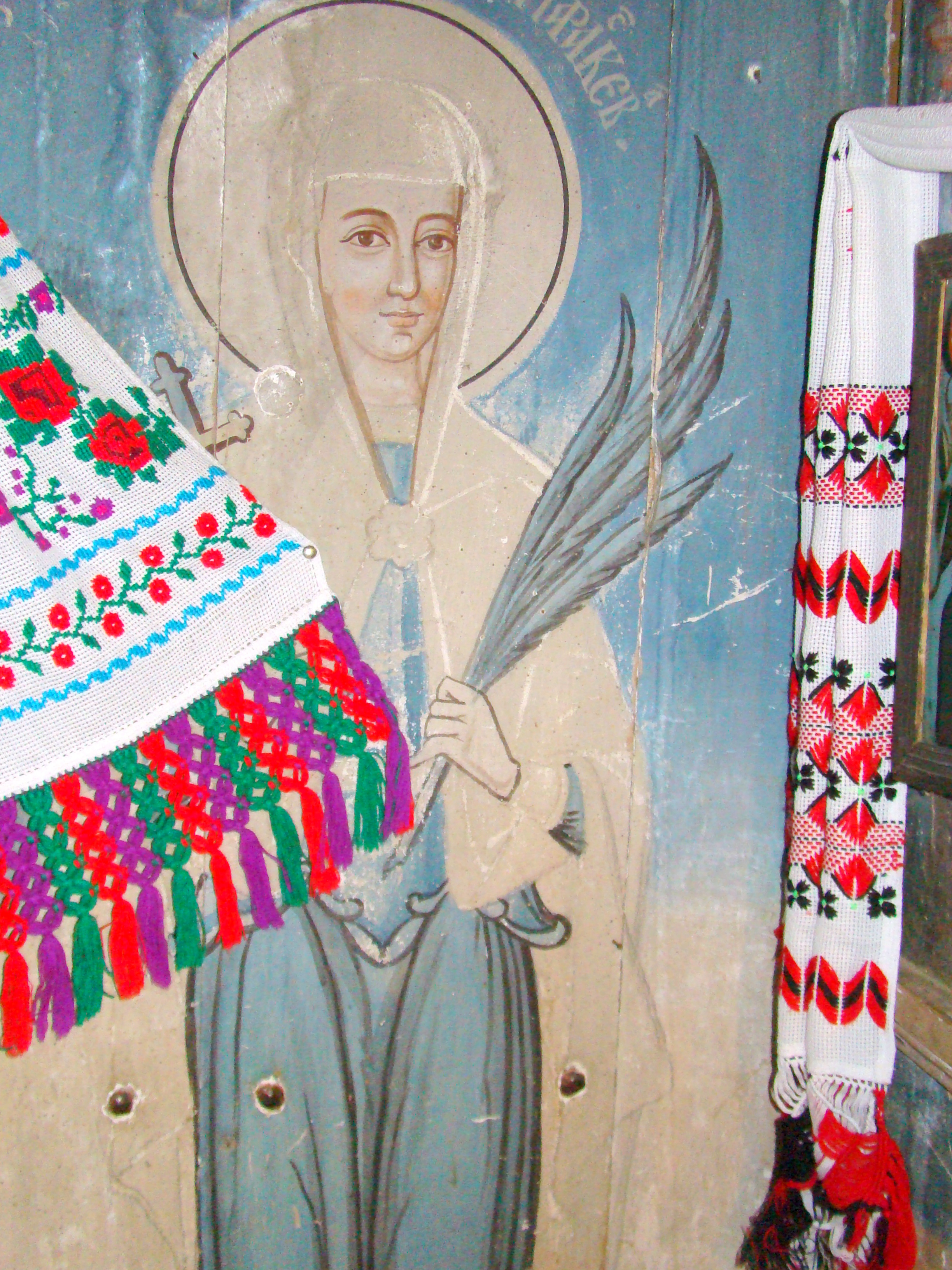
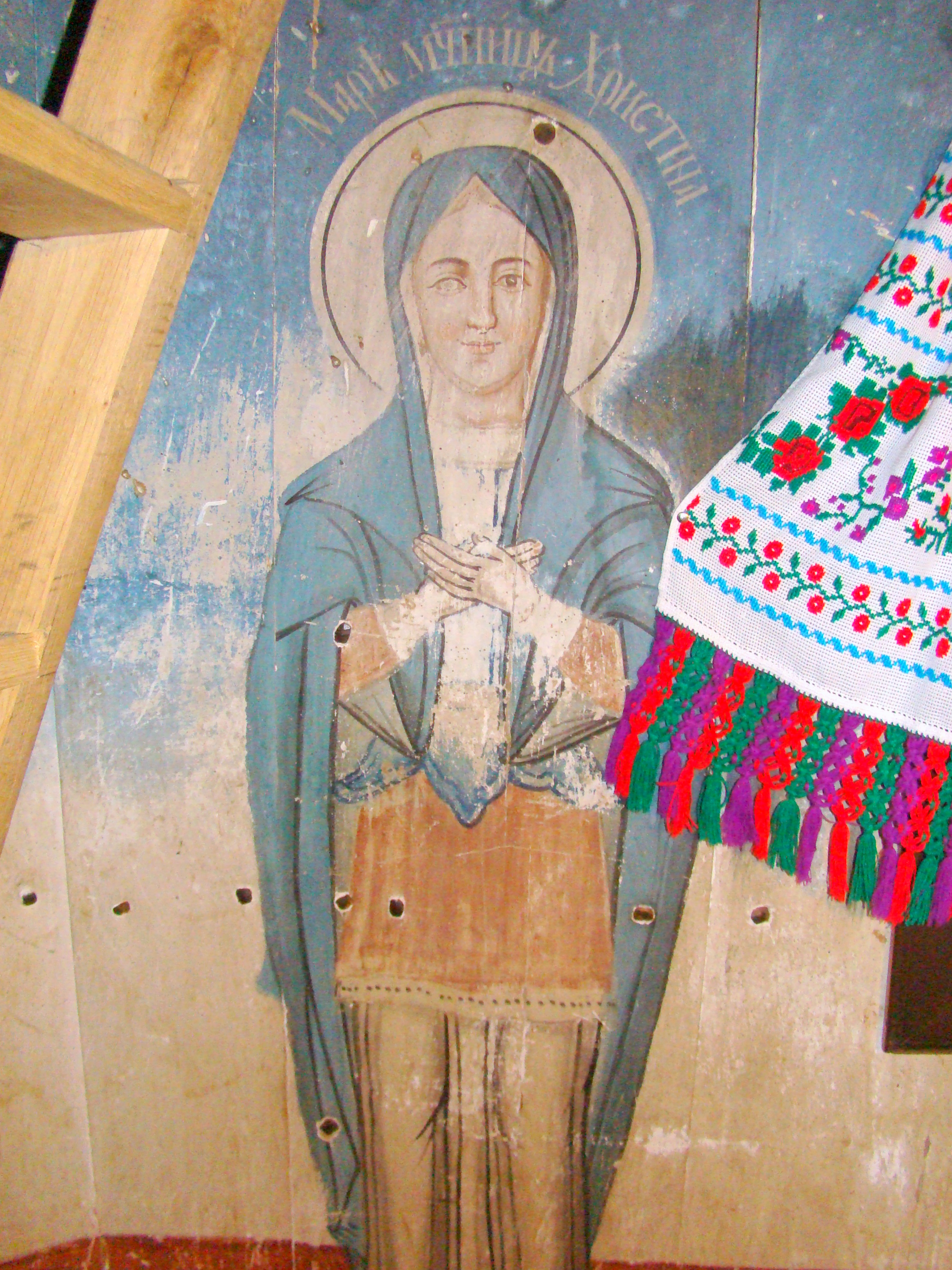
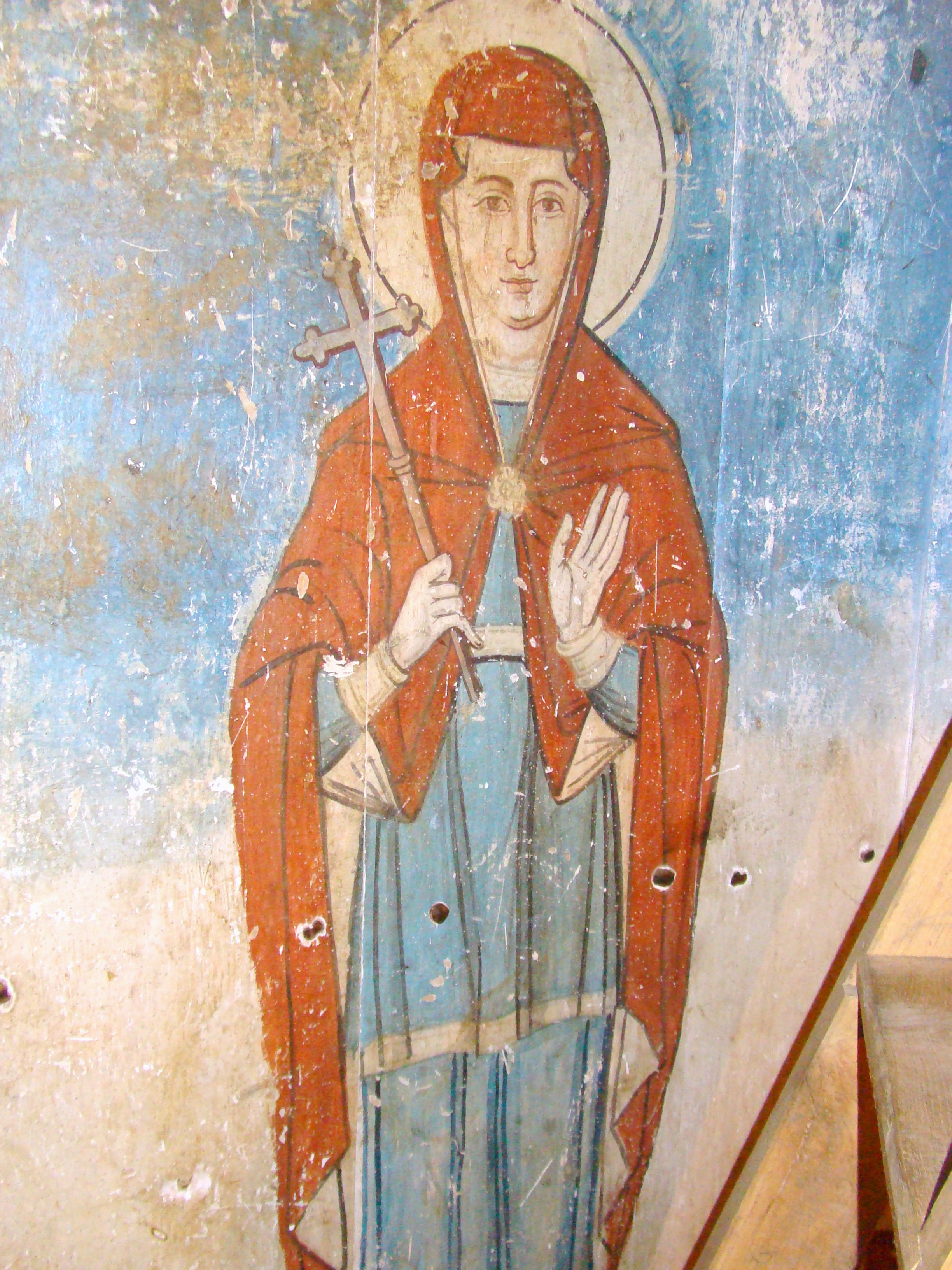
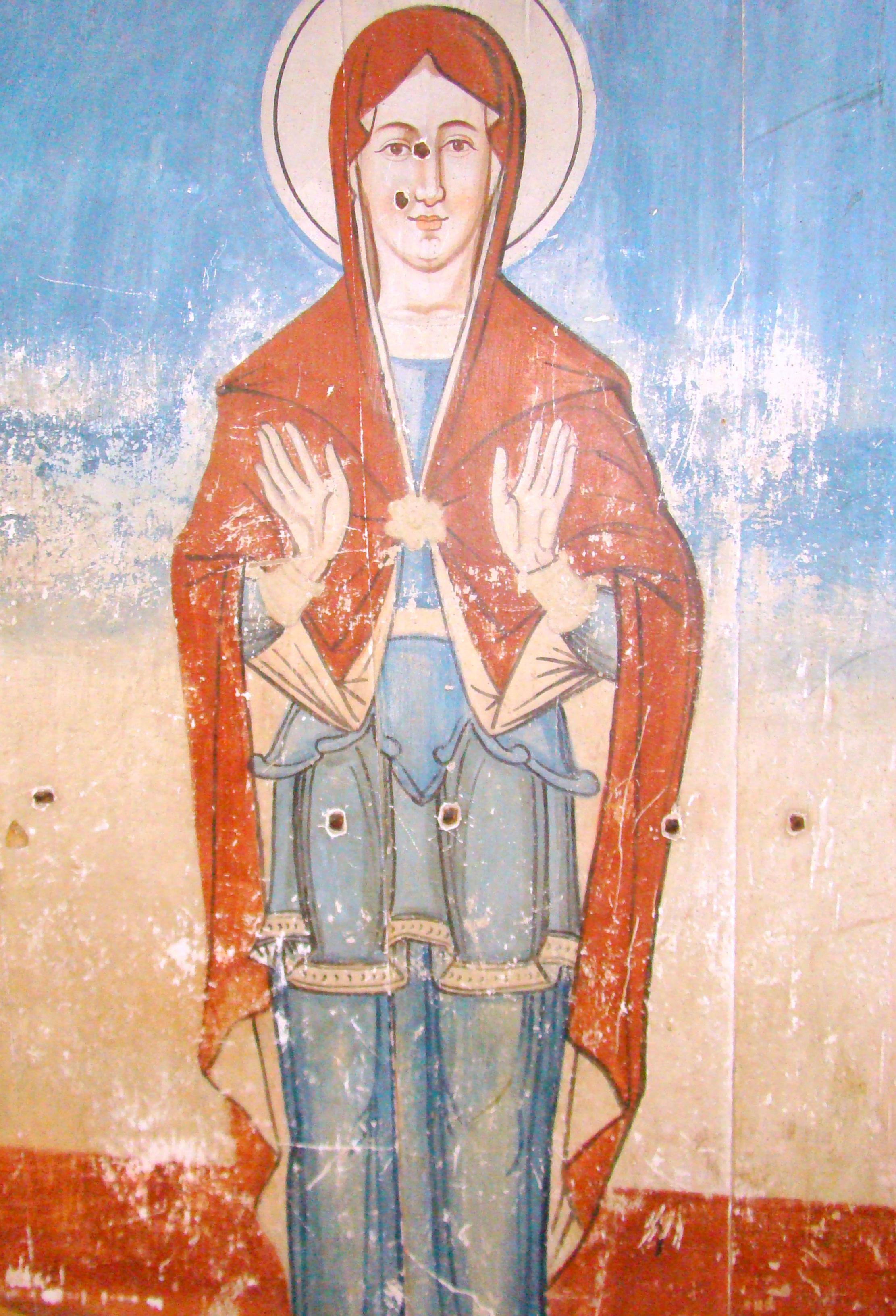
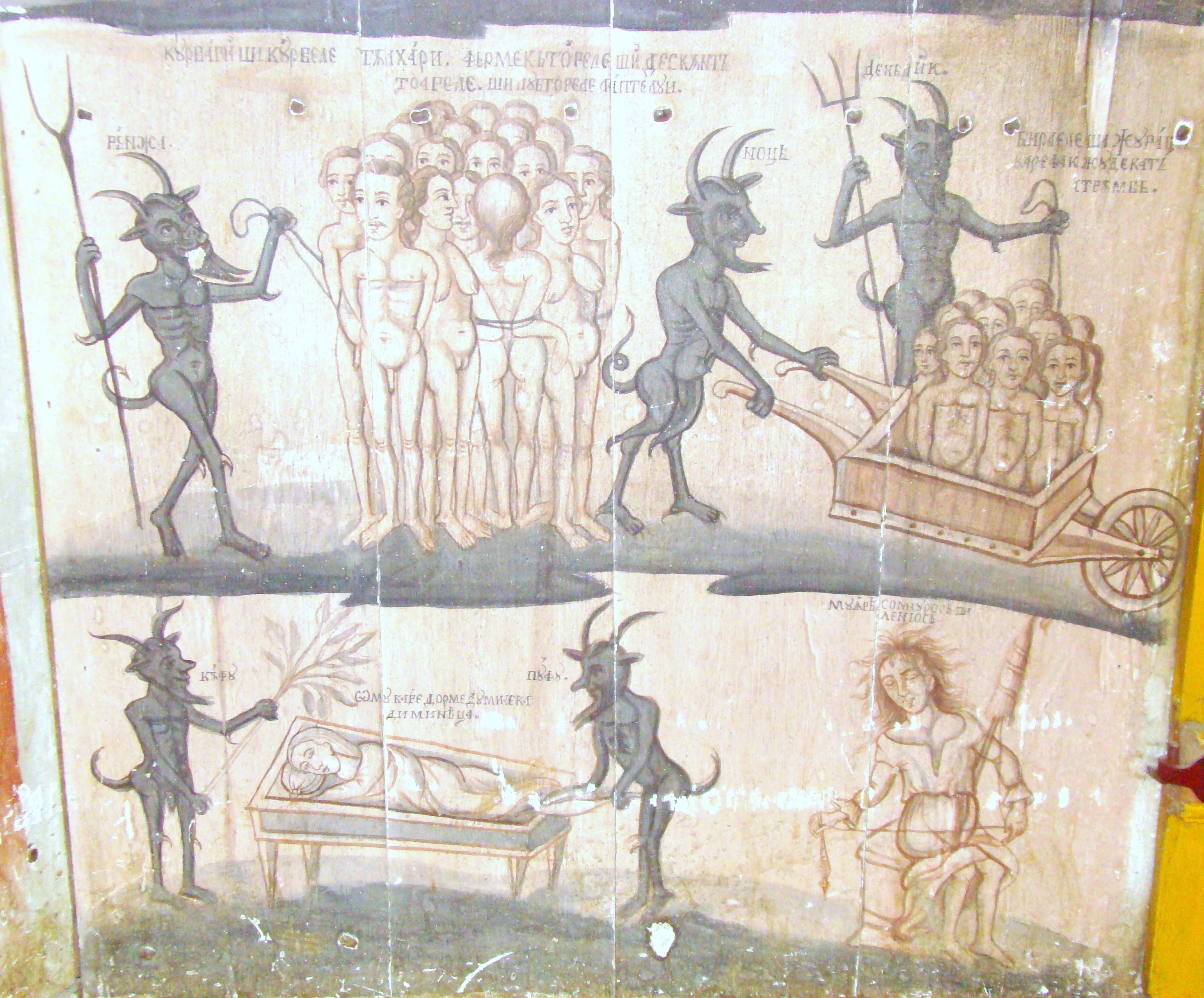
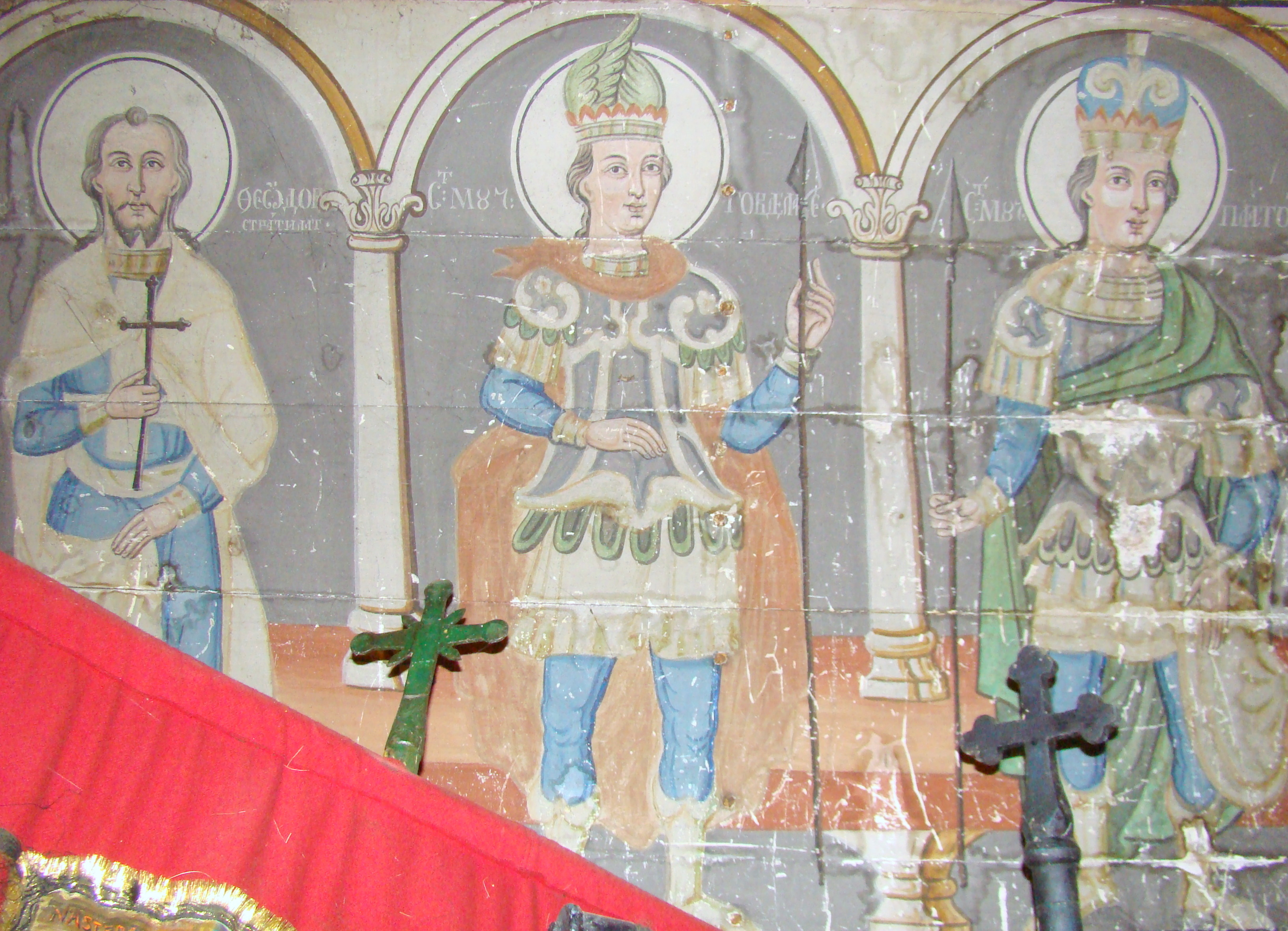
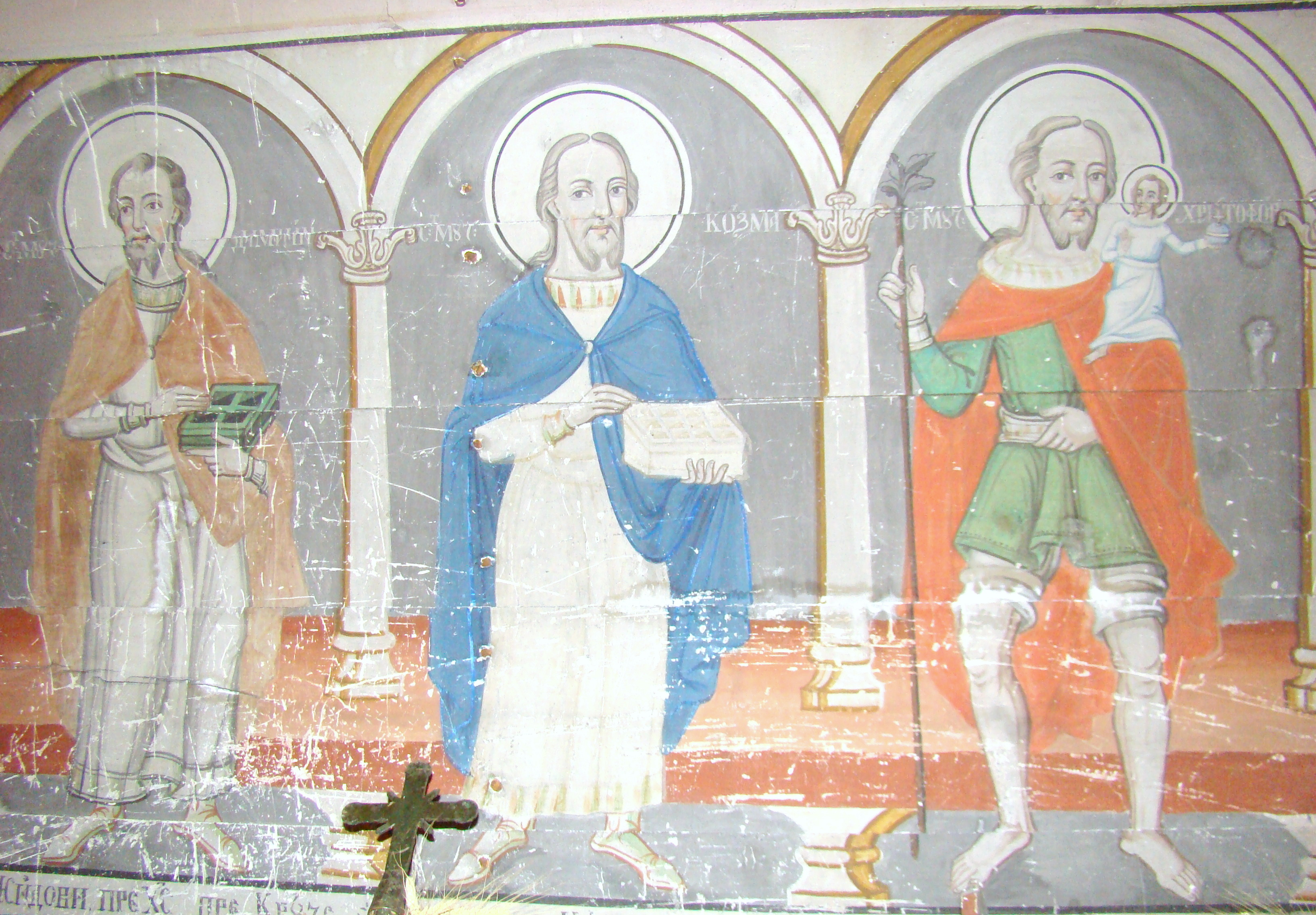
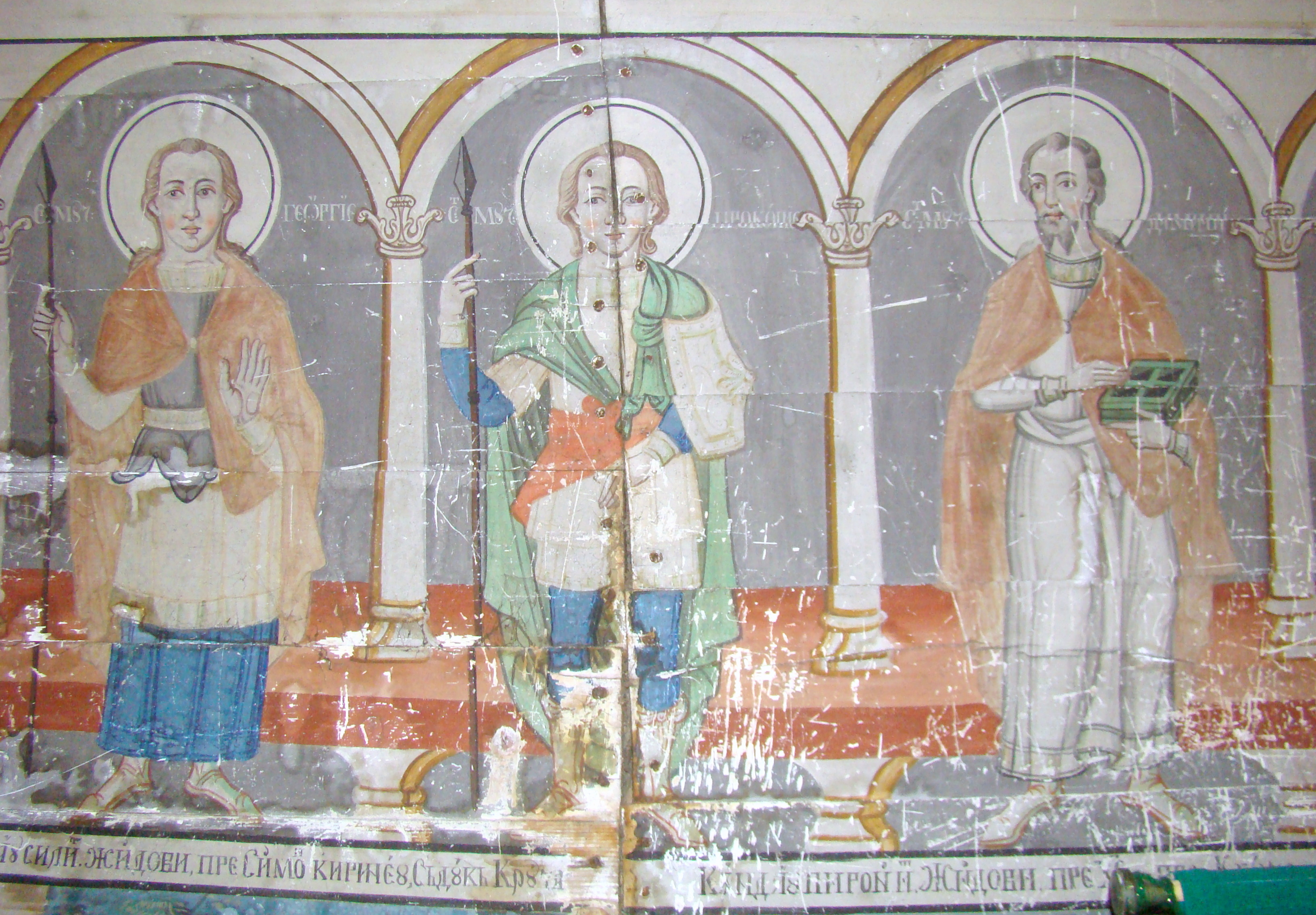
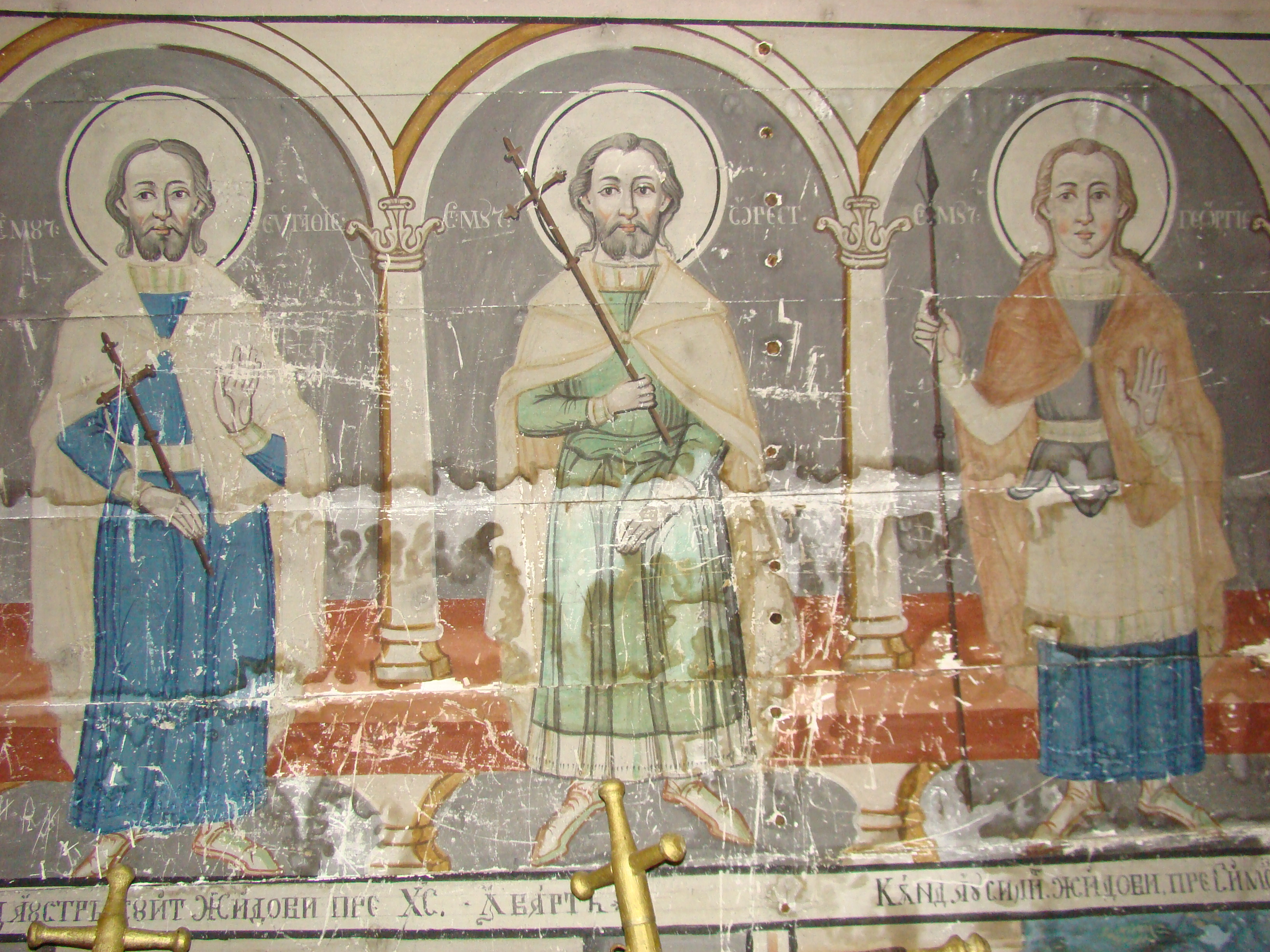
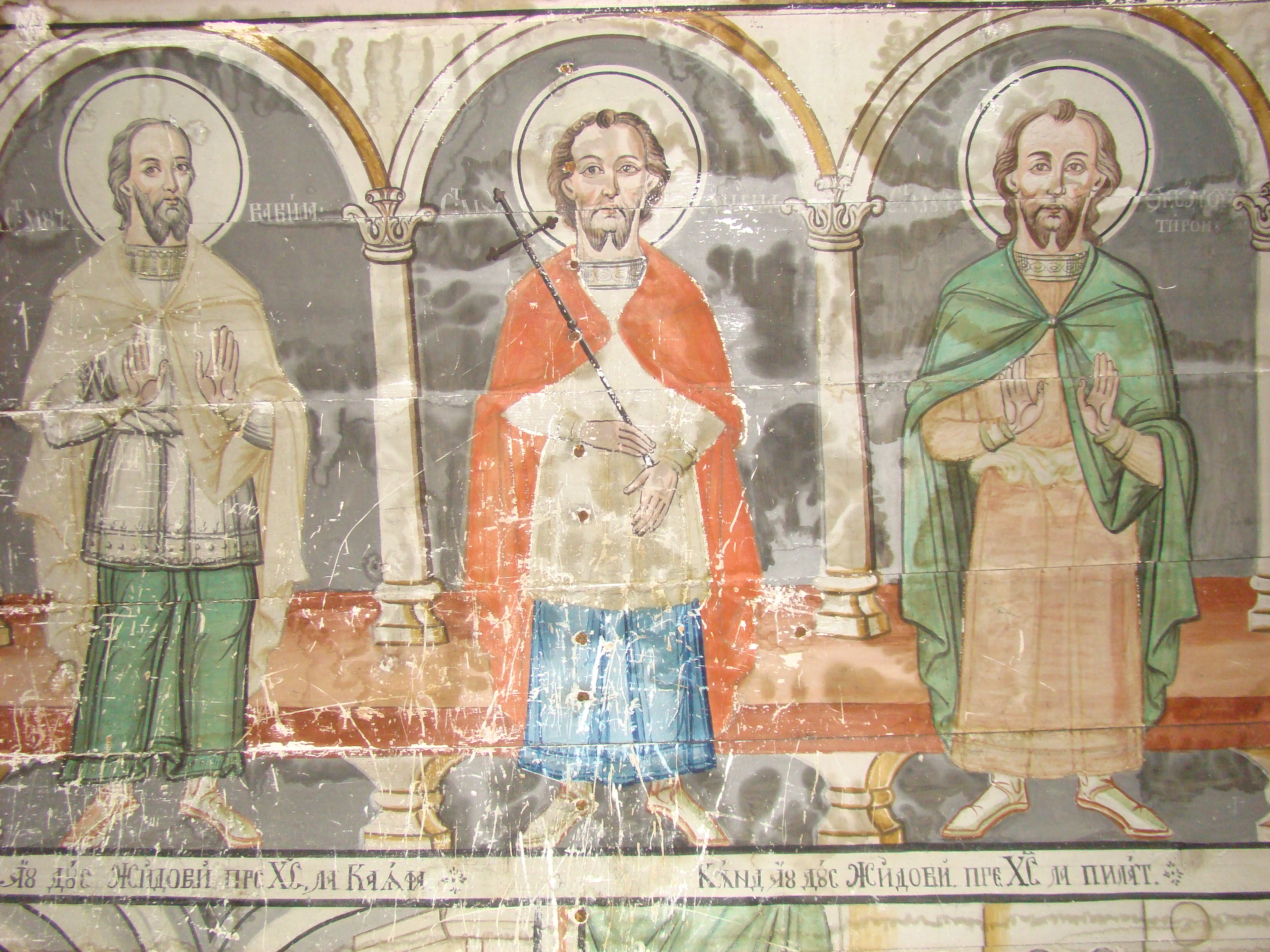
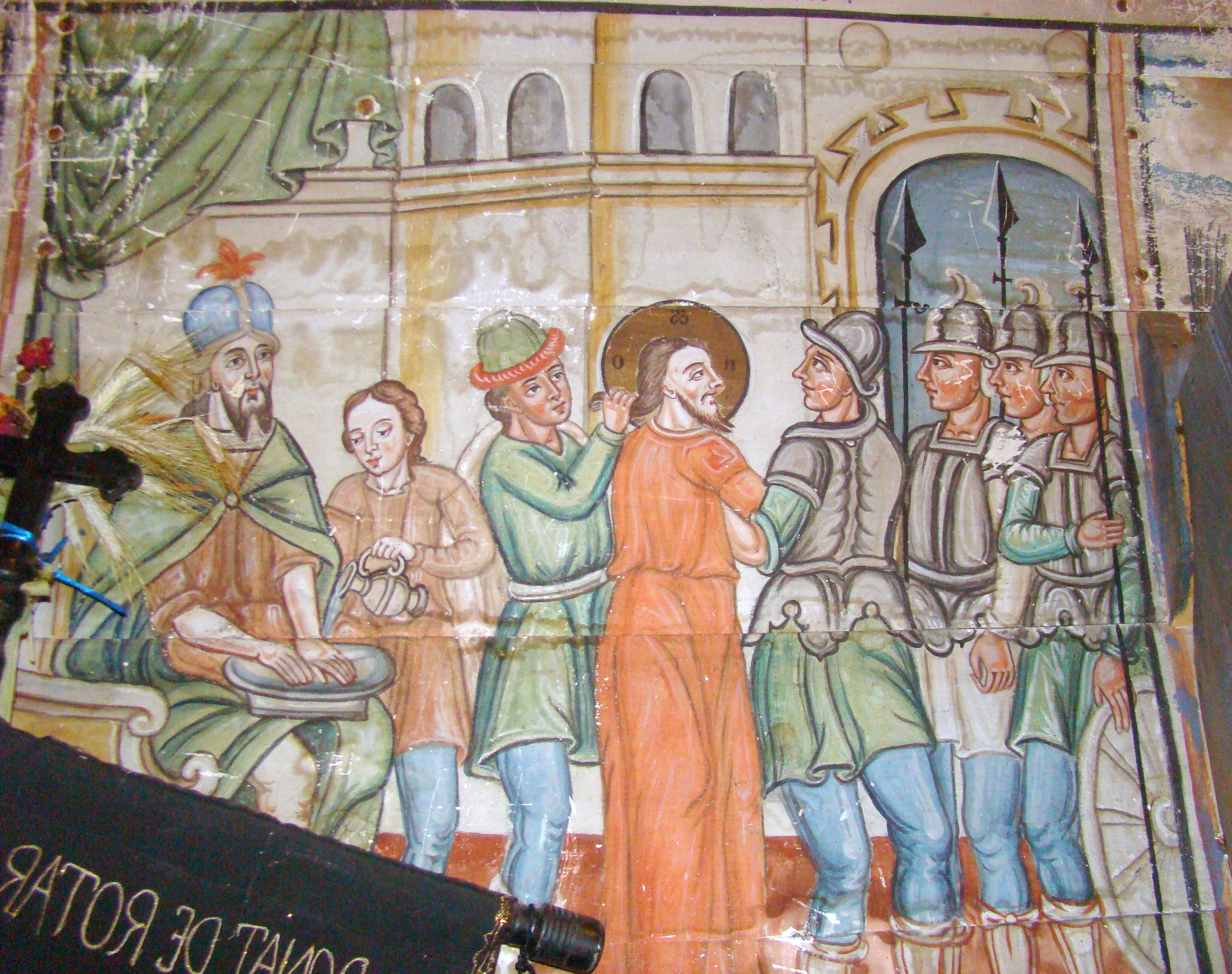
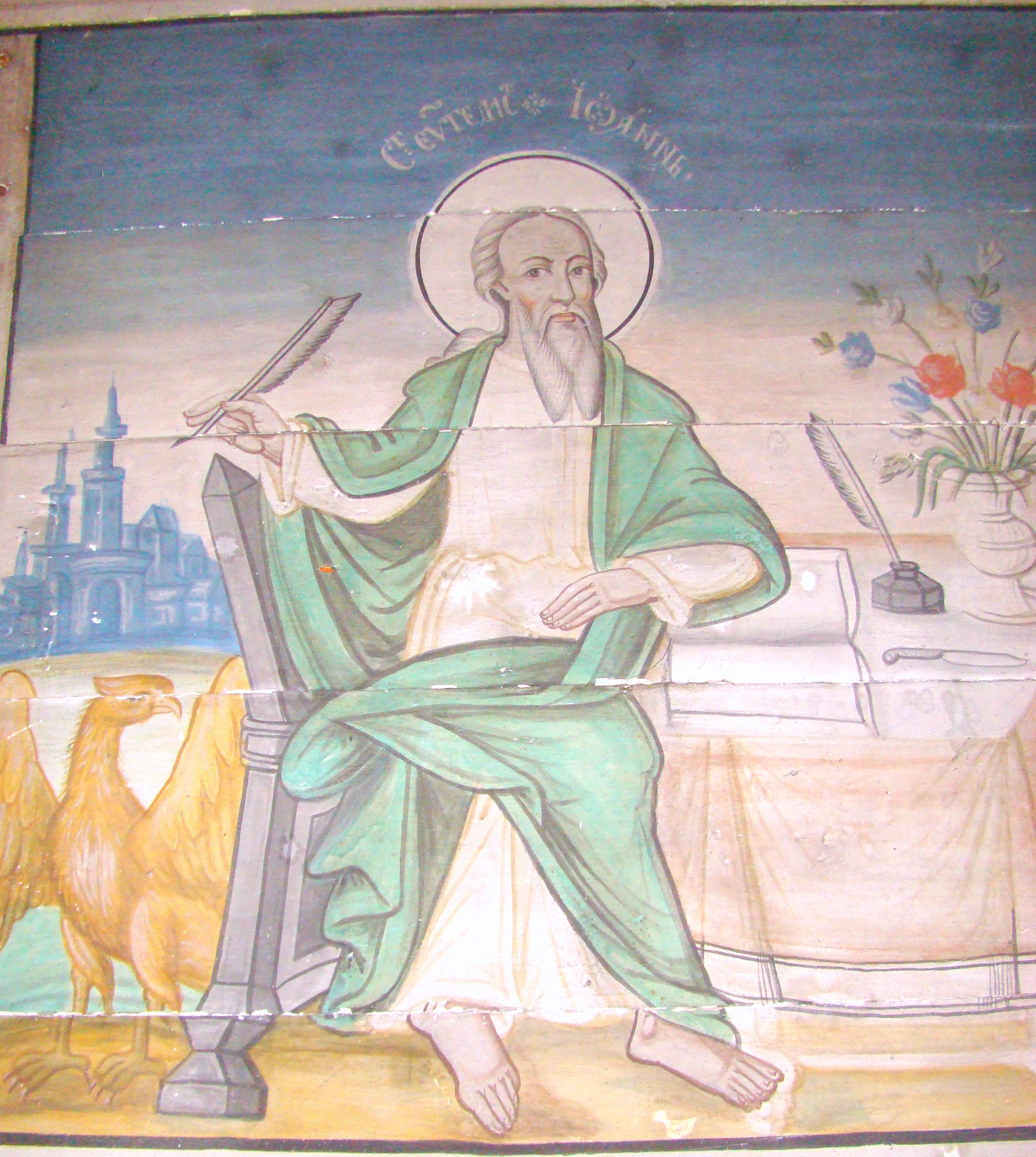
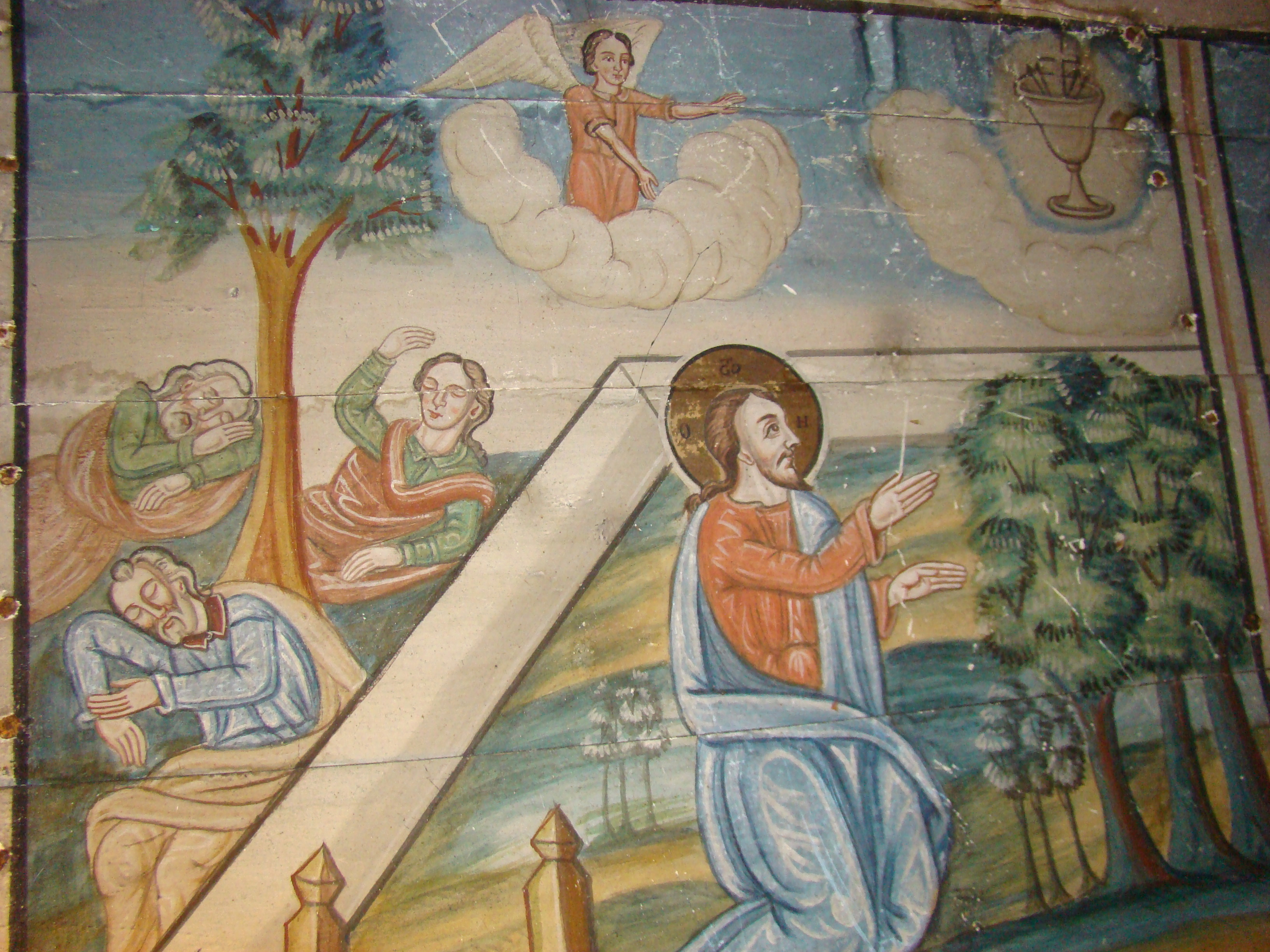
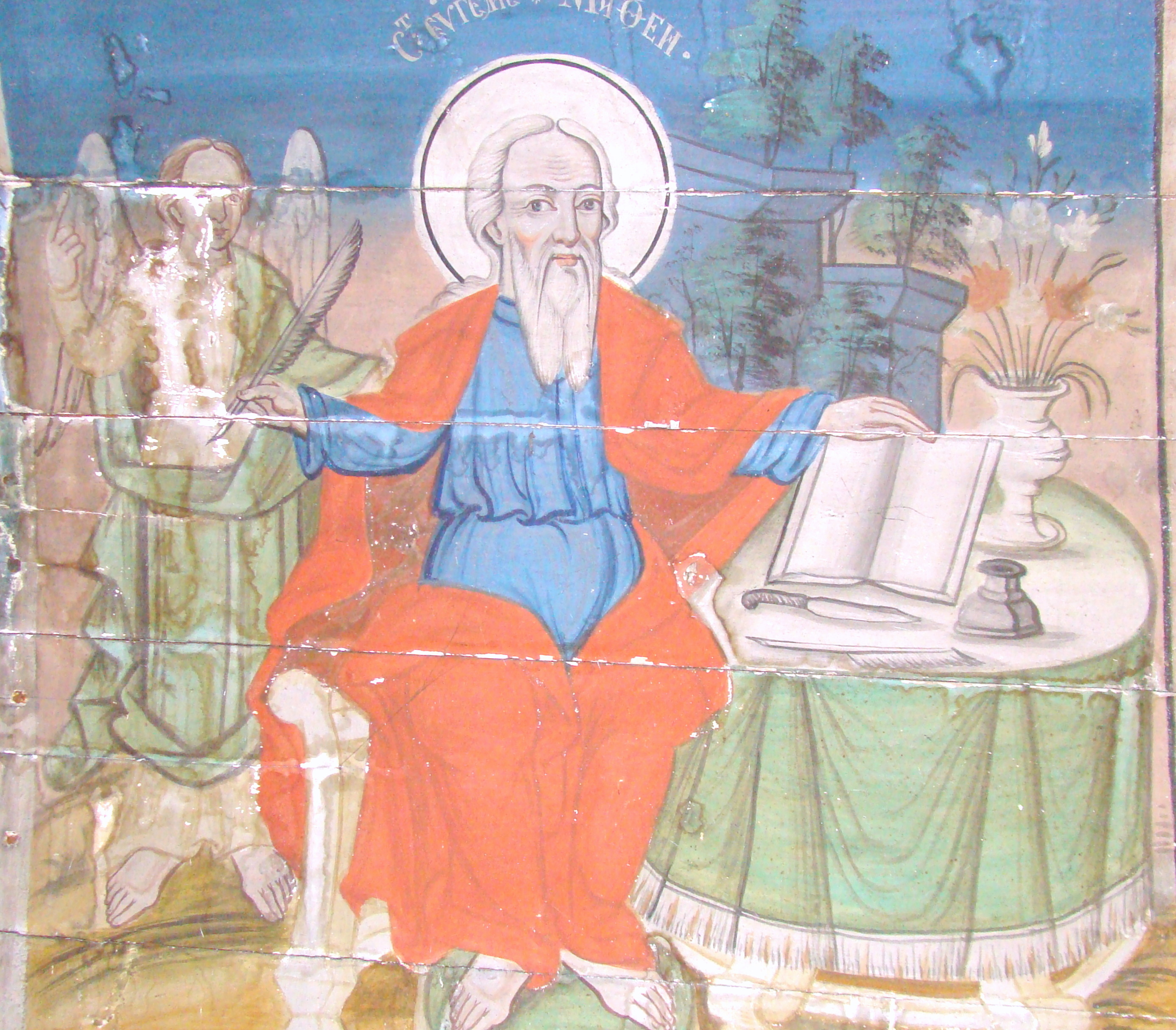
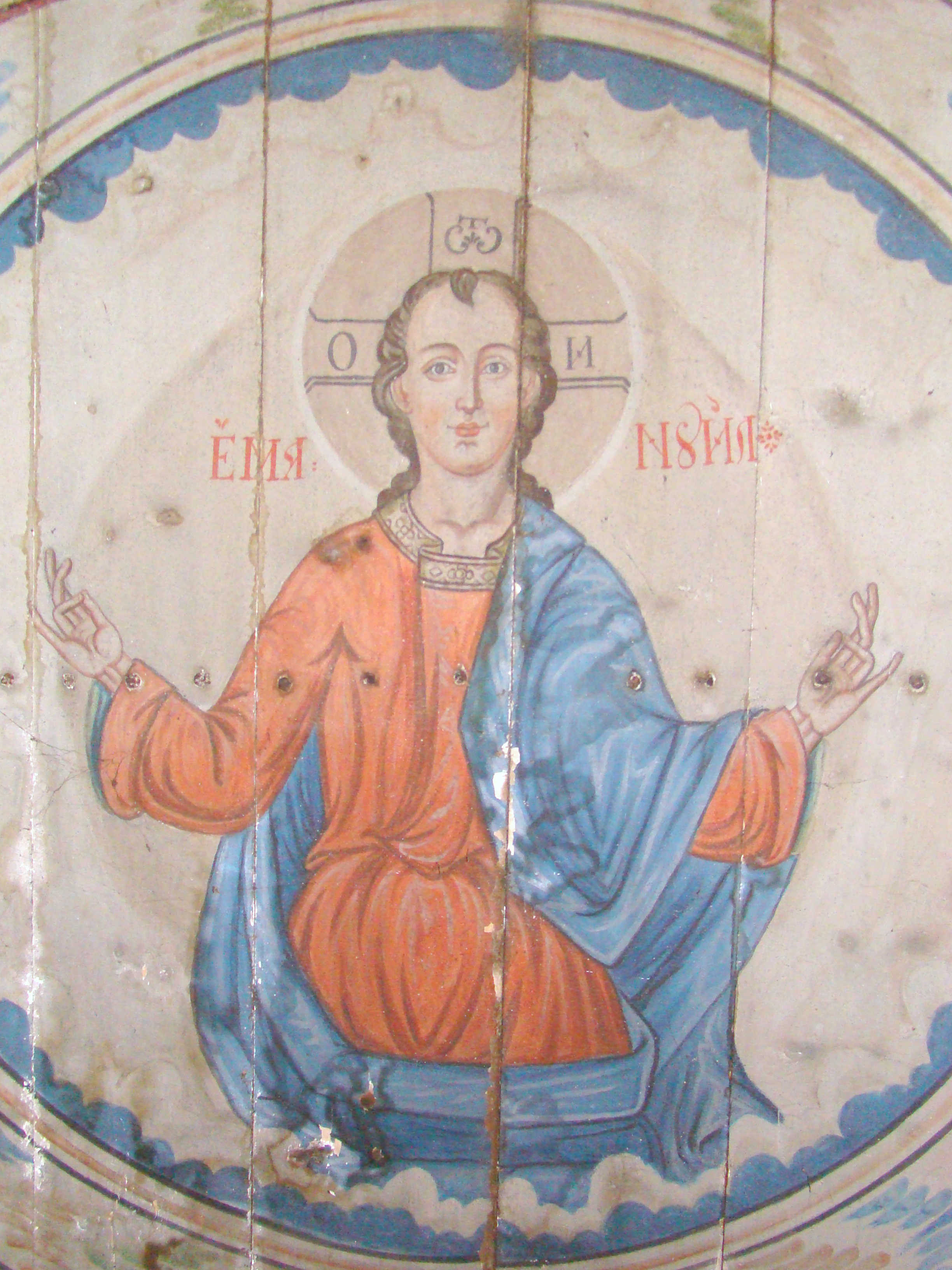
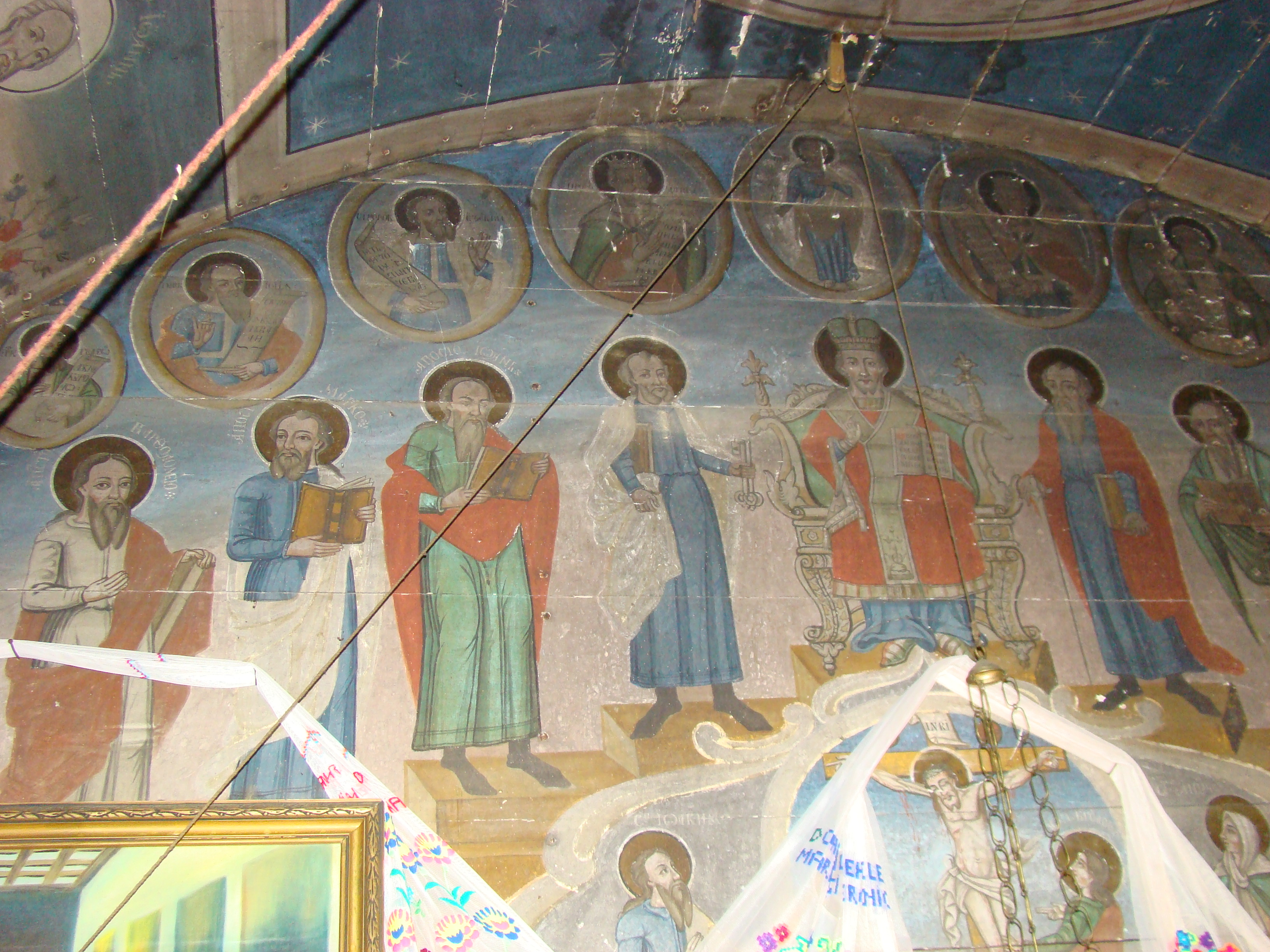
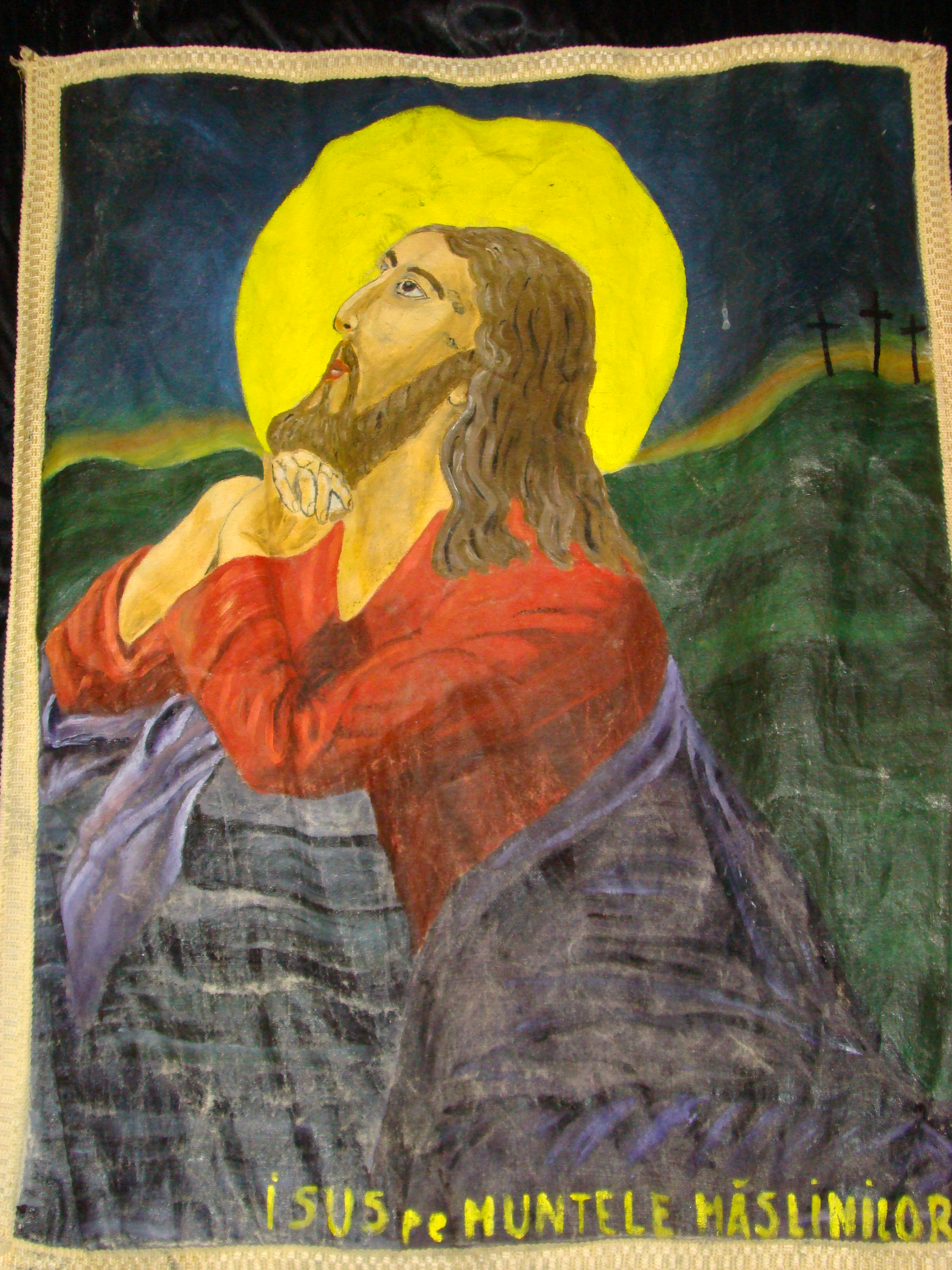
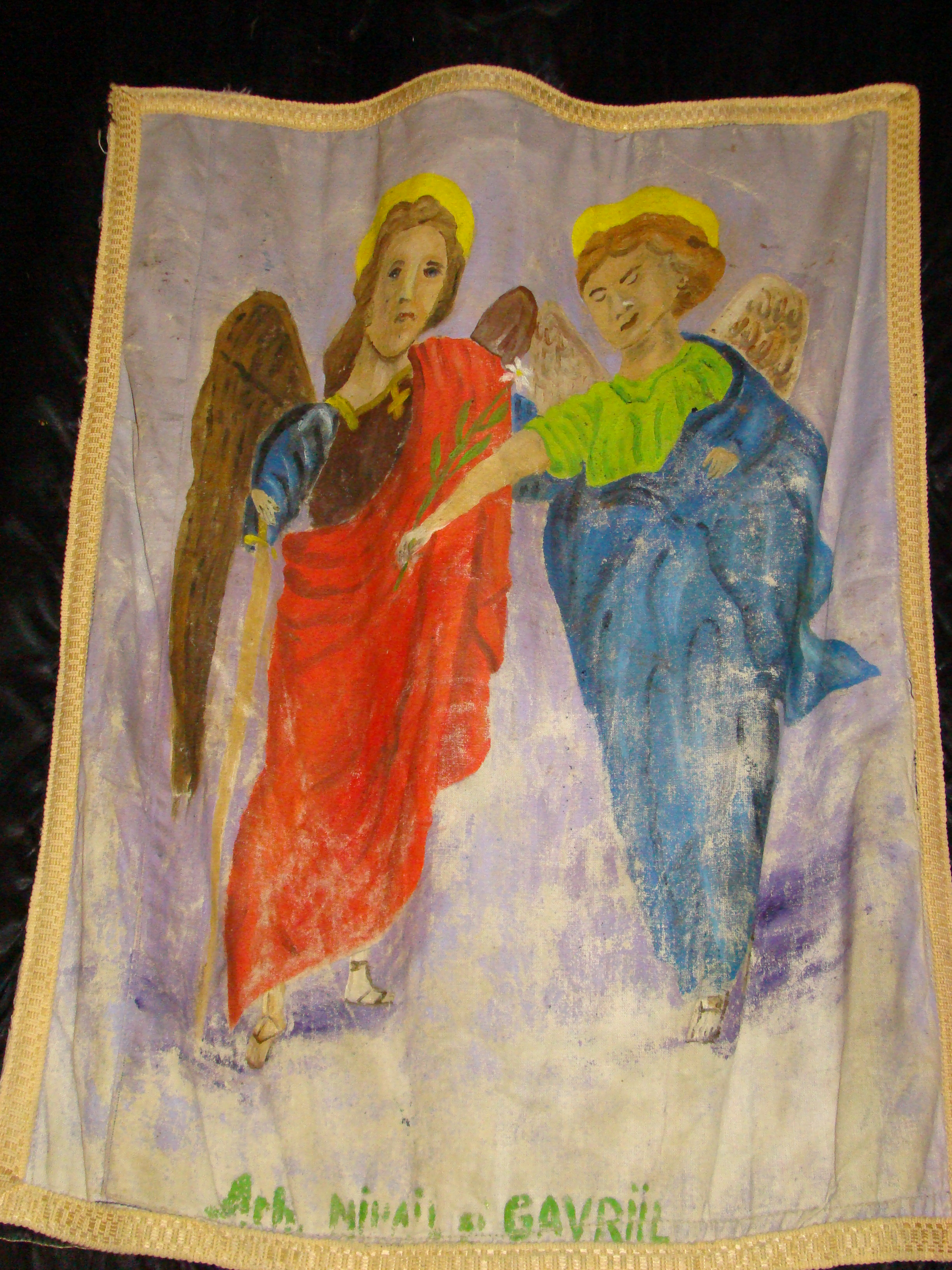
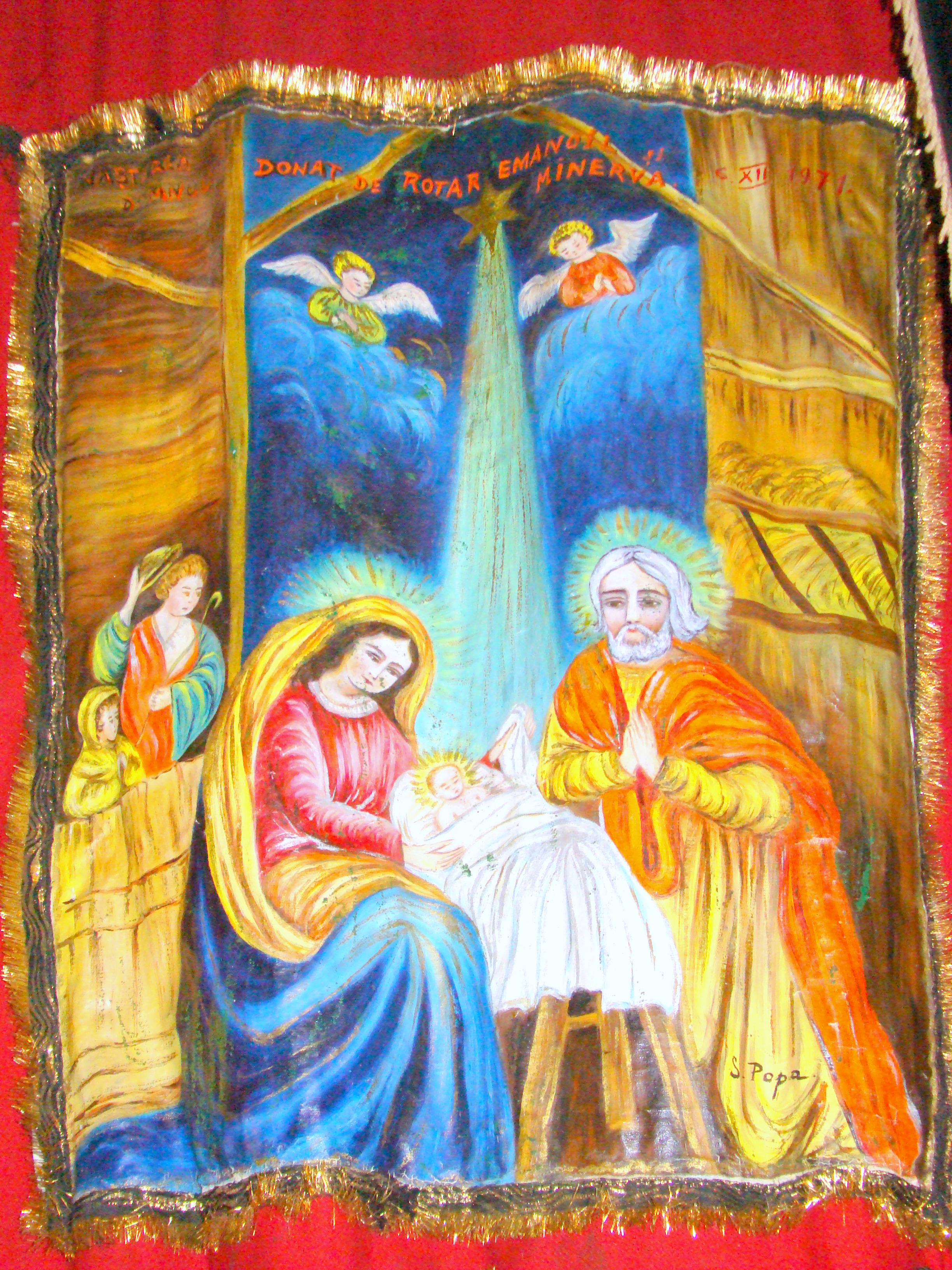
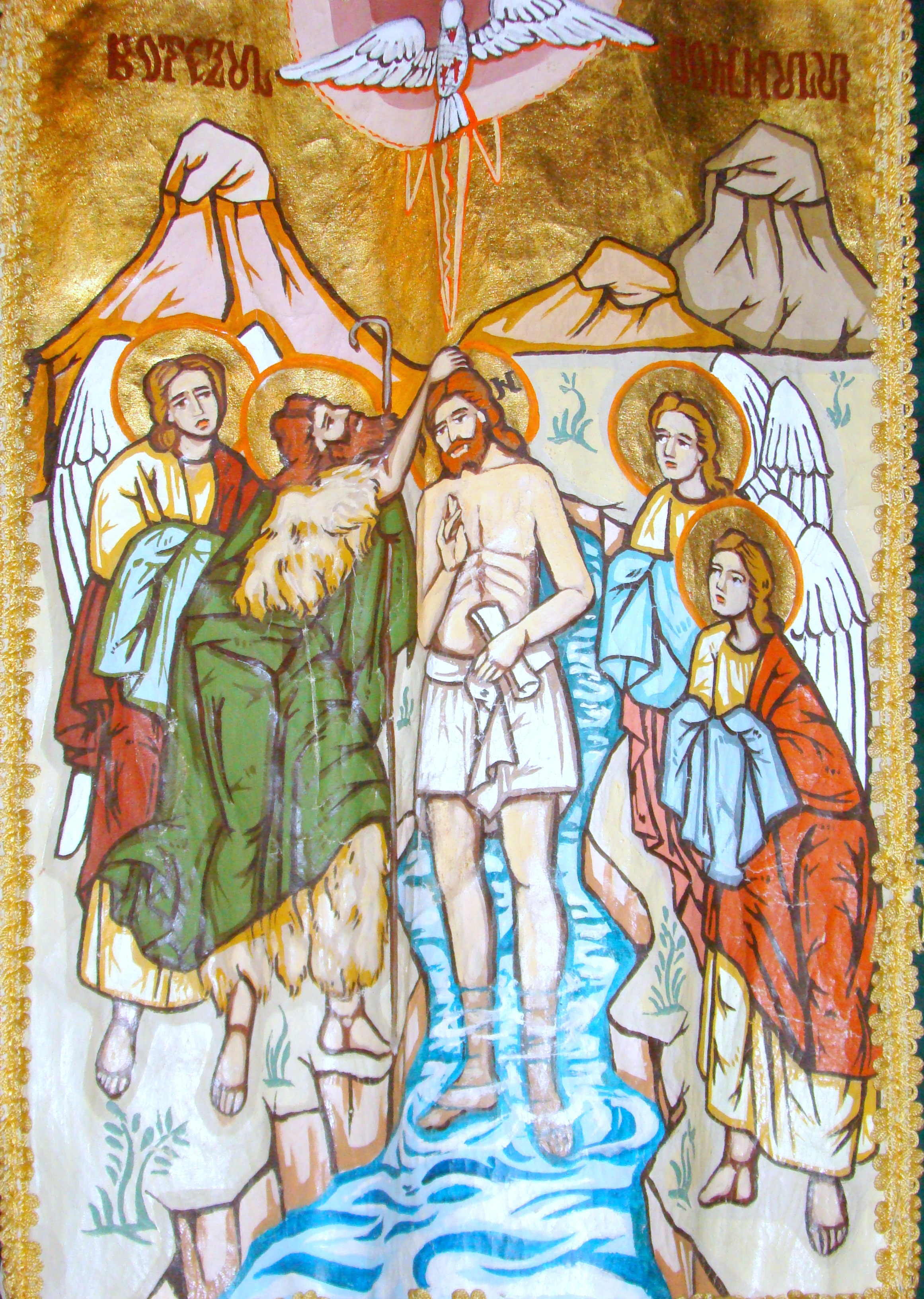
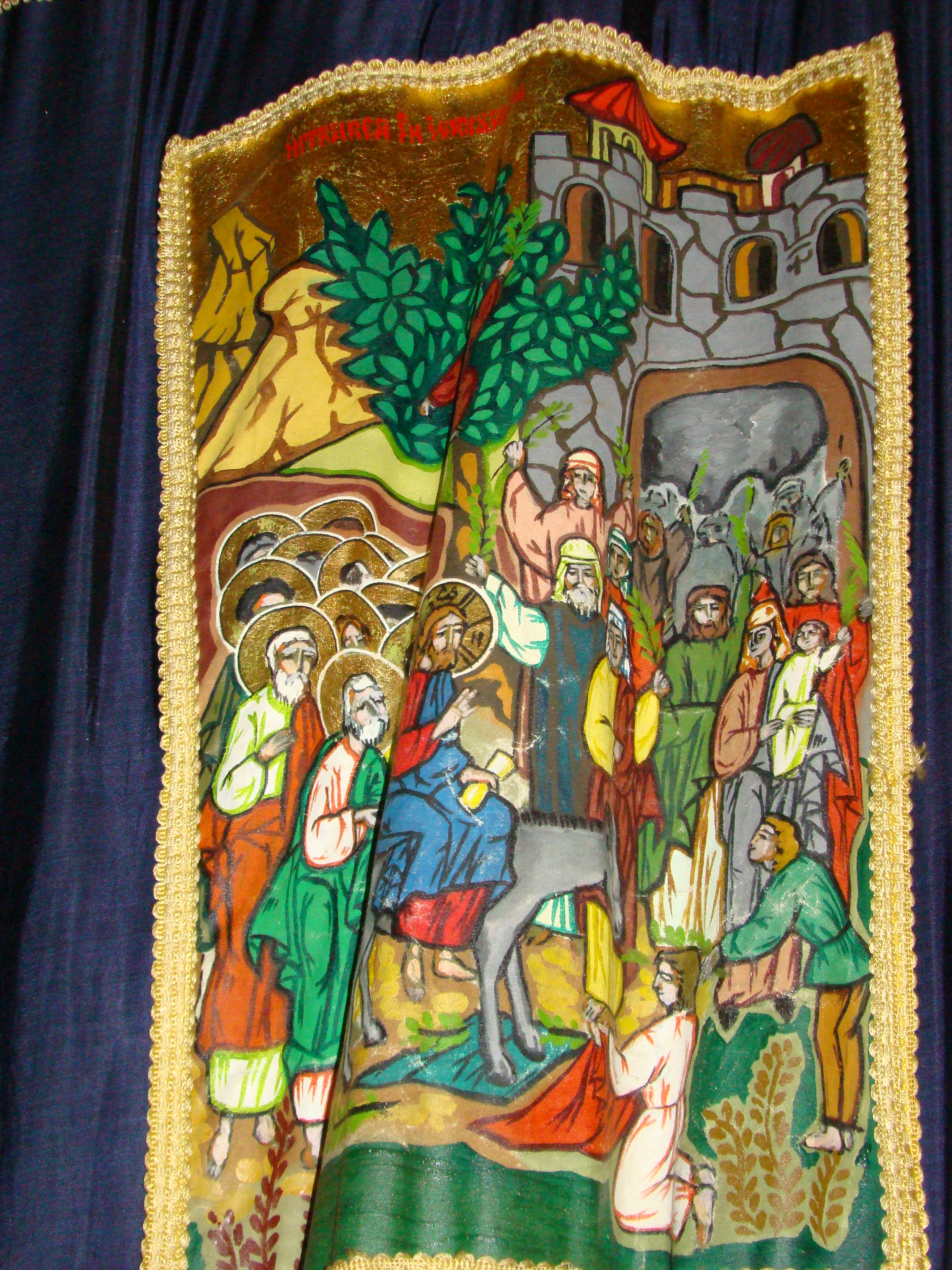
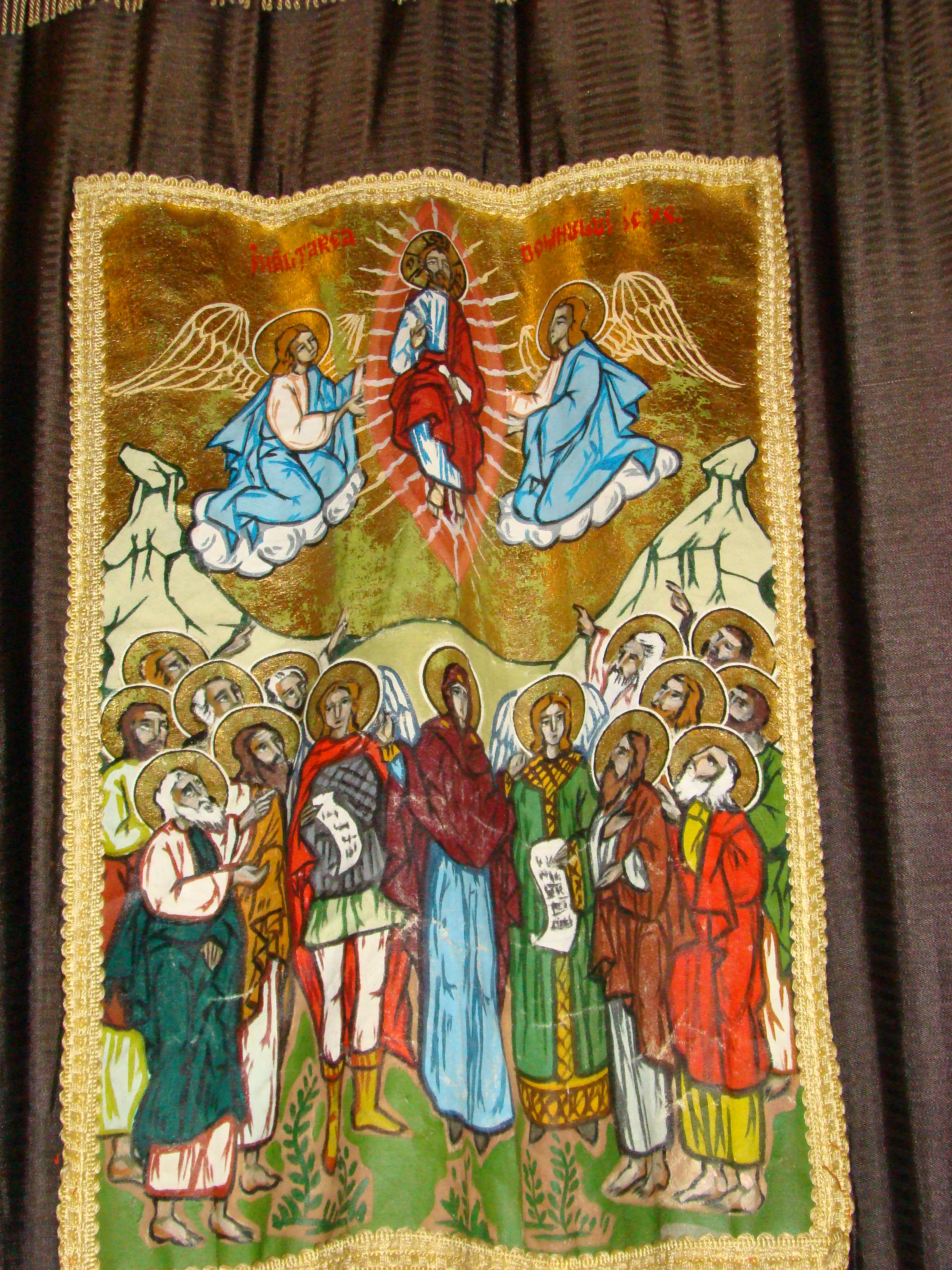
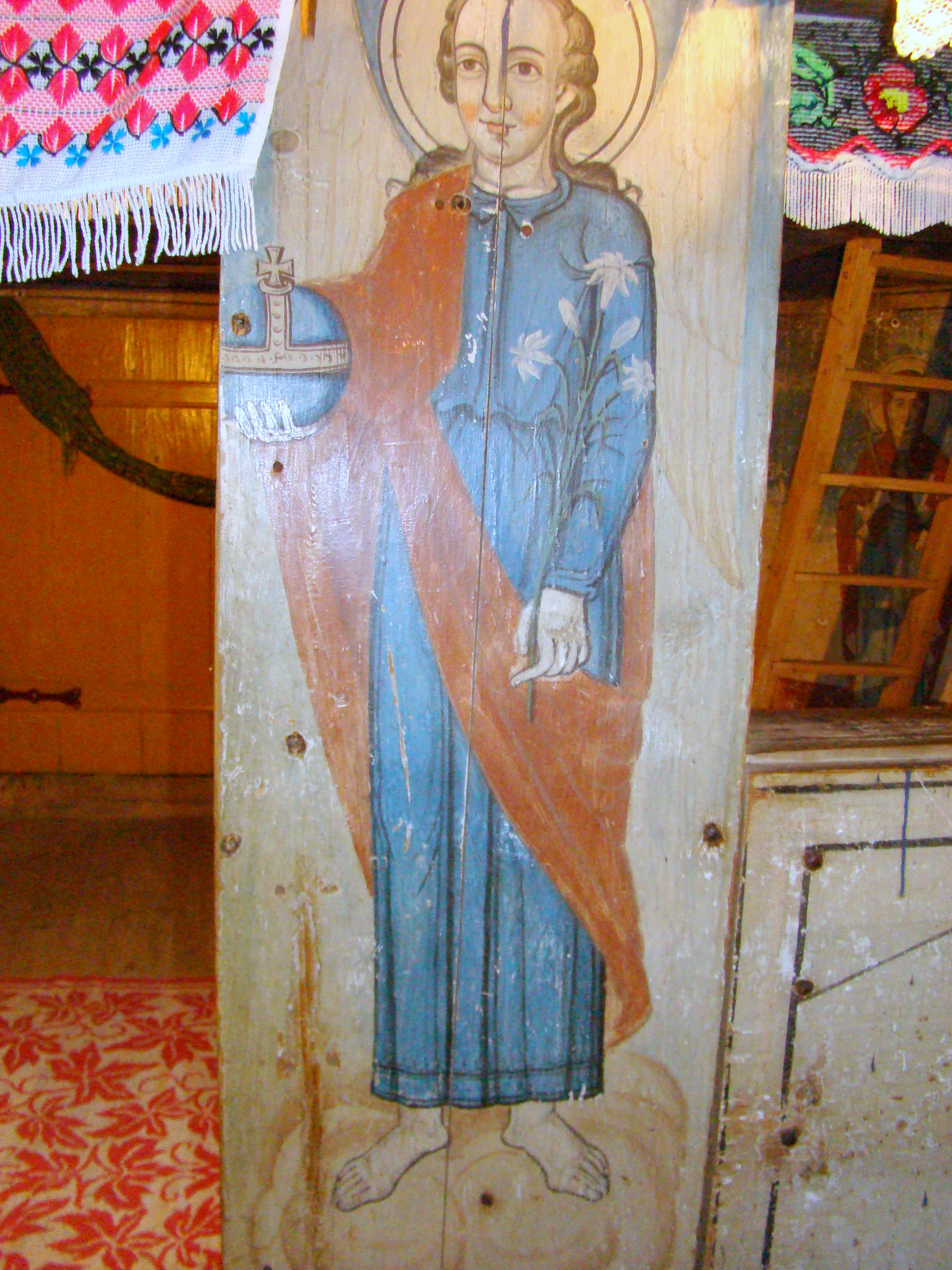
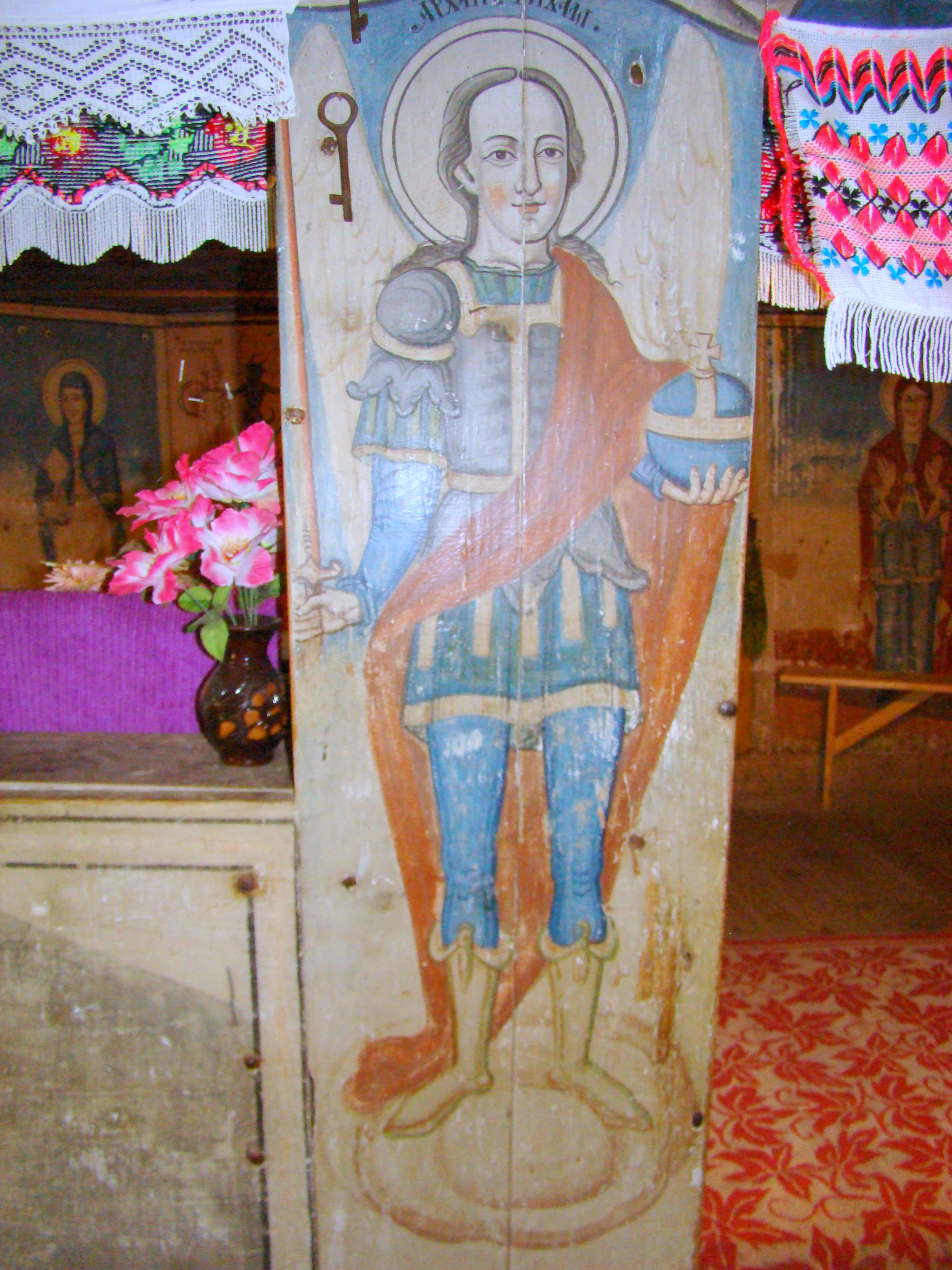
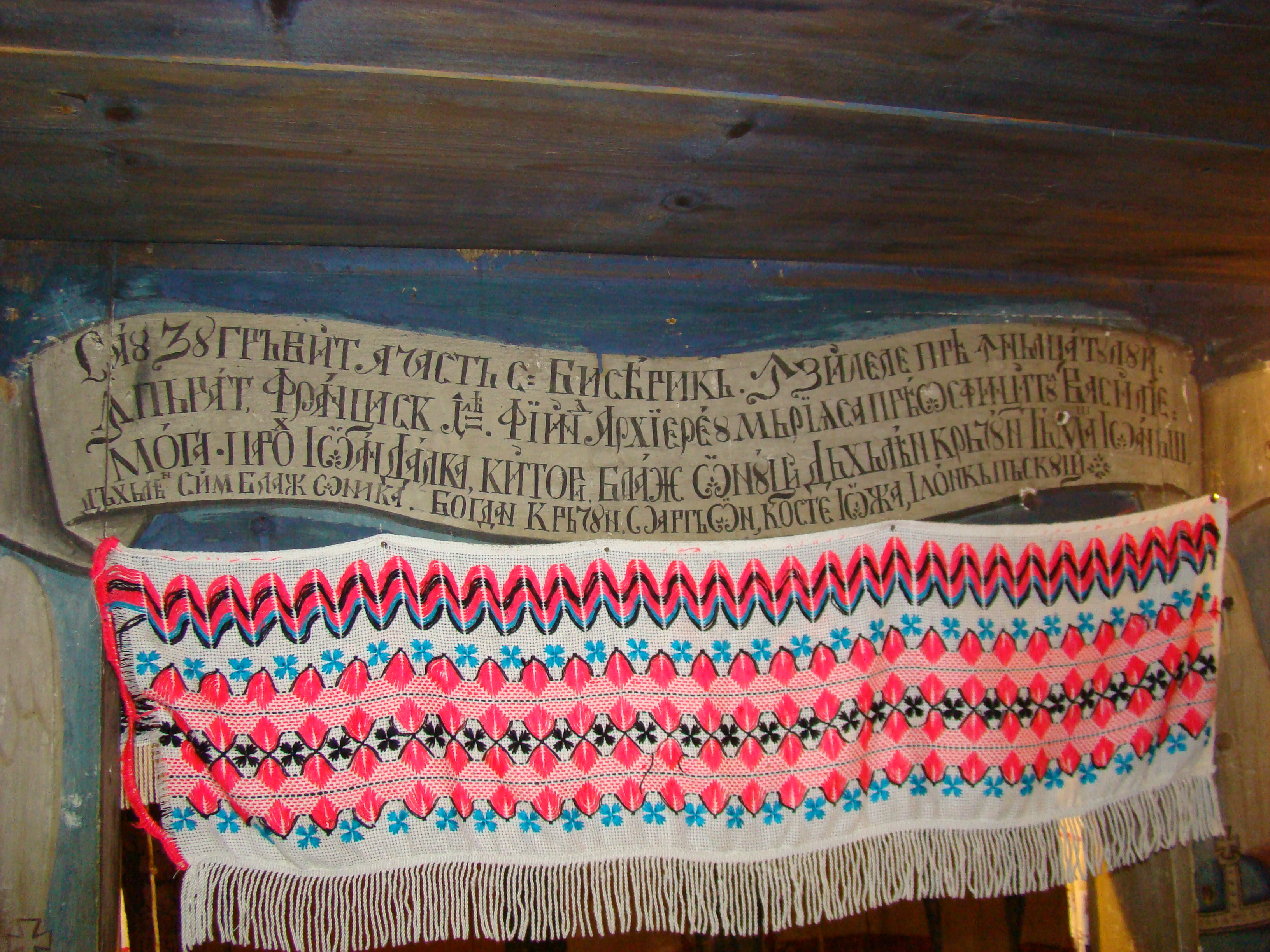
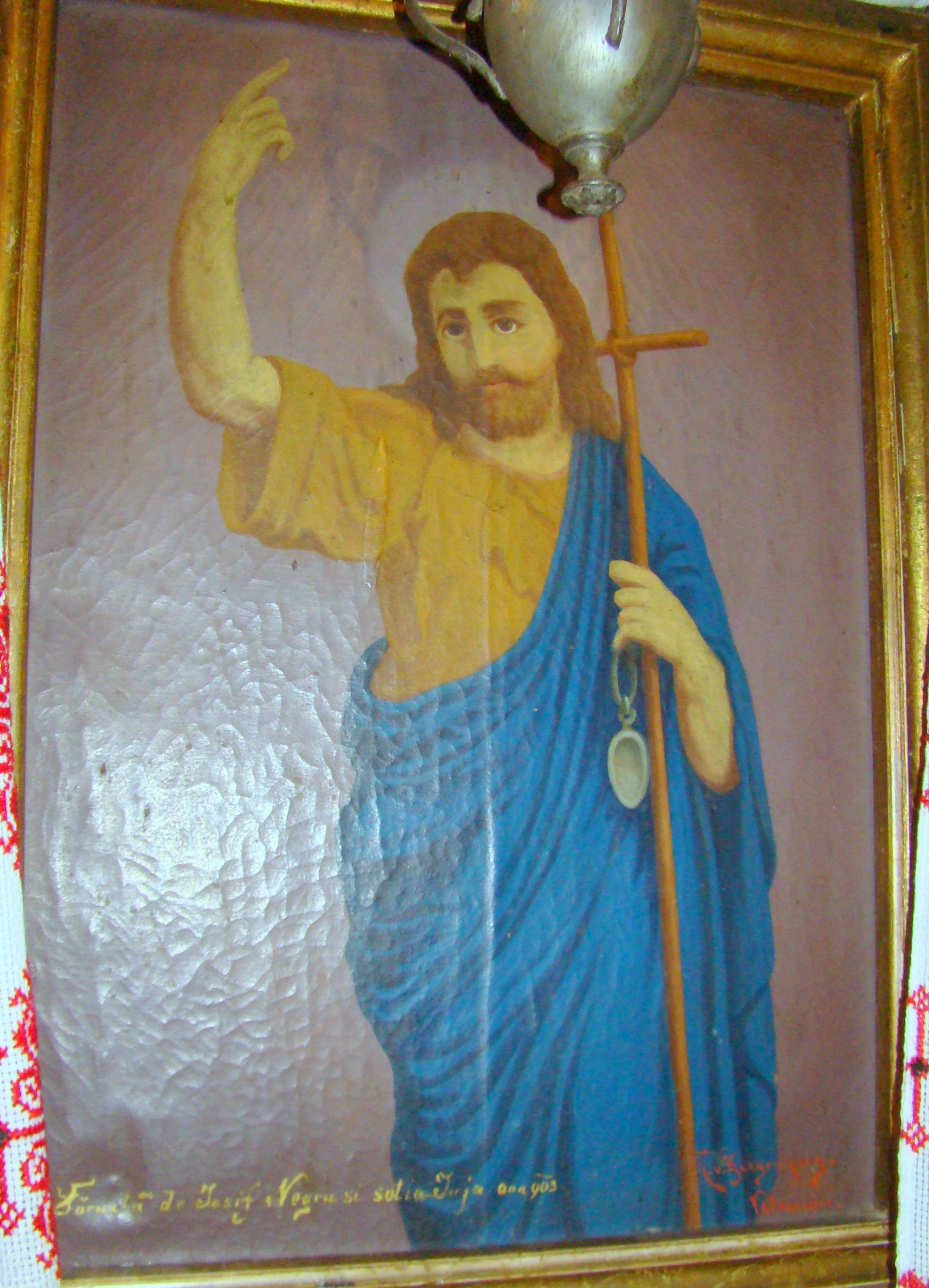
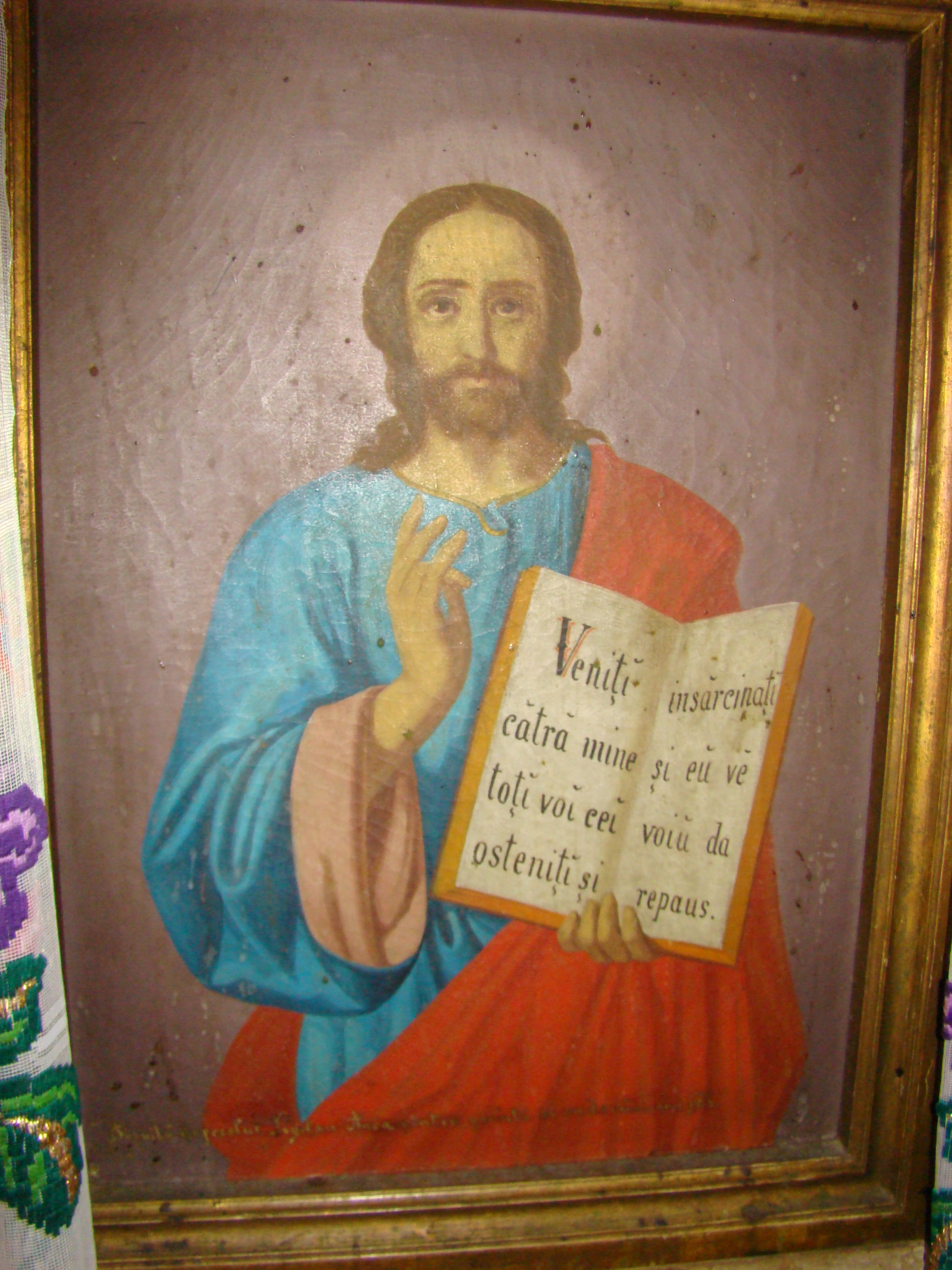
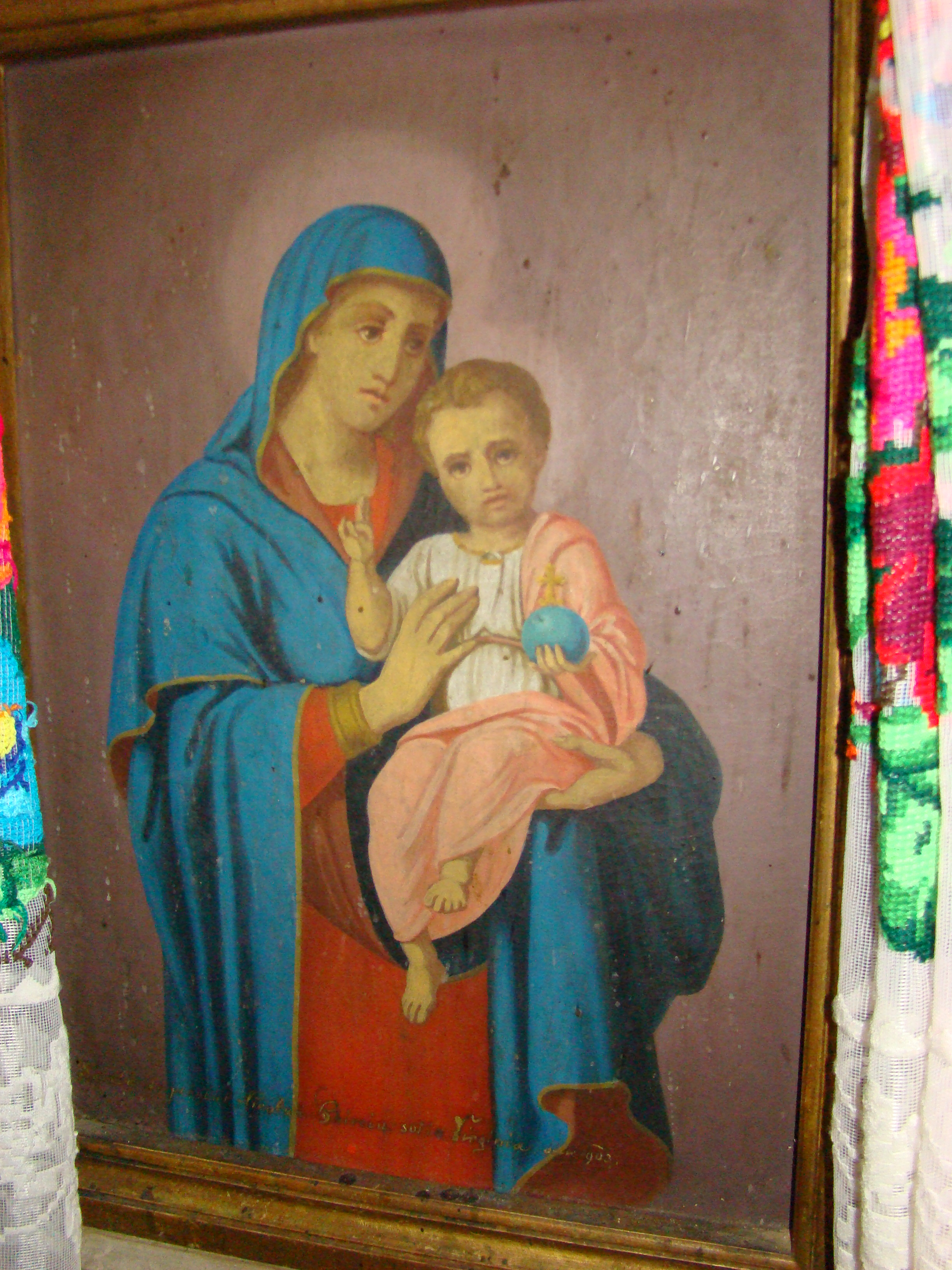
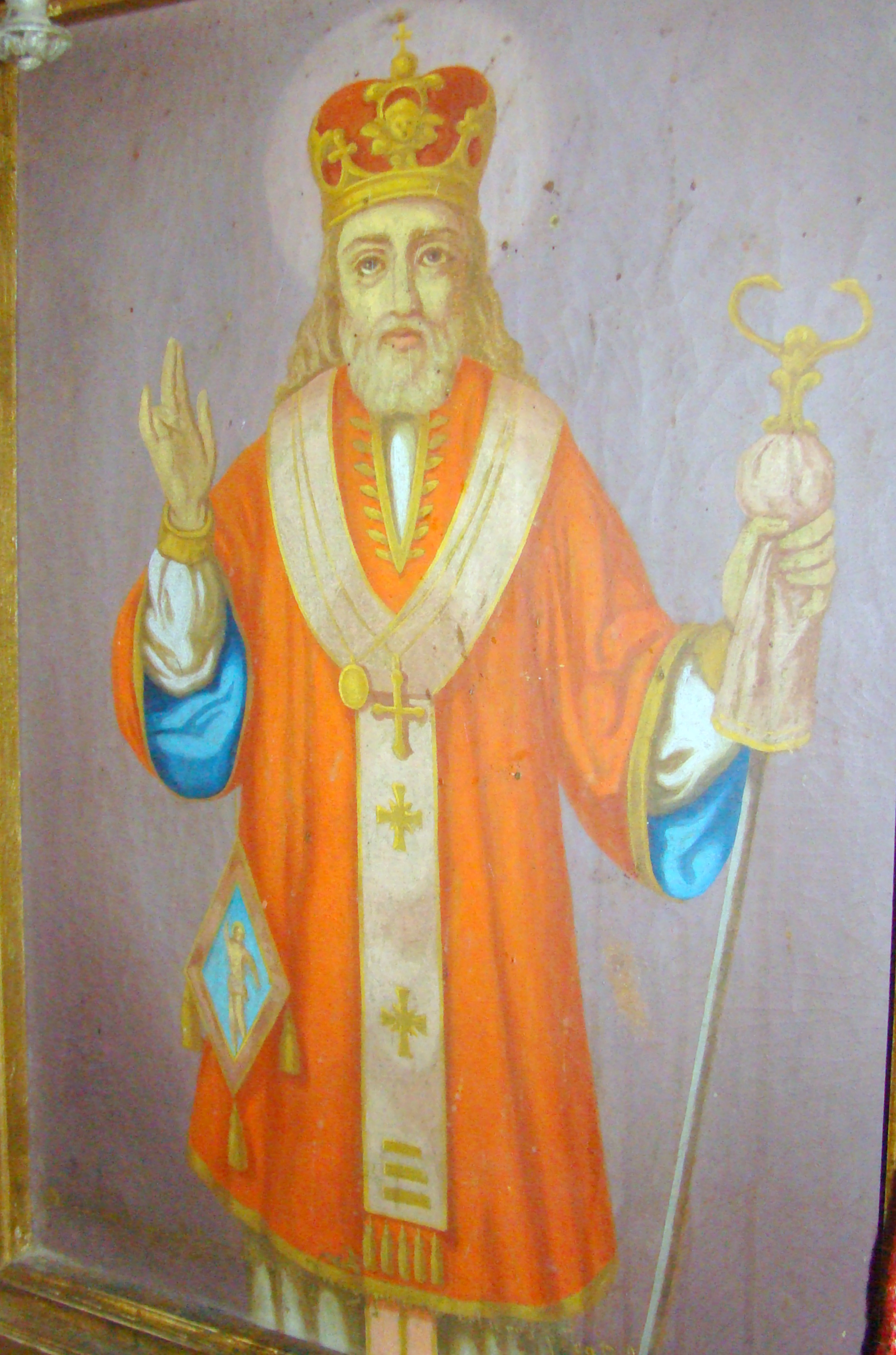
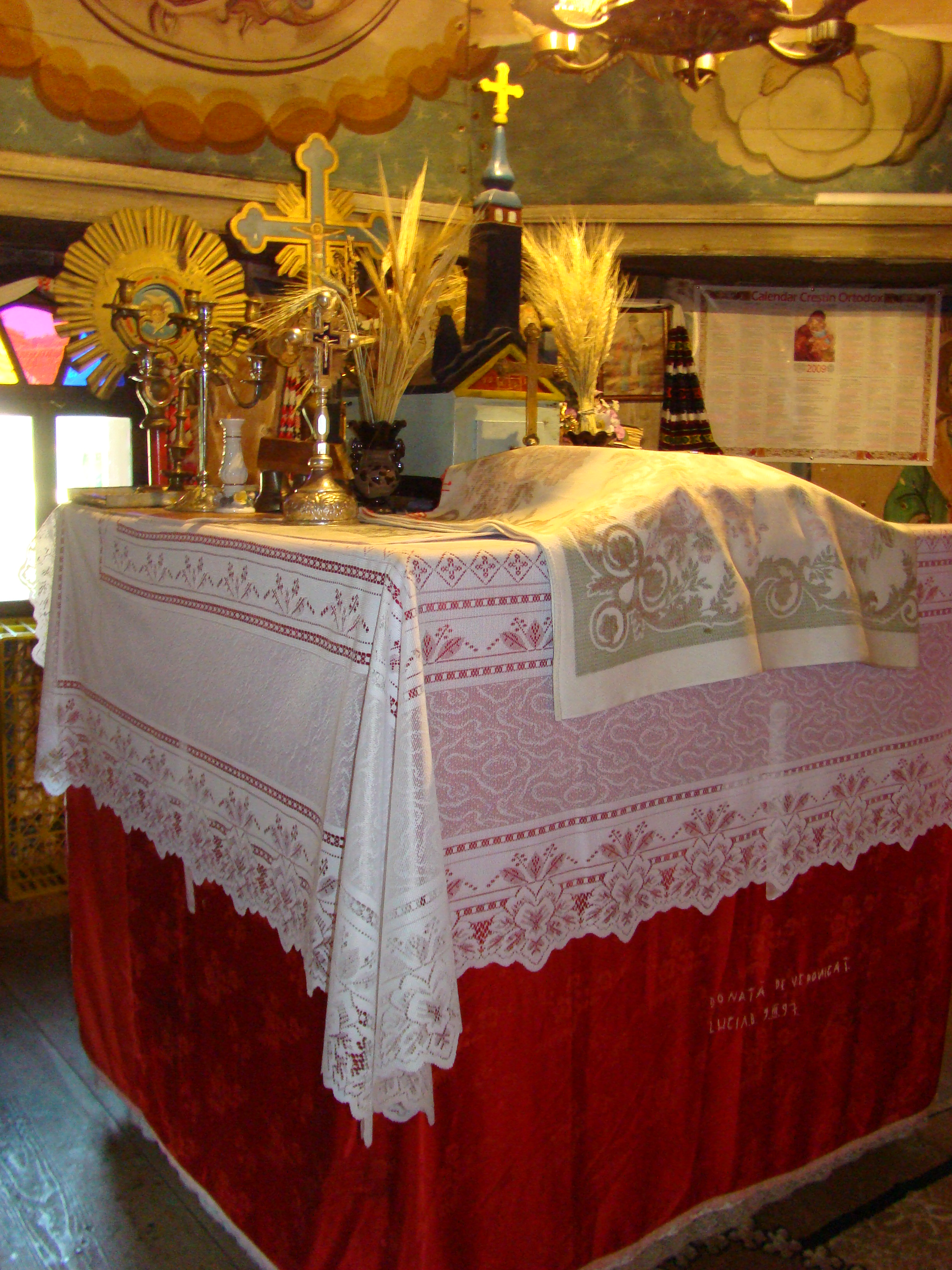
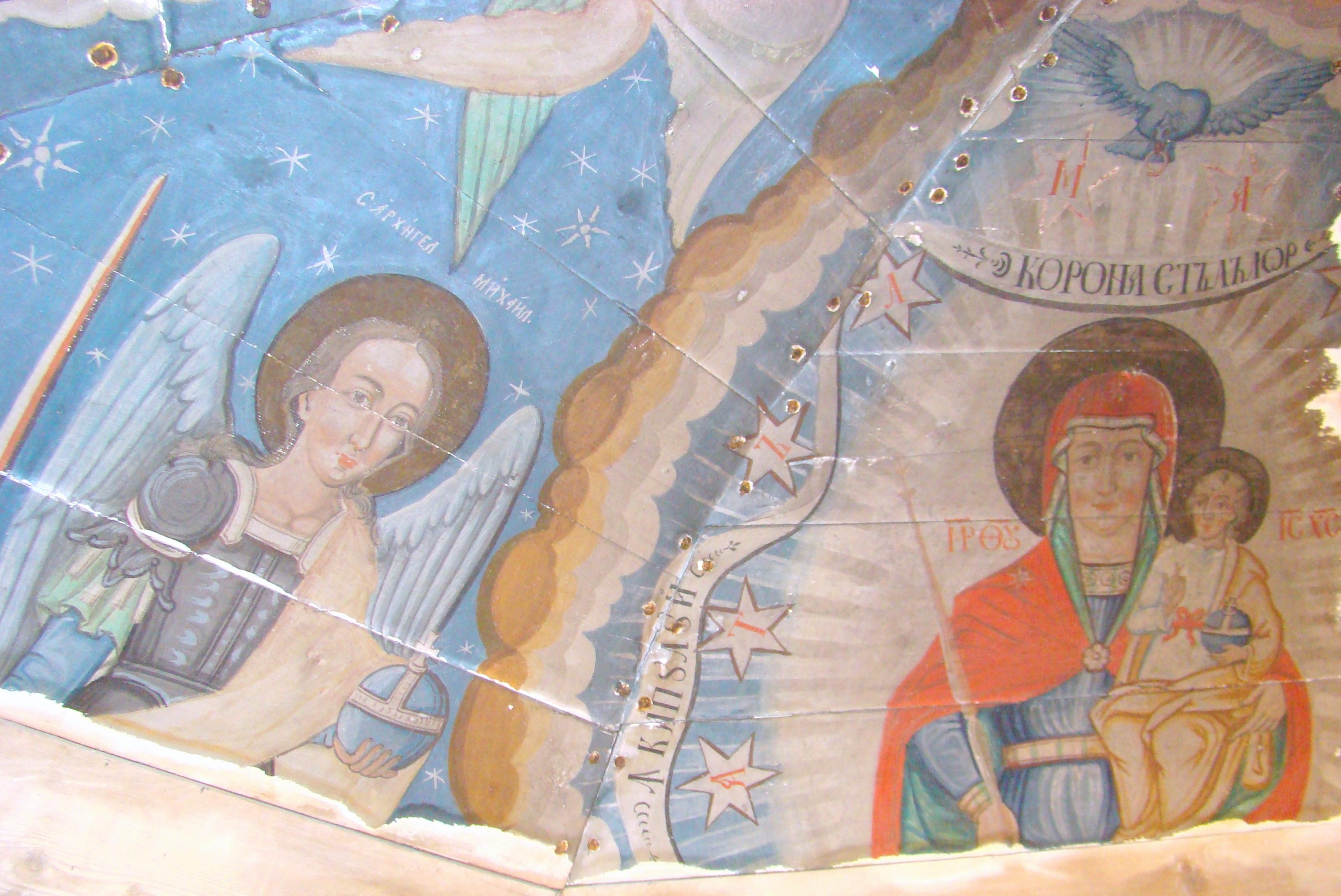
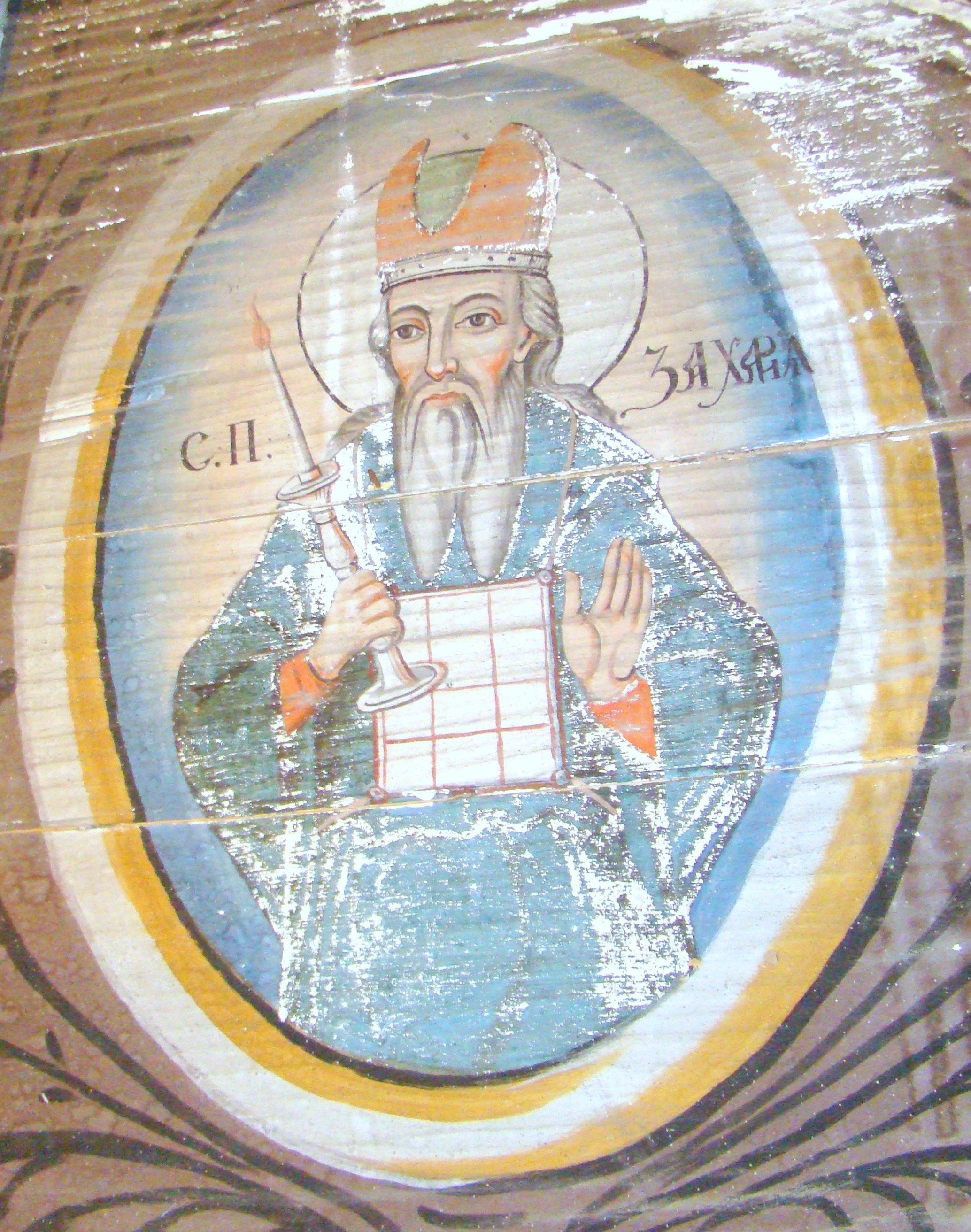
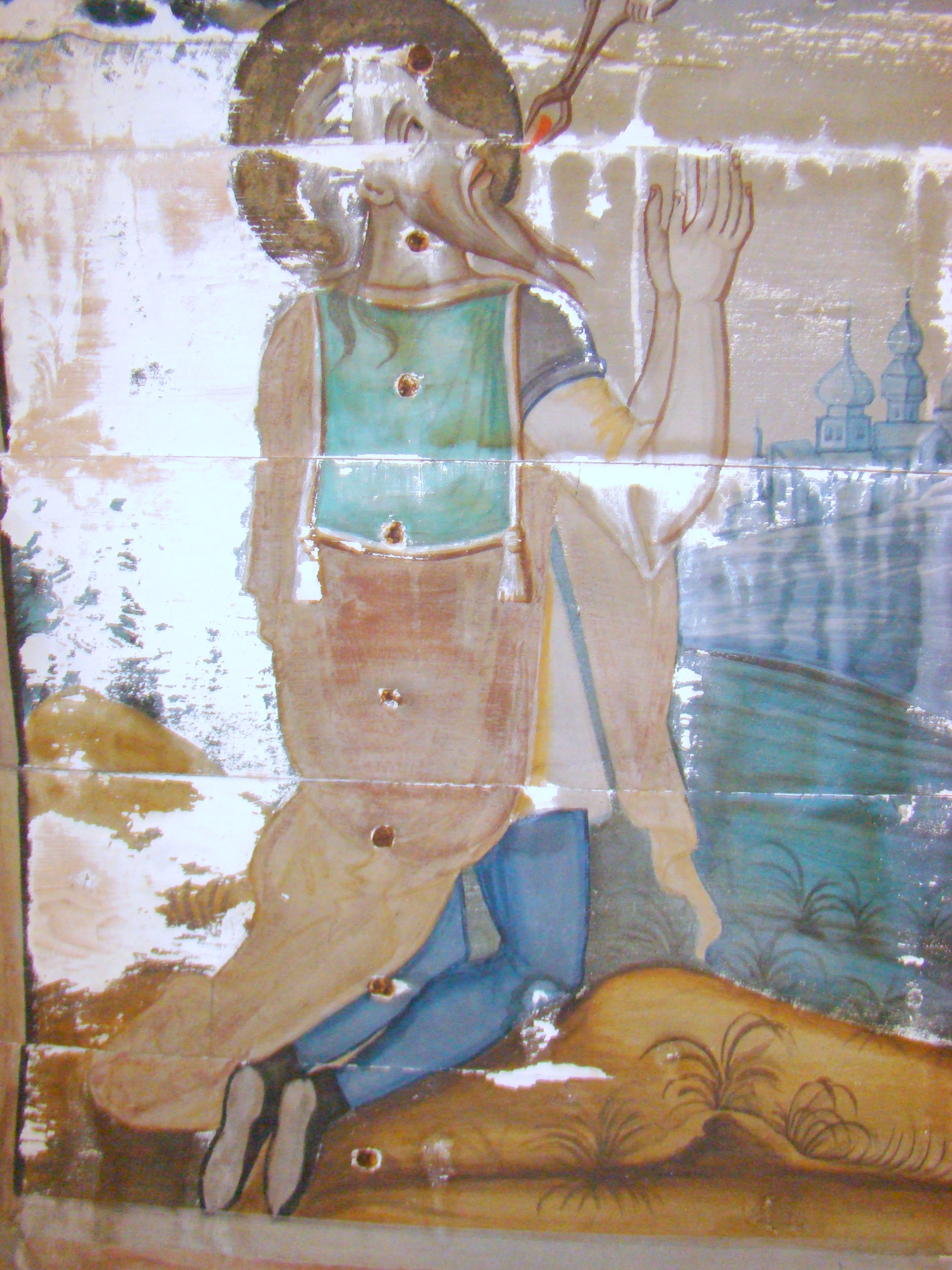
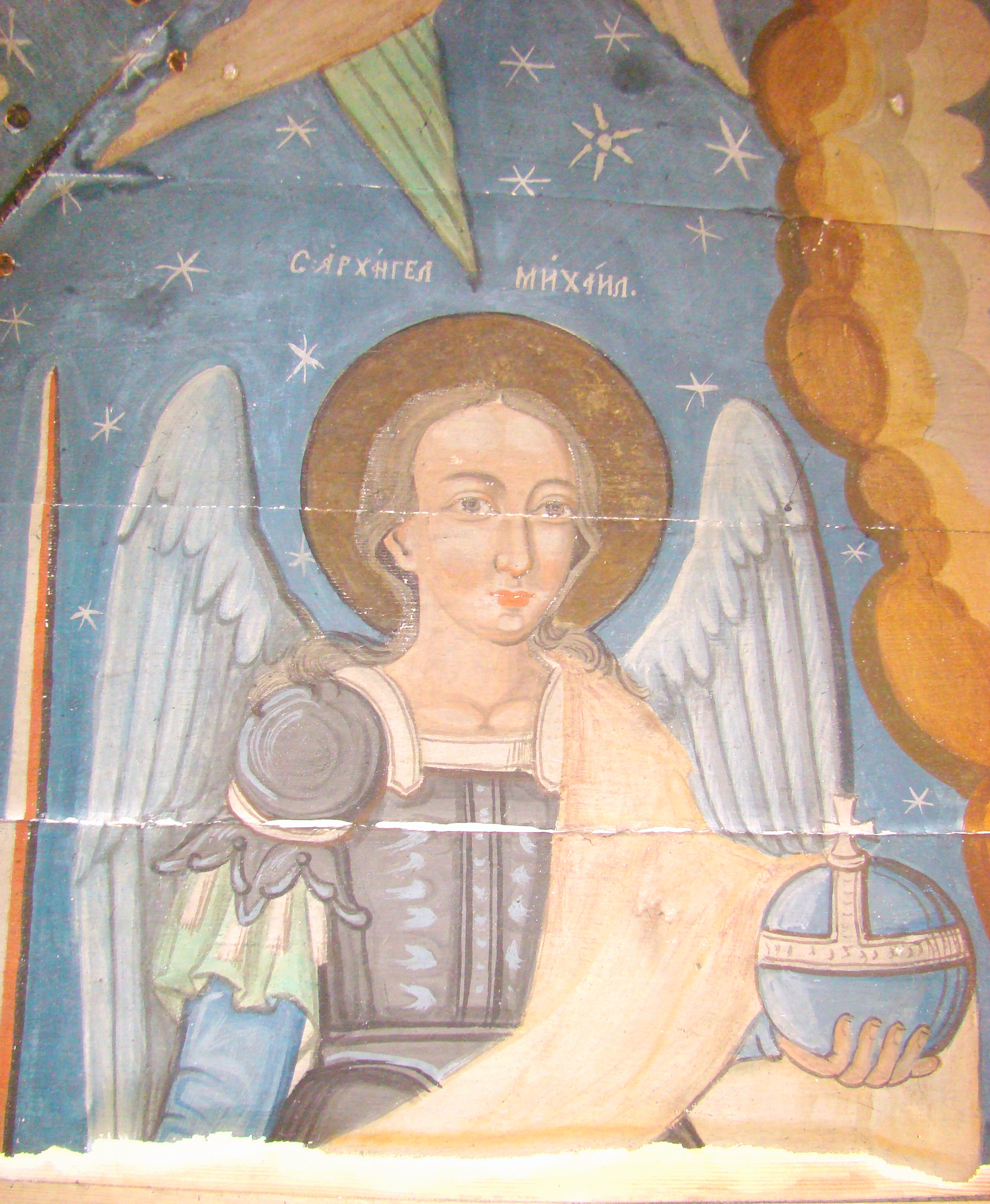
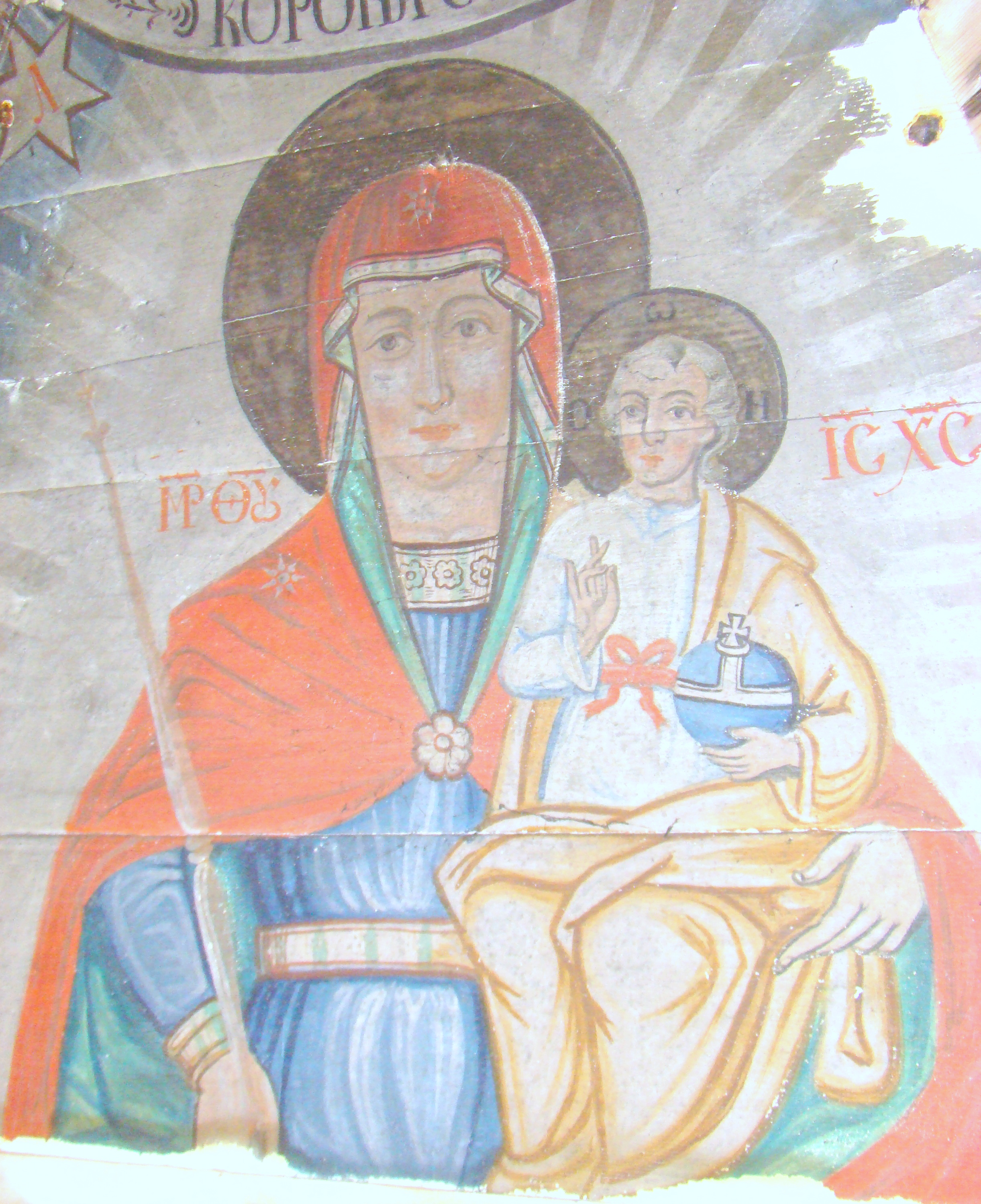
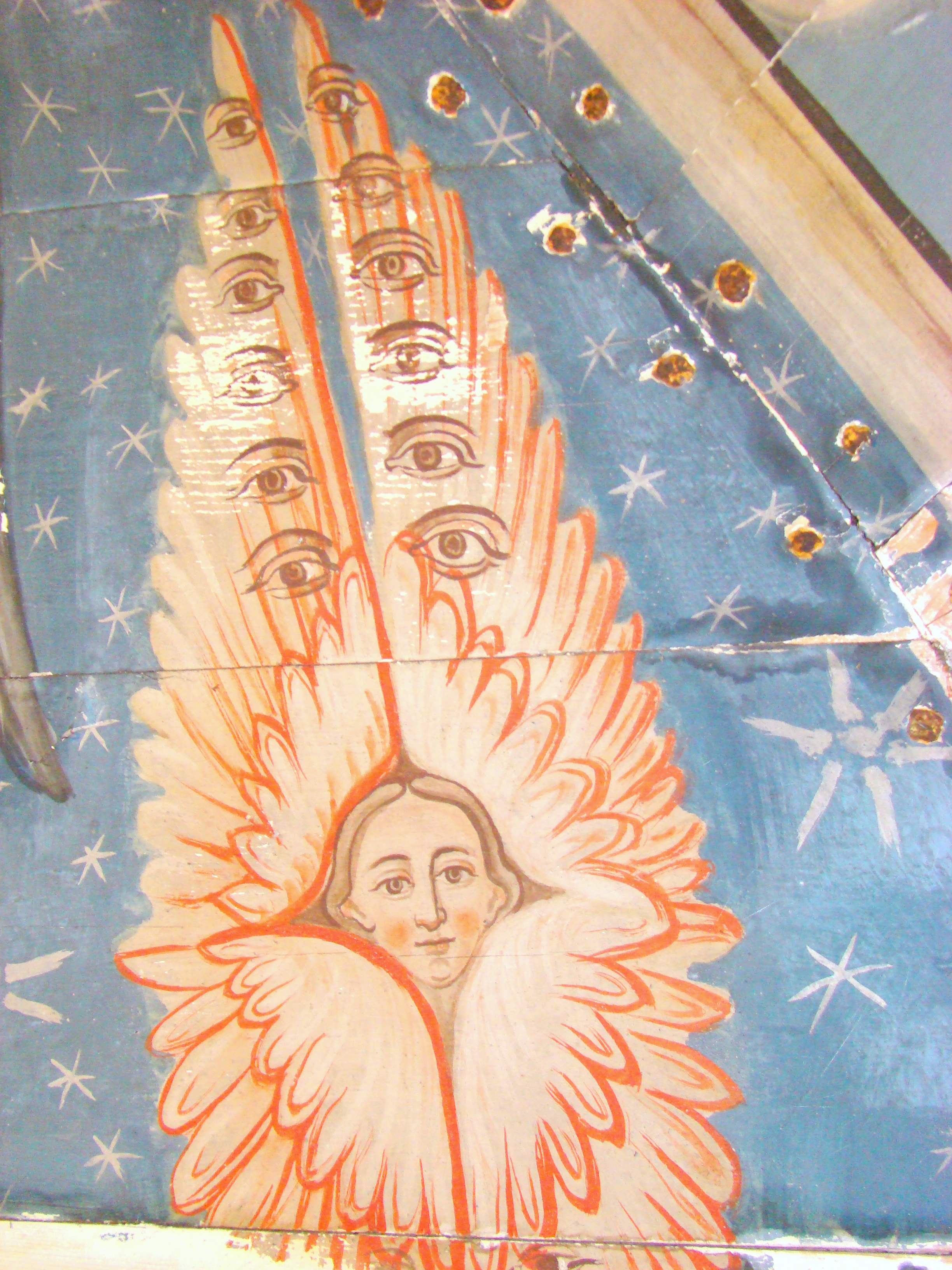
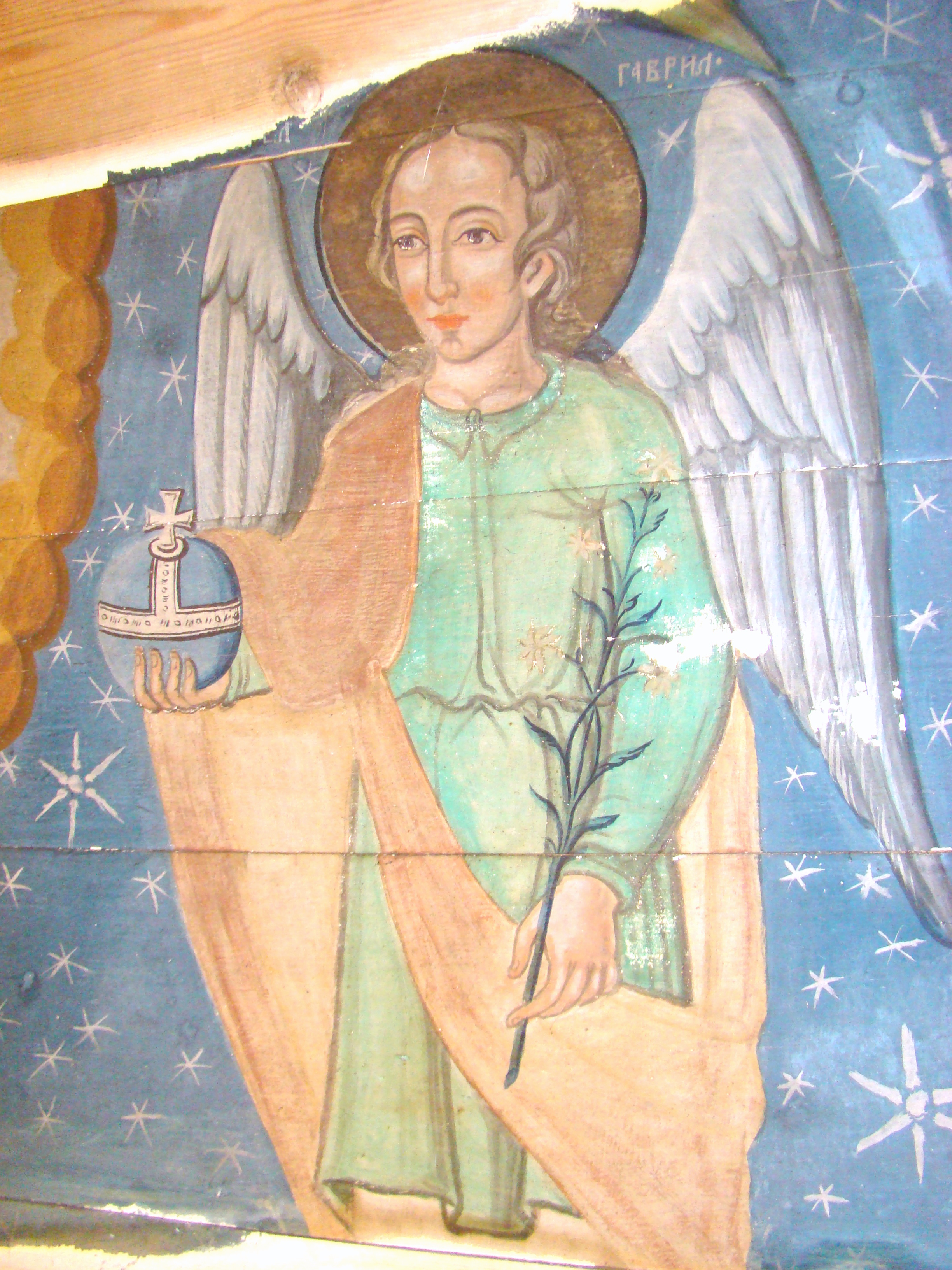
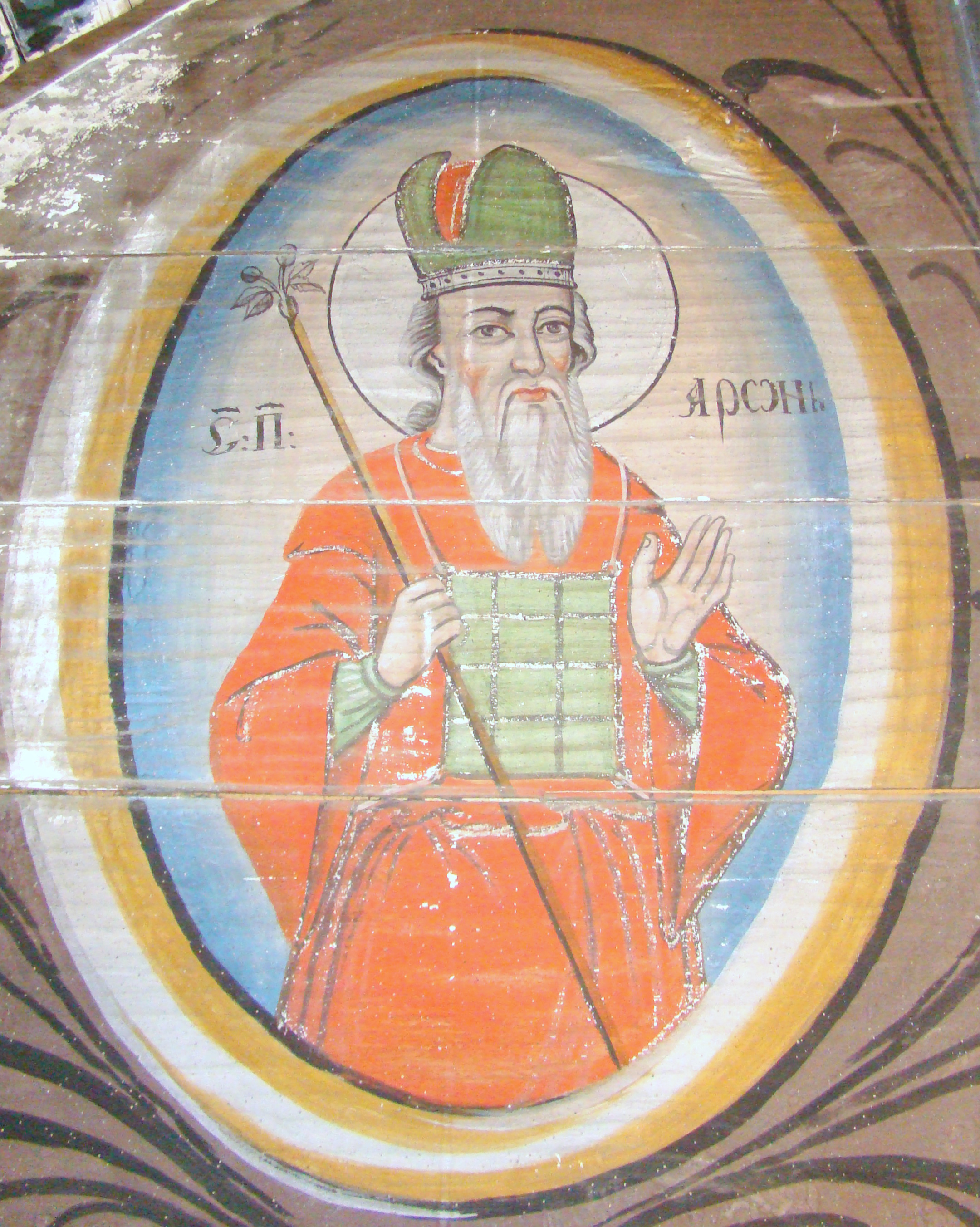
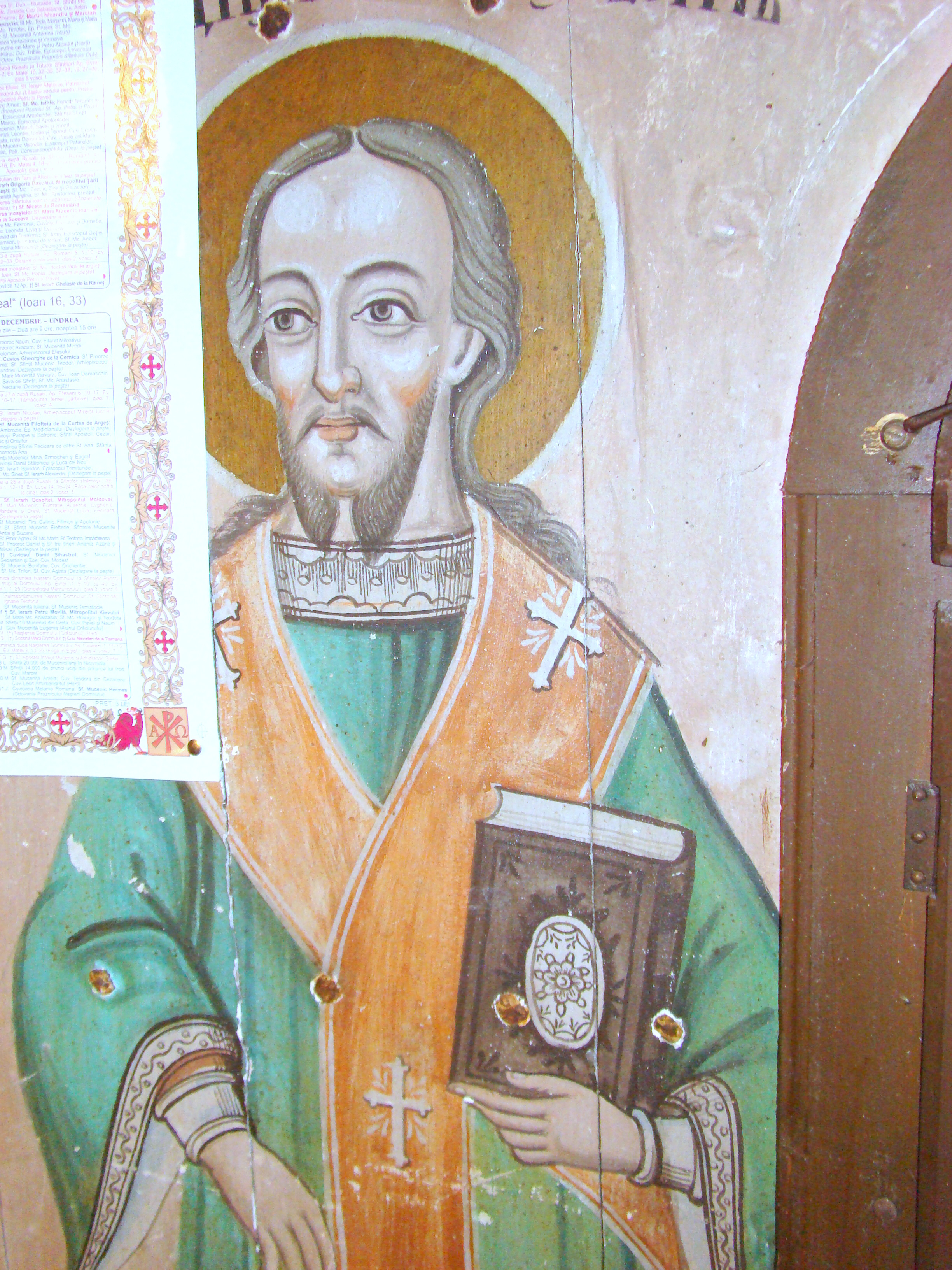
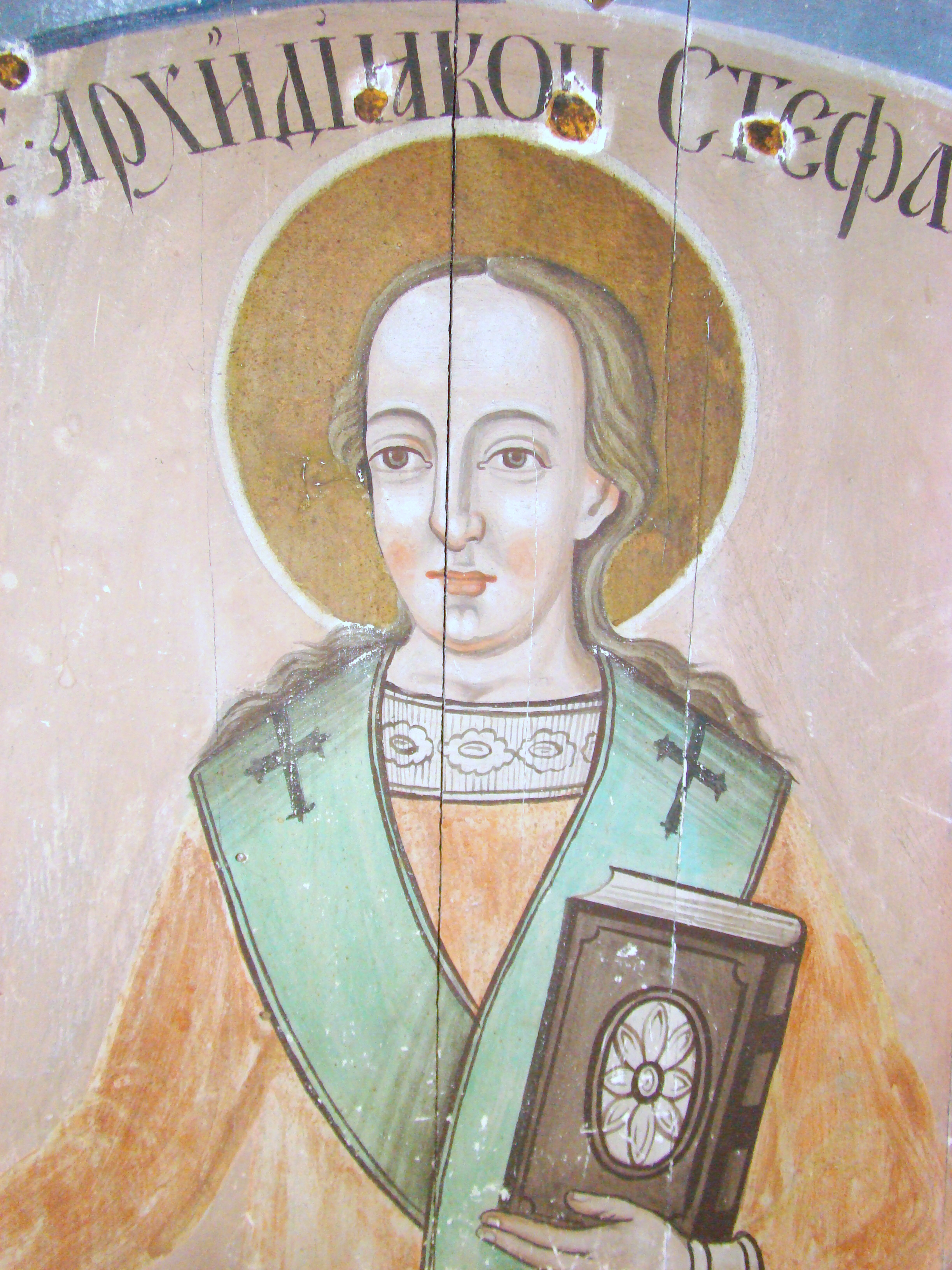

## Imagini din exterior

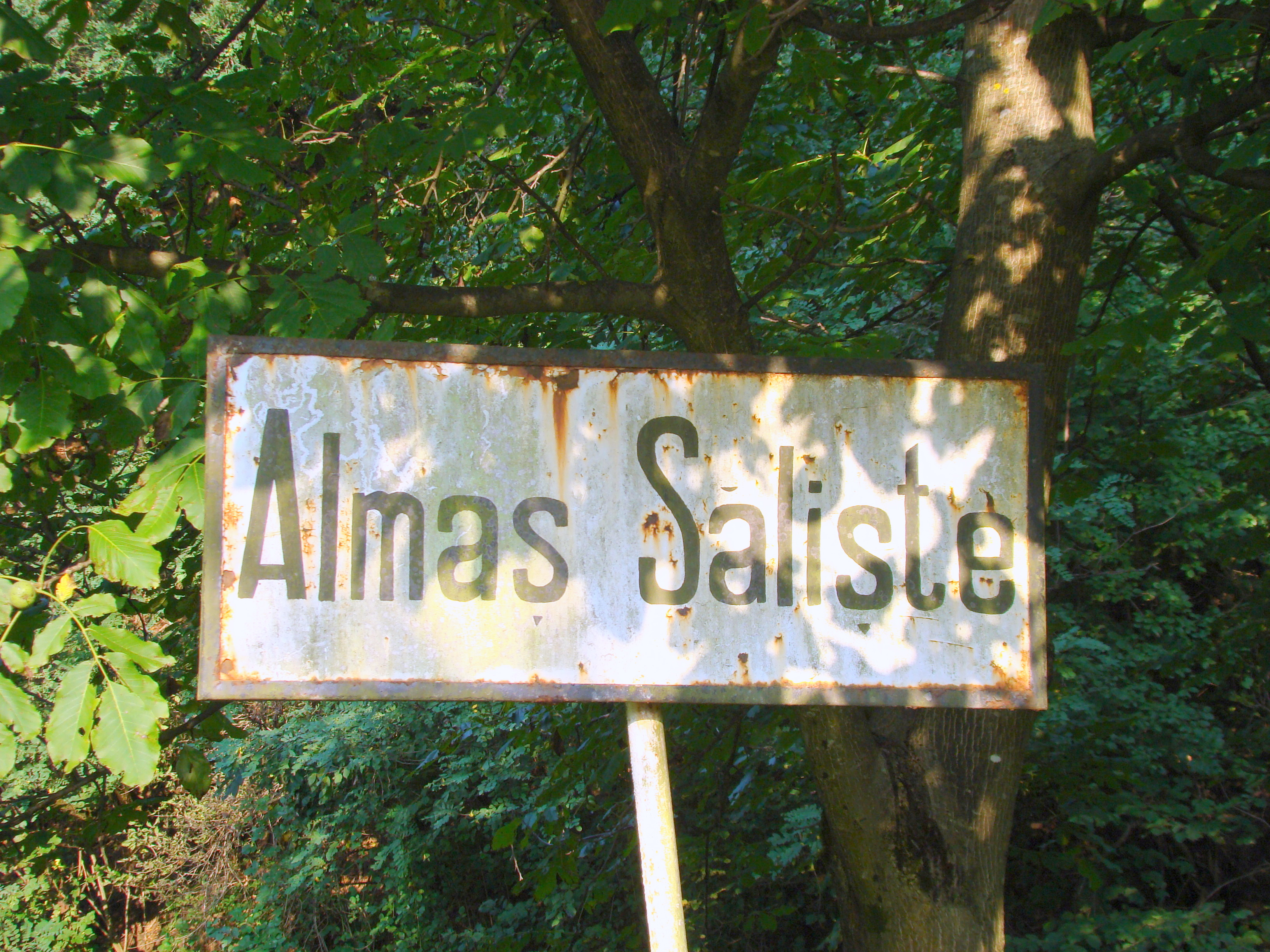
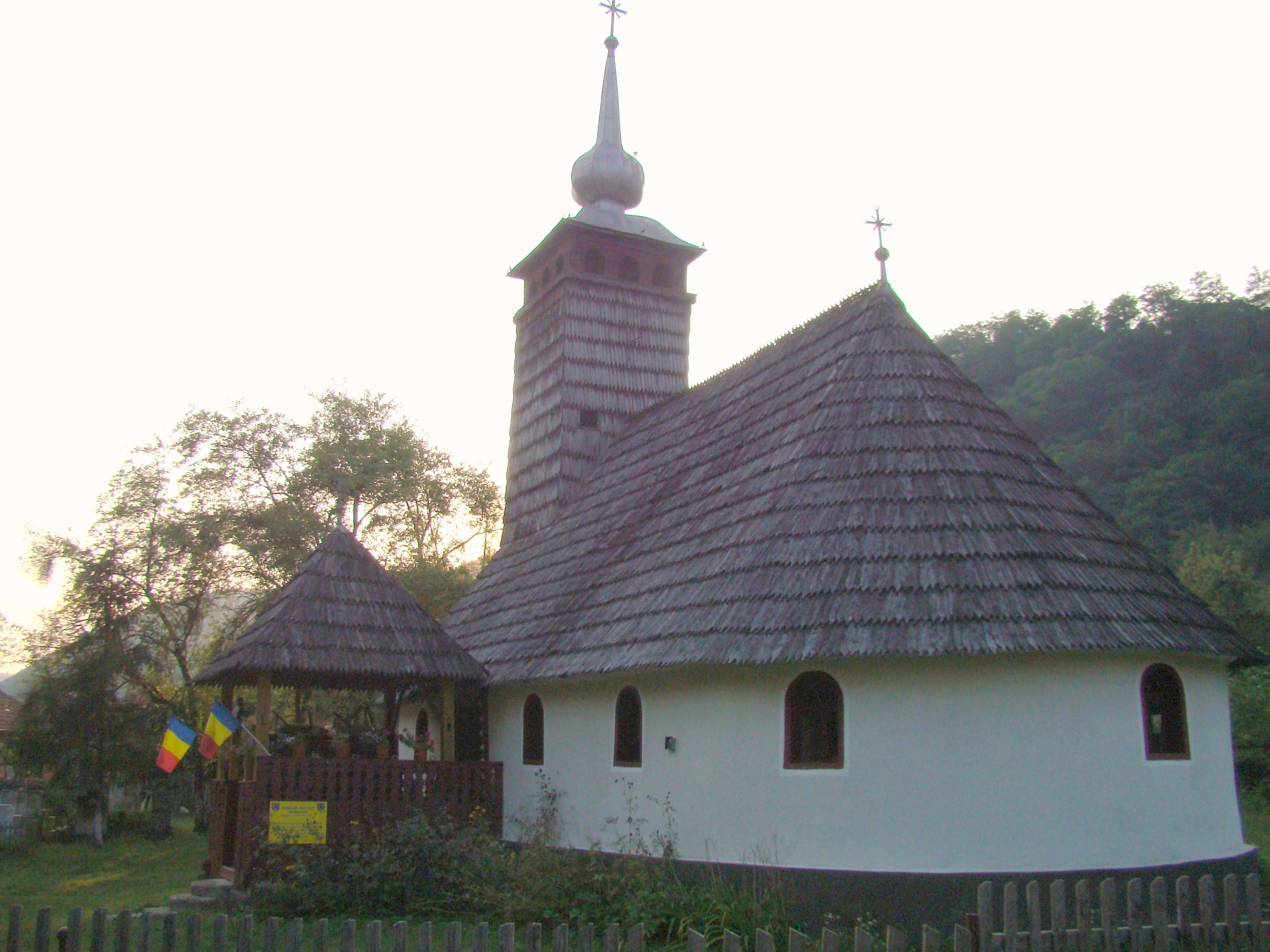
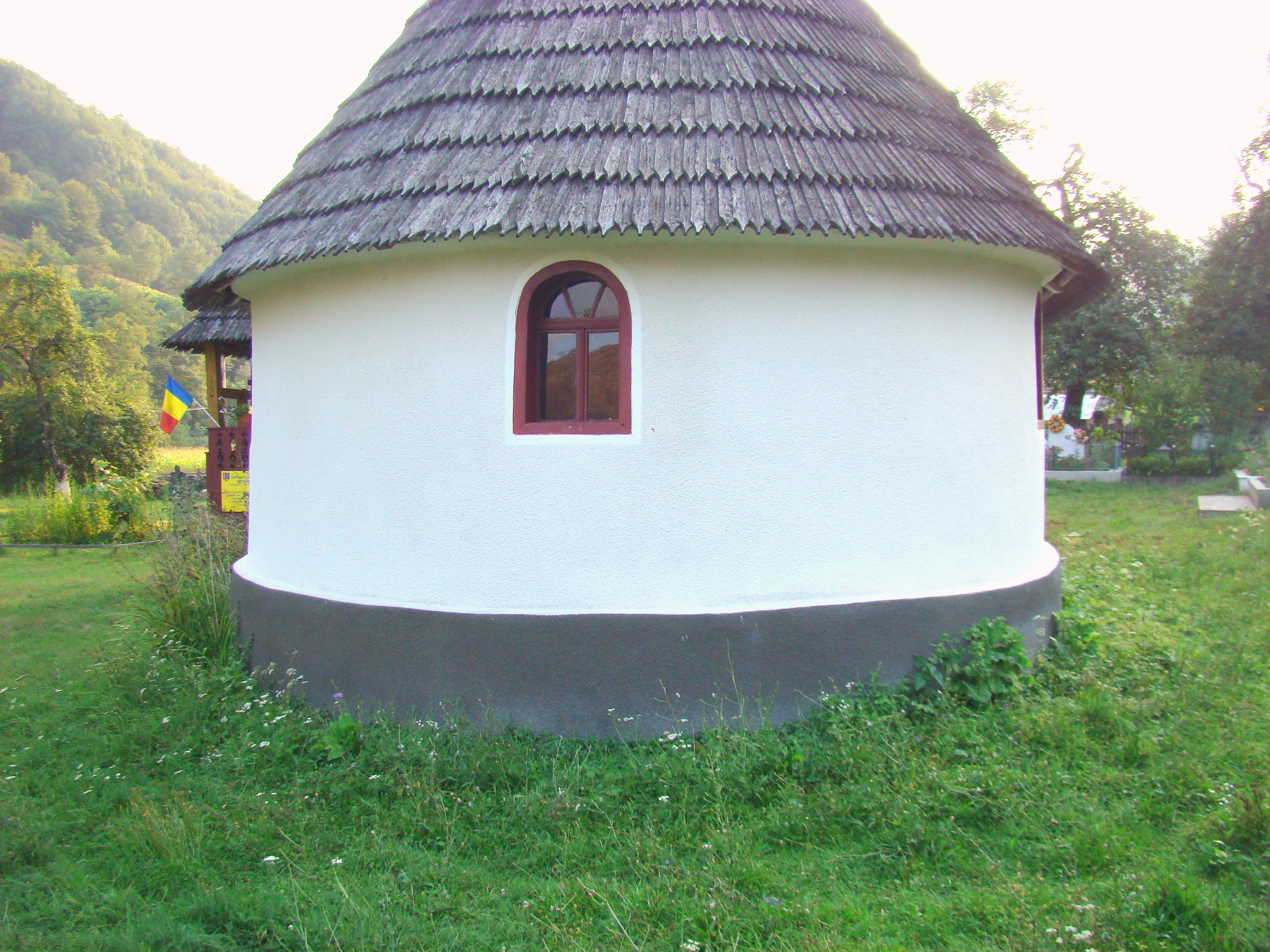
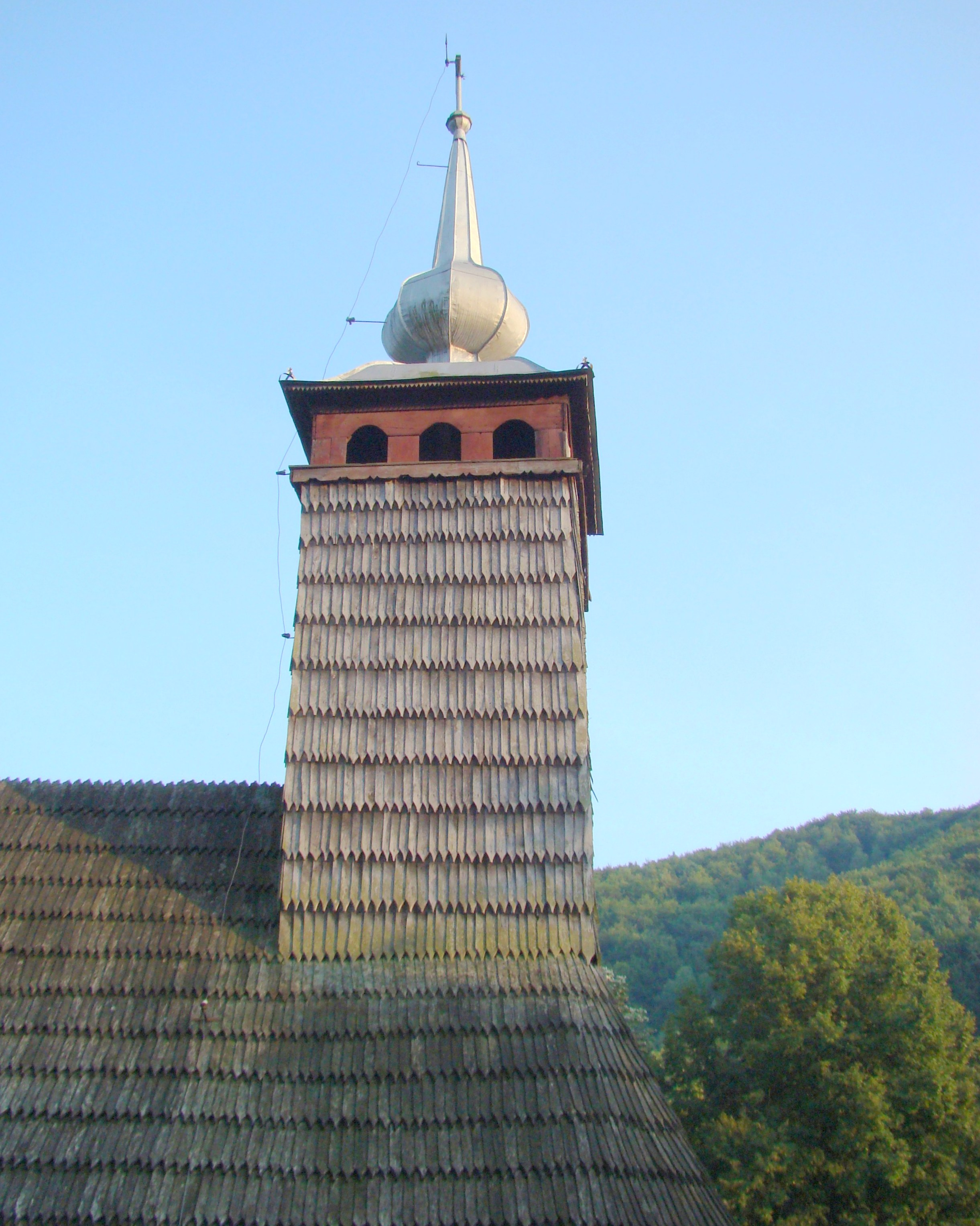
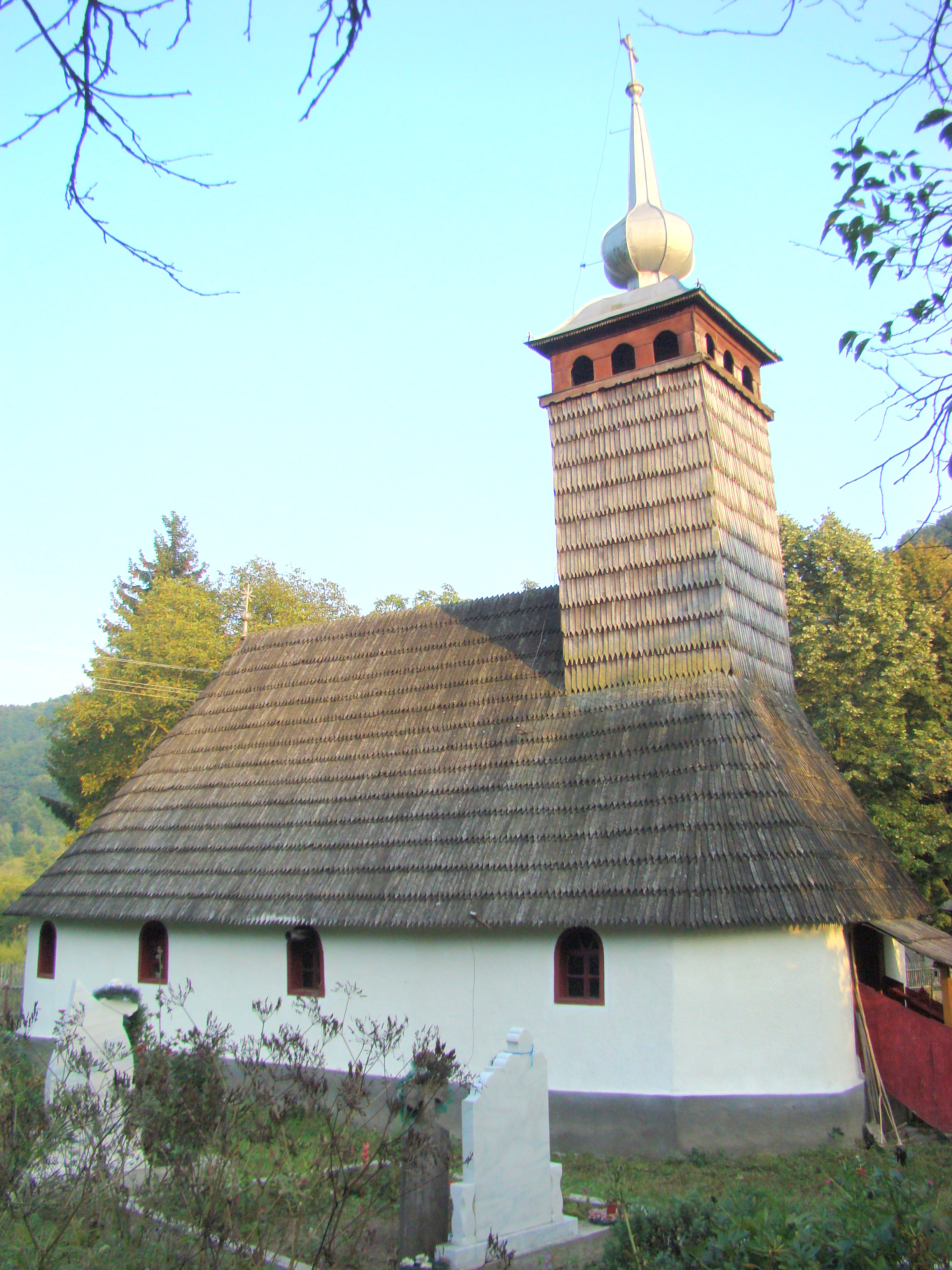
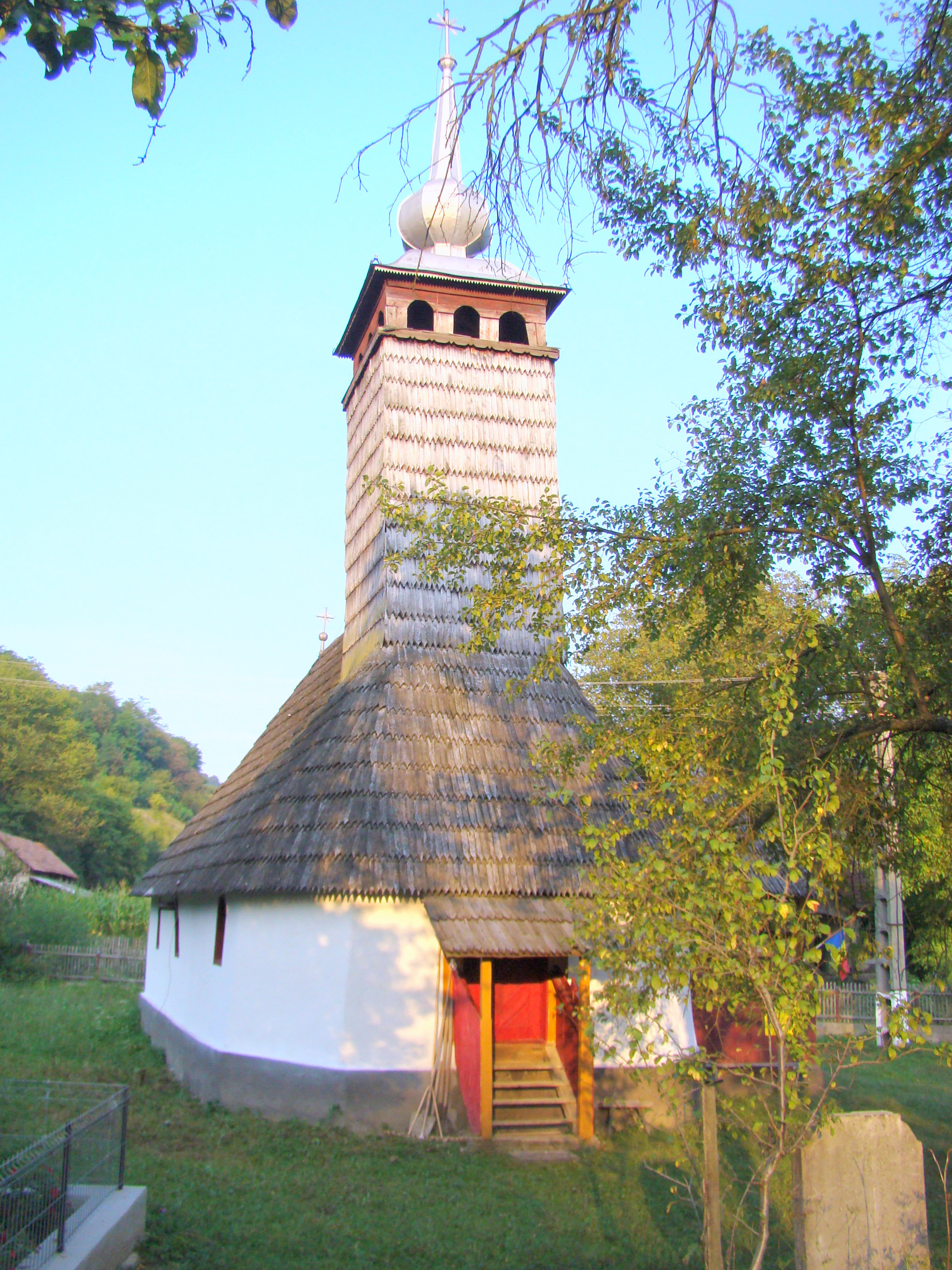
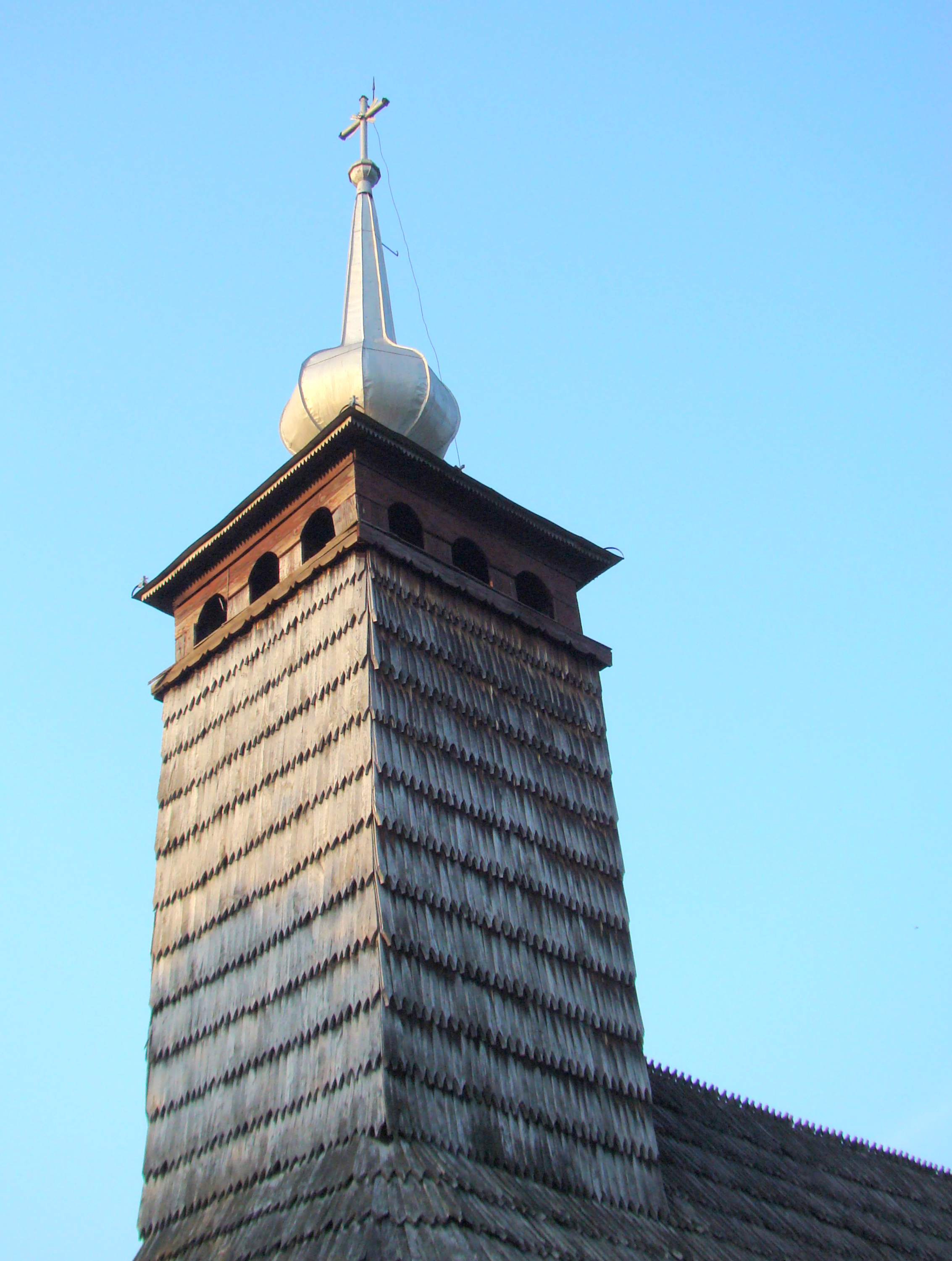
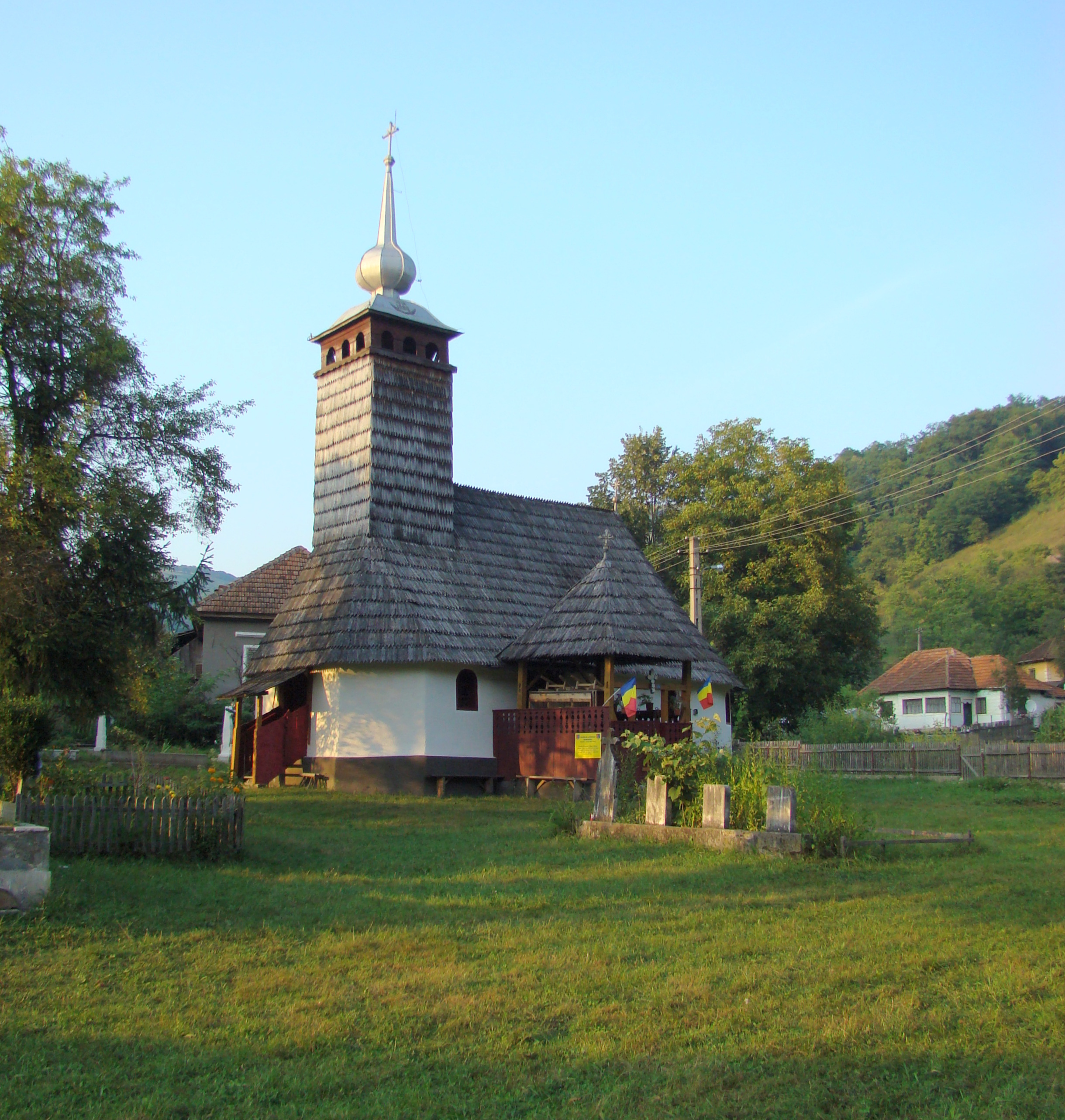
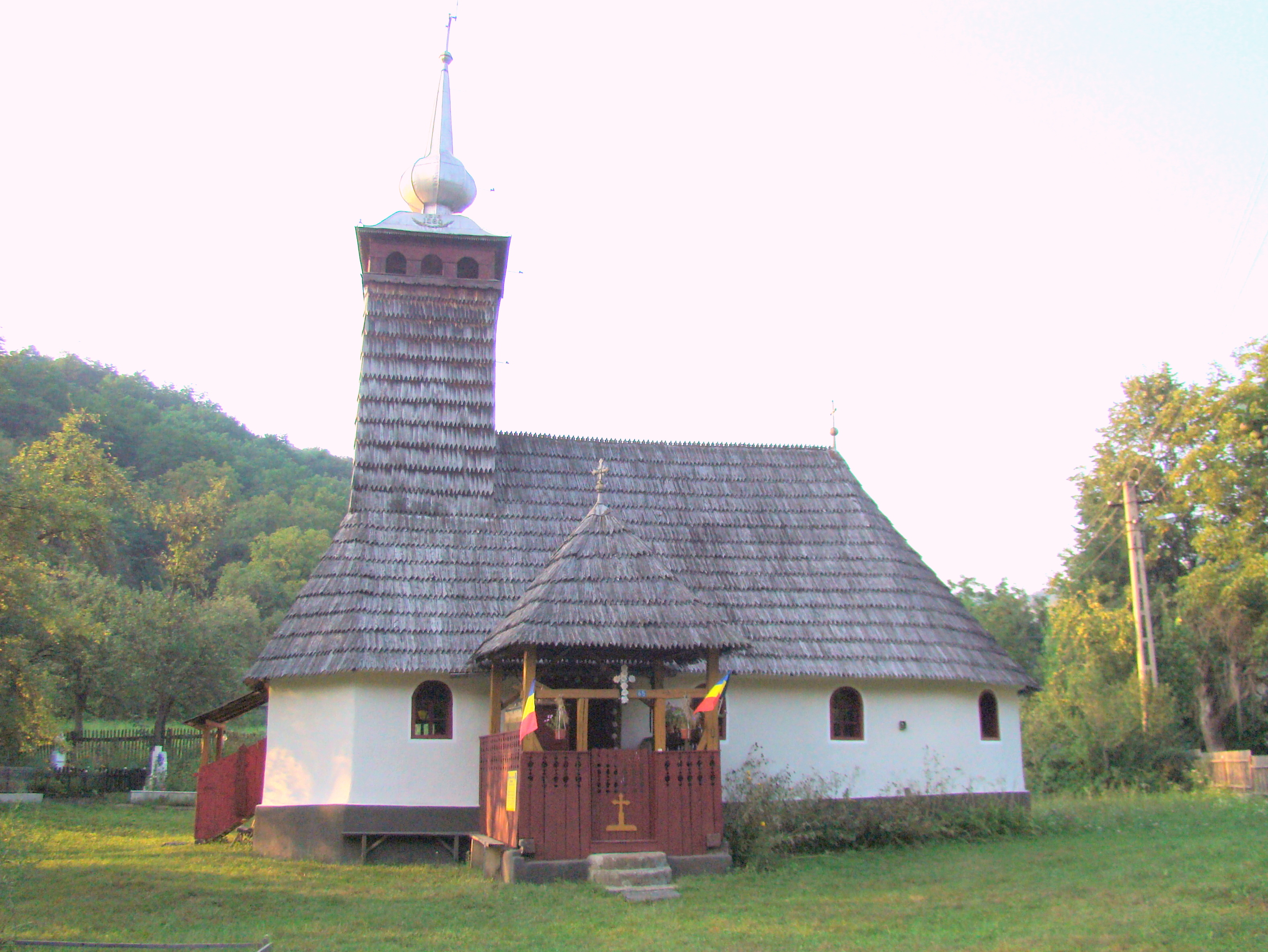